# Aachener Thermalquellen

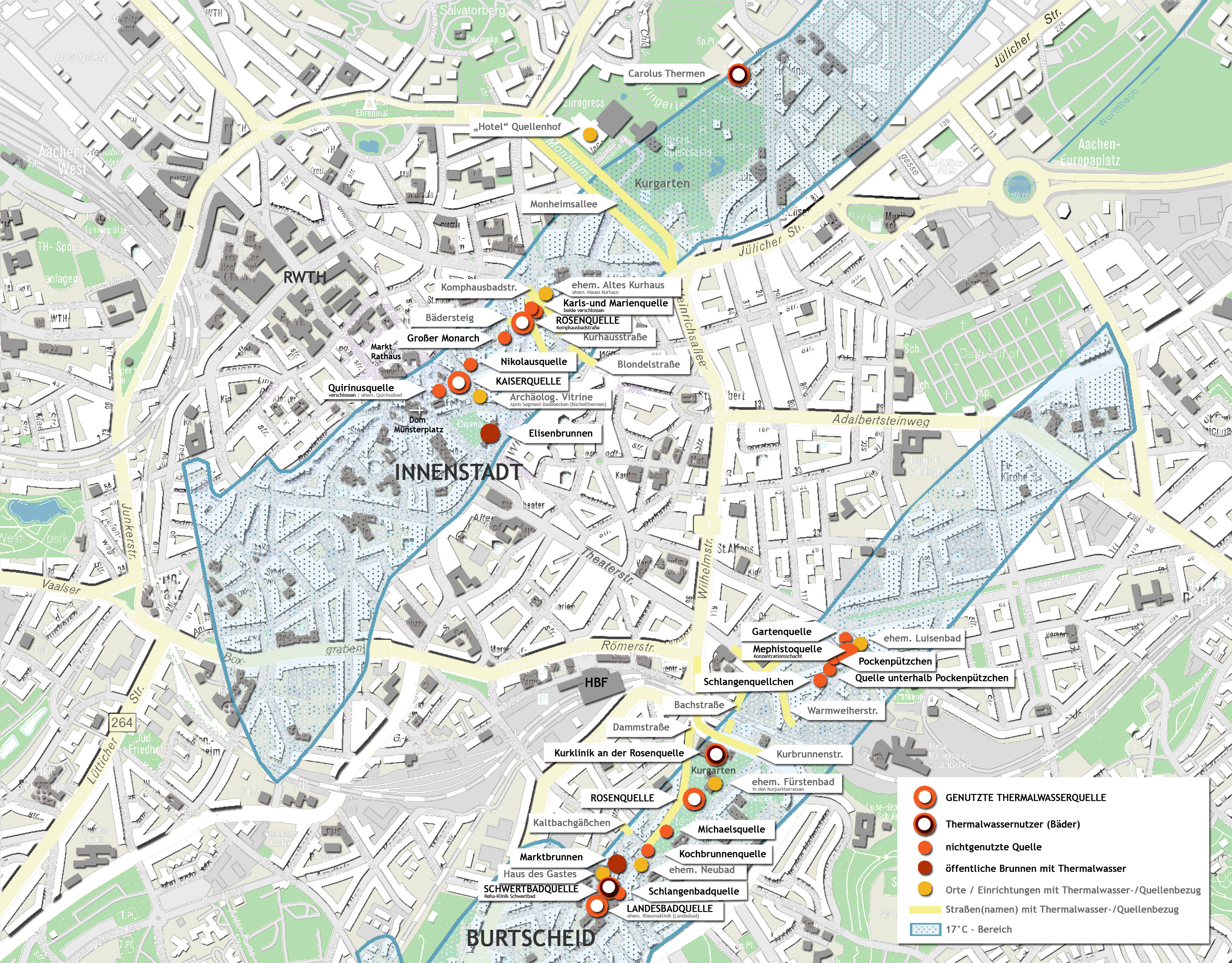
Übersichtskarte der Aachener und Burtscheider Thermalquellen sowie der Stationen der Thermalwasserroute

Die über 30 Aachener Thermalquellen zählen zu den ergiebigsten Thermalquellen Deutschlands; sie treten in zwei Quellzügen im Aachener Stadtgebiet an die Oberfläche. Der Thermalwasserzug in der Aachener Innenstadt ist 500 m lang, maximal 50 m breit und durch zahlreiche Quellvorbrüche charakterisiert, von denen heute noch vier zugänglich sind, zwei davon werden bewirtschaftet.
Der Thermalwasserzug von Burtscheid – einem heutigen Stadtteil von Aachen – ist 2200 Meter lang und durch zahlreiche Quellvorbrüche gekennzeichnet, die sich in einer unteren und einer oberen Quellengruppe konzentrieren. Dort sind noch elf Quellen zugänglich, wovon heute noch vier genutzt werden. Sie zählen mit bis über 72 °C zusammen mit den Thermalquellen von Karlsbad zu den heißesten Quellen Mitteleuropas.
Die Thermalquellen wurden bereits seit der römischen Besiedlung zu Heilzwecken genutzt. Sie bildeten einen der wesentlichen Faktoren für die politische und wirtschaftliche Entwicklung Aachens, insbesondere des Kur- und Badewesens, der Tuch- und Nadelindustrie sowie der Mineralwasserproduktion.

## Geografische Lage
Die Stadt Aachen liegt in einem morphologischen Talkessel. Ein Großteil des Einzugsgebietes der Thermalquellen befindet sich geodätisch im Bereich des Hohen Venn und des Aachener Waldes morphologisch ungefähr 200 bis 300 Meter höher als die Quellpunkte der Aachener Innenstadt, sodass die Quellen artesisch ausfließen. Nur durch ein konstantes Abpumpen der Hauptquellen kann verhindert werden, dass das warme Quellwasser oberirdisch abfließt und – wie in früheren Zeiten – zahlreiche warme Teiche, Tümpel und Sümpfe in der Stadt bildet.

## Geologie der Aachener und Burtscheider Thermalquellen

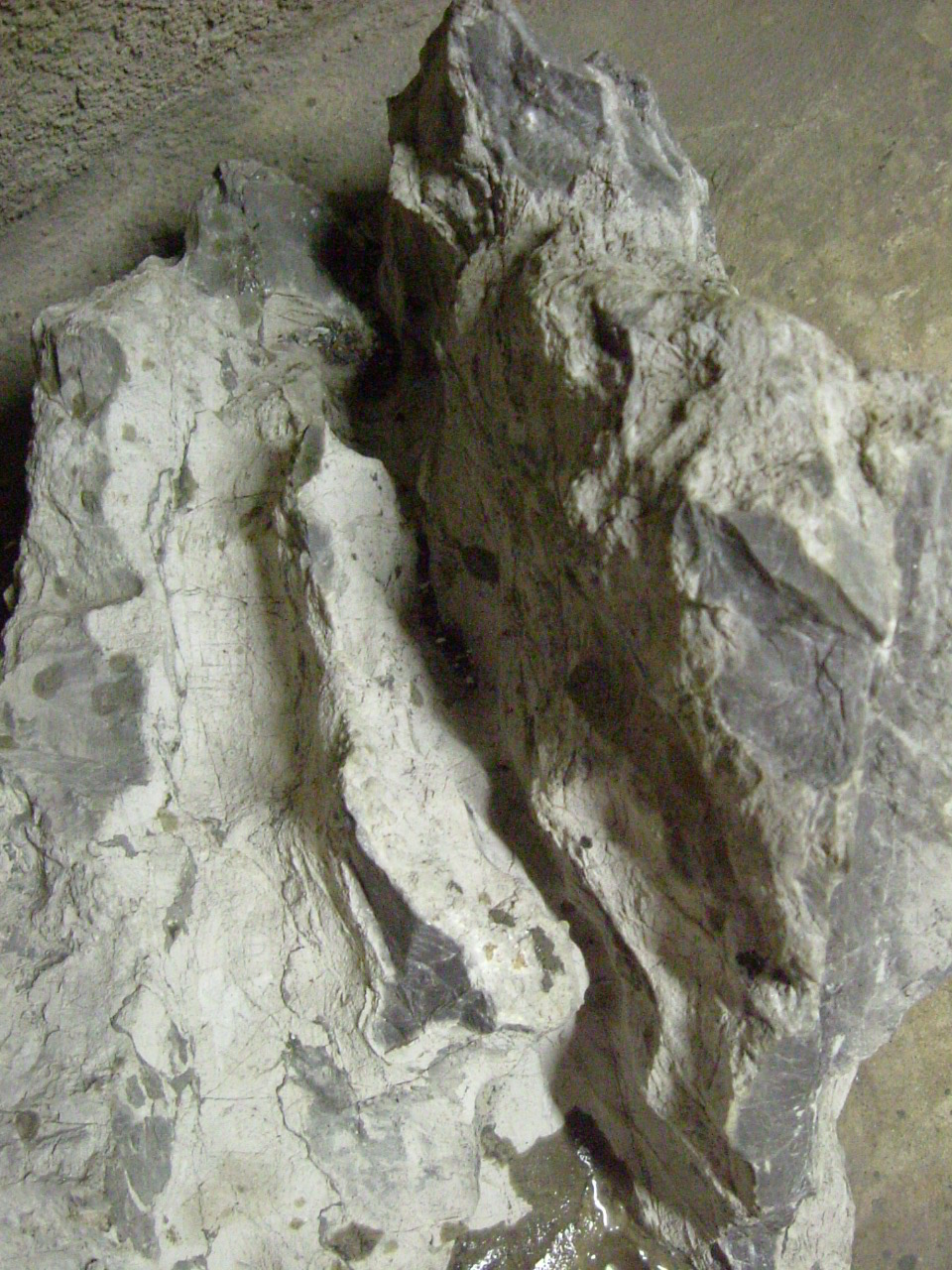
Oberdevonischer Quellkalk der Rosenquelle in Aachen mit sogenannten „Quellschläuchen“

Die Aachener und Burtscheider Thermalquellen sind an Kalksteinzüge des Frasniums gebunden, die entlang von großen tektonischen Überschiebungsbahnen – der Aachener und Burtscheider Überschiebung – an der Oberfläche zu Tage treten. Die Überschiebungen entstanden während der Faltung des variszischen Gebirges im Oberkarbon.
Während in Burtscheid die Quellaustritte in reinen Frasnium-Kalken zu beobachten sind, konzentrieren sich die Quellen in der Aachener Innenstadt auf nur wenige Meter mächtige Kalksteinbänke in Mergelschiefern des Frasniums. Das ungefähr 50 Quadratkilometer große Einzugsgebiet des Thermalwassers erstreckt sich hauptsächlich südlich von Aachen bis an den Nordabfall des Hohen Venns und nimmt große Teile des Aachener Waldes im Westen ein. Ein kleiner Anteil des Thermalwassers wird auch nördlich der Aachener Überschiebung gebildet. Die Grenze des nördlichen Einzugsgebietes bildet in etwa die Linie Lousberg–Laurensberg. Das in diesen Gebieten flächenhaft versickernde Regenwasser versinkt in große Tiefen von etwa 3000 bis 4000 Meter und wird dabei auf ca. 130 °C erwärmt.
| Parameter                | Einheit | Rosenquelle (AC) | Schlangen- quellchen |
| ------------------------ | ------- | ---------------- | -------------------- |
| Natrium                  | mg/l    | 1170             | 1100                 |
| Kalium                   | mg/l    | 59,0             | 48,0                 |
| Ammonium                 | mg/l    | 2,38             | 0,99                 |
| Calcium                  | mg/l    | 73,5             | 70,8                 |
| Magnesium                | mg/l    | 9,63             | 10,3                 |
| Mangan, gesamt           | mg/l    | 0,13             | < 0,1                |
| Eisen, gesamt            | mg/l    | < 0,1            | < 0,1                |
| Chlorid                  | mg/l    | 1020             | 1390                 |
| Fluorid                  | mg/l    | 6,12             | 3,2                  |
| Nitrat                   | mg/l    | < 0,5            | < 0,5                |
| Nitrit                   | mg/l    | < 0,01           | 0,035                |
| Sulfat                   | mg/l    | 253              | 252                  |
| Hydrogenphosphat         | mg/l    | < 0,1            | < 0,1                |
| Hydrogenkarbonat         | mg/l    | 851              | 802                  |
| Kieselsäure              | mg/l    | 56,0             | 47,3                 |
| DOC                      | mg/l    | 8,94             | 2,40                 |
| Kohlendioxid             | mg/l    | 224              | 48,0                 |
| Schwefelwasserstoff      | mg/l    | 2,50             | < 0,1                |
| Hydrogensulfid (HS−)     | mg/l    | 1,39             | < 0,1                |
| Arsen                    | mg/l    | 0,058            | 0,015                |
| Borsäure                 | mg/l    | 5,44             | 4,88                 |
| Lithium                  | mg/l    | 3,09             | 3,58                 |
| Sauerstoff               | mg/l    | 7,8              | 7,9                  |
| Kohlenwasserstoffe       | mg/l    | < 0,1            | < 0,1                |
| Trockenrückstand, 180 °C | mg/l    | 3550             | 3330                 |
| Härte                    | °dH     | 12,46            | 12,26                |

In Spalten und Klüften des Kalksteines steigt es entsprechend der steilen Schichtlagerung im Bereich der Überschiebungsbahnen rasch auf und fließt mit bis zu 74 °C in Burtscheid und um 50 °C in Aachen an der Oberfläche aus. Die Karstspalten in den Kalksteinen erweitern sich zu den für die Region typischen 10–30 Zentimeter breiten Quellschläuchen, den Aufstiegsbahnen für das Thermalwasser. Bei seiner Untergrundpassage nimmt das ehemalige Regenwasser große Mengen gelöster Salze und Mineralstoffe aus den im Untergrund lagernden Gesteinsformationen auf. Das Alter der Thermalwässer im Aachener Raum wird nach Isotopenuntersuchungen auf wenige Tausend bis 10.000 Jahre angenommen.
Zahlreiche, in der Umgebung immer wieder auftretende Erdbeben haben in der Vergangenheit zum Teil die Quellschüttung und Quelltemperatur – meist kurzfristig – beeinträchtigt. In zahlreichen Schriften wird berichtet, dass kleinere Quellvorbrüche im Bereich der unteren Aachener Quellengruppe nach dem großen Erdbeben vom 18. und 19. Februar 1756 versiegt sind und sich die Stadt offiziell im März 1756 gegen Gerüchte über das vollständige Versiegen der Quellen wehren musste.
Die Aachener Thermalquellen sind mit einer Ergiebigkeit von täglich 3,5 Millionen Litern die ergiebigsten Thermalquellen Deutschlands, wobei allein die Burtscheider Quellen eine Schüttung von 2,2 Millionen Litern pro Tag aufweisen.

## Physikochemische Eigenschaften des Aachener und Burtscheider Thermalwassers
Die Aachener und Burtscheider Thermalquellen gehören zu den schwefel- und fluoridhaltigen Natrium-Chlorid-Hydrogenkarbonat-Thermen. Die Aachener unterscheiden sich von den Burtscheider Thermalwässern sowohl chemisch als auch physikalisch.
Aufgrund der Hauptstromrichtung der Thermalwässer aus südwestlicher Richtung befinden sich die heißesten Quellvorbrüche im Südwesten der jeweiligen Quellenlinie. Die Temperatur nimmt innerhalb des Quellenzuges nach Nordwesten ab. Die Burtscheider Thermalquellen sind mit bis zu 74 °C im Durchschnitt etwa 20 °C wärmer als die Quellen in der Aachener Innenstadt.
Der charakteristische Geruch, der das Aachener Thermalwasser berühmt gemacht hat, ist auf erhöhte Schwefelgehalte, vor allem Schwefelwasserstoff und andere organische Schwefelverbindungen zurückzuführen. Das Burtscheider Thermalwasser – besonders das der oberen Quellengruppe – ist aufgrund seiner höheren Temperatur ärmer an organischen Schwefelverbindungen und somit geruchsneutraler. Es zeichnet sich durch eine hohe Gesamtmineralisation von zum Teil über 4500 Milligramm pro Liter (Landesbadquelle/Schwertbadquelle) aus.
Den Aachener und Burtscheider Thermalwässern werden Heilwirkungen zugeschrieben, die auf die hohe Temperatur und die Inhaltsstoffe zurückgeführt werden. Neben dem hohen Mineralgehalt beinhalten die Thermalwässer zahlreiche Spurenelemente, wie Lithium, Bor, Fluor und Arsen. Aus heutiger Sicht wird eine medizinisch indizierte Anwendung und der Konsum geringer Mengen angeraten.
Das natürliche Mineralwasser wurde bis Ende 2009 für die Abfüllung (Aachener Kaiserbrunnen) so aufbereitet, dass es den gesetzlichen Vorschriften der Mineral- und Tafelwasserverordnung entspricht, sodass das Wasser für den täglichen Verbrauch geeignet war. Das Thermalwasser von Aachen und Burtscheid zählt zu den Mineralwässern mit den höchsten Fluorid-Gehalten in Deutschland.

## Geschichte des Bäderwesens in Aachen und Burtscheid
Die frühesten gesicherten Hinweise auf die Nutzung der Aachener Thermalquellen befinden sich in den Bauwerken der Römer. In der Nähe der Quellen gefundene, bis zu 6500 Jahre alte Feuersteinwerkzeuge, ein intensiver jungsteinzeitlicher Feuersteinabbau auf dem nahe gelegenen Lousberg, jungsteinzeitliche Siedlungsreste in der Innenstadt und bronzezeitliche Hügelgräber im Aachener Wald lassen Rückschlüsse auf eine sehr viel frühere – wenn auch nicht kontinuierliche – Besiedelung der Region zu.
Etwa ein Jahrhundert vor Christus war das Gebiet zwischen Rhein und Maas Siedlungsgebiet der Eburonen, eines keltisch-germanischen Stammes. Hier könnte sich in dieser Zeit ein Heiligtum des keltischen Gottes Grannus befunden haben.
Römische Weihesteine und Münzen sowie eine Statue aus dem ersten und zweiten Jahrhundert nach Christus, die auf dem Gebiet eines Badehauses in Burtscheid gefunden wurden, legen nahe, dass auch in Burtscheid schon zu römischer Zeit ein Kur- und Heilbad existiert hat.

### Entwicklung des Aachener Kur- und Bäderwesens

#### Römische Zeit

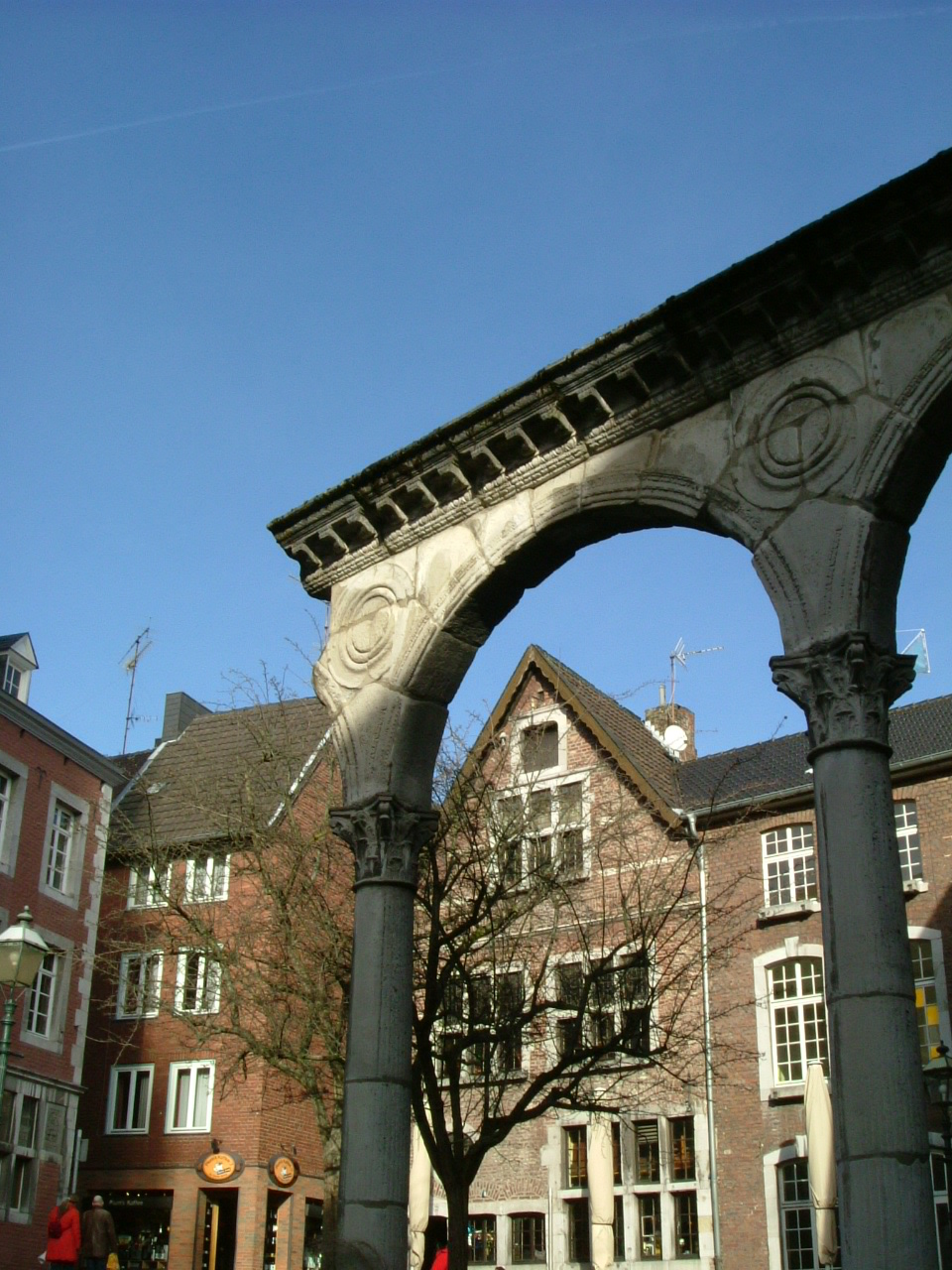
Teil einer Rekonstruktion einer römischen Portikus in der Nähe der Büchelthermen im Hof

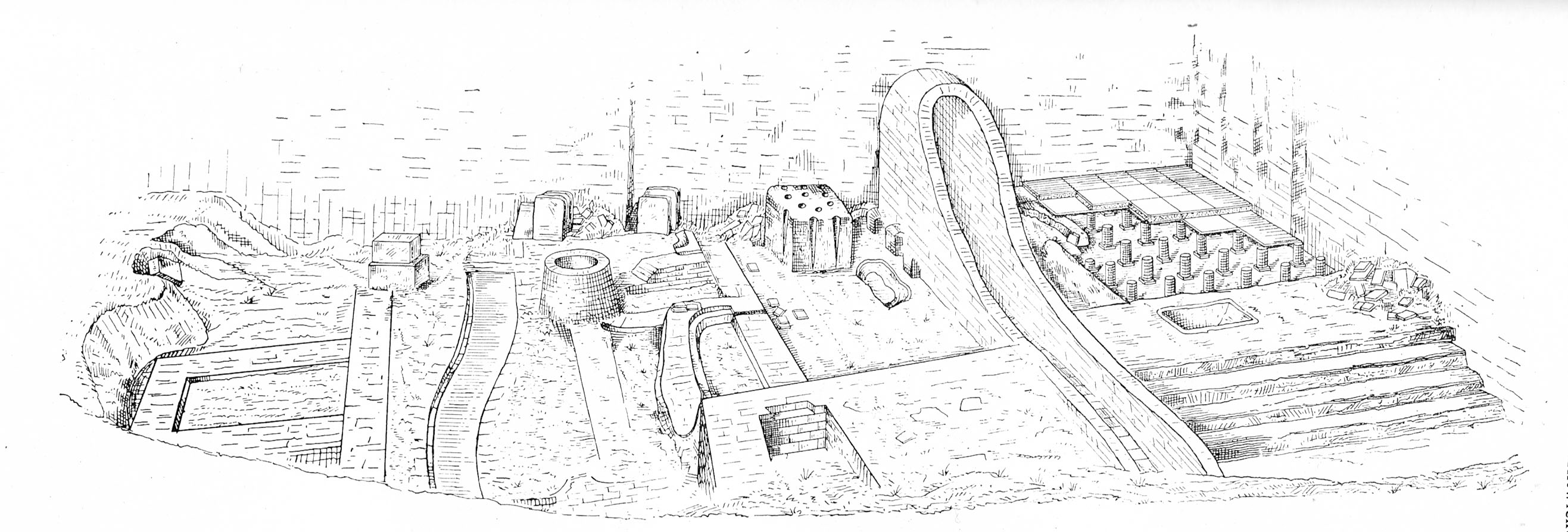
Skizze von Teilen der römischen Bücheltherme (Lersch 1900)

Die Gründung eines bedeutenden römischen Vicus abseits der großen römischen Verkehrswege ist auf die Existenz der heißen Quellen in Aachen und Burtscheid zurückzuführen. Die römische Bebauung in der Umgebung der Thermalquellen begann nach dendrochronologischen Untersuchungen zwischen 2 vor Christus und 12 nach Christus. Die heißen Quellen wurden in der Folgezeit freigelegt, die wenig ergiebigen mit Ton, Steinen und einer Art Zement verpfropft, sodass sich die Quellaustritte auf nur noch drei ergiebige Quellen konzentrierten – die Münsterquelle, die Quirinusquelle und die Kaiserquelle. Mitte des 1. Jahrhunderts, insbesondere nach dem Bataveraufstand 69/70 nach Christus, begann die Errichtung eines Heilbades unter Mithilfe der Legio VI Pia Fidelis und der Legio XXX Ulpia Victrix mit der Errichtung der Thermenanlage am Büchel, die durch die Kaiserquelle gespeist wurde.
Ein 1974 bei Bauarbeiten im Bereich der ehemaligen Thermen aufgefundener Weihestein aus dem zweiten bis dritten Jahrhundert, der von einer Römerin aus Dankbarkeit für ihre Heilung gestiftet wurde, ist das älteste schriftliche Zeugnis, das über Bauwerke in Aachen berichtet. Die Inschrift des Steines, die erst in den vergangenen Jahren übersetzt werden konnte, lautet:

„Den vergöttlichten Kaisern zu Ehren des (jetzt herrschenden) Kaiserhauses (erbaute) Iulia Tiberina, Gattin des Quintus Iulius (?)avus, Centurio der 20. Legion Valeria Victrix, diese Tempel der Mater Deum und der Isis auf eigene Kosten aufgrund eines Gelübdes, das sie (hiermit) gerne und weil die Göttinnen es verdienten einlöst.“

Die Quirinusquelle, die vermutlich erste von den Römern gefasste Thermalquelle, speiste Ende des ersten Jahrhunderts ein Quellheiligtum. Die ständig, bis auf 2500 Quadratmeter Grundfläche erweiterte Bücheltherme war bis mindestens ins dritte Viertel des vierten Jahrhunderts in Betrieb, bevor die Badebecken mit Schutt verfüllt wurden.
Vermutlich im letzten Viertel des ersten Jahrhunderts nach Christus wurde eine zweite Therme im Bereich des heutigen Aachener Doms errichtet. Die Herkunft des Thermalwassers für die sogenannte Münstertherme ist bisher noch nicht endgültig geklärt. Es verdichten sich aber Hinweise, dass es eine Zuleitung von Thermalwasser aus dem Bereich der Quirinusquellen gab. Eine andere Theorie geht davon aus, dass sich eine Quelle in der Nähe der Anna- oder Ungarnkapelle des Domes befunden hat, die aber bis heute noch nicht nachgewiesen wurde. Auch die Münstertherme wurde vermutlich Ende des vierten bis Anfang des fünften Jahrhunderts aufgegeben. Gebäudekomplexe, die als Unterkunftshäuser und öffentliche Gebäude gedeutet werden, ergänzten die Thermenanlage. Medizinische Geräte, die in unmittelbarer Nähe des Elisengartens gefunden wurden, belegen die Anwesenheit eines Augenarztes in unmittelbarer Nachbarschaft der Bäder. Bei Ausgrabungen, die im Elisengarten 2008/2009 stattgefunden haben, konnten Reste einer römischen Ansiedlung nachgewiesen werden, die in Verbindung mit den nahe gelegenen Thermenanlagen stehen.
Zum Abkühlen des heißen Thermalwassers wurde aus der Umgebung von Aachen über ein System von Wasserleitungen aus gebranntem Ton oder Holz Frischwasser in das Stadtzentrum geleitet. Bei Bauarbeiten im Stadtzentrum sind derartige Leitungen mehrfach ausgegraben worden. Die Nachbildung eines römischen Porticus mit korinthischen Kapitellen nahe der Fundstelle des Originals am Hof erinnert an den alten römischen Badebezirk in der Aachener Innenstadt.

#### Karolingische Zeit bis Spätmittelalter

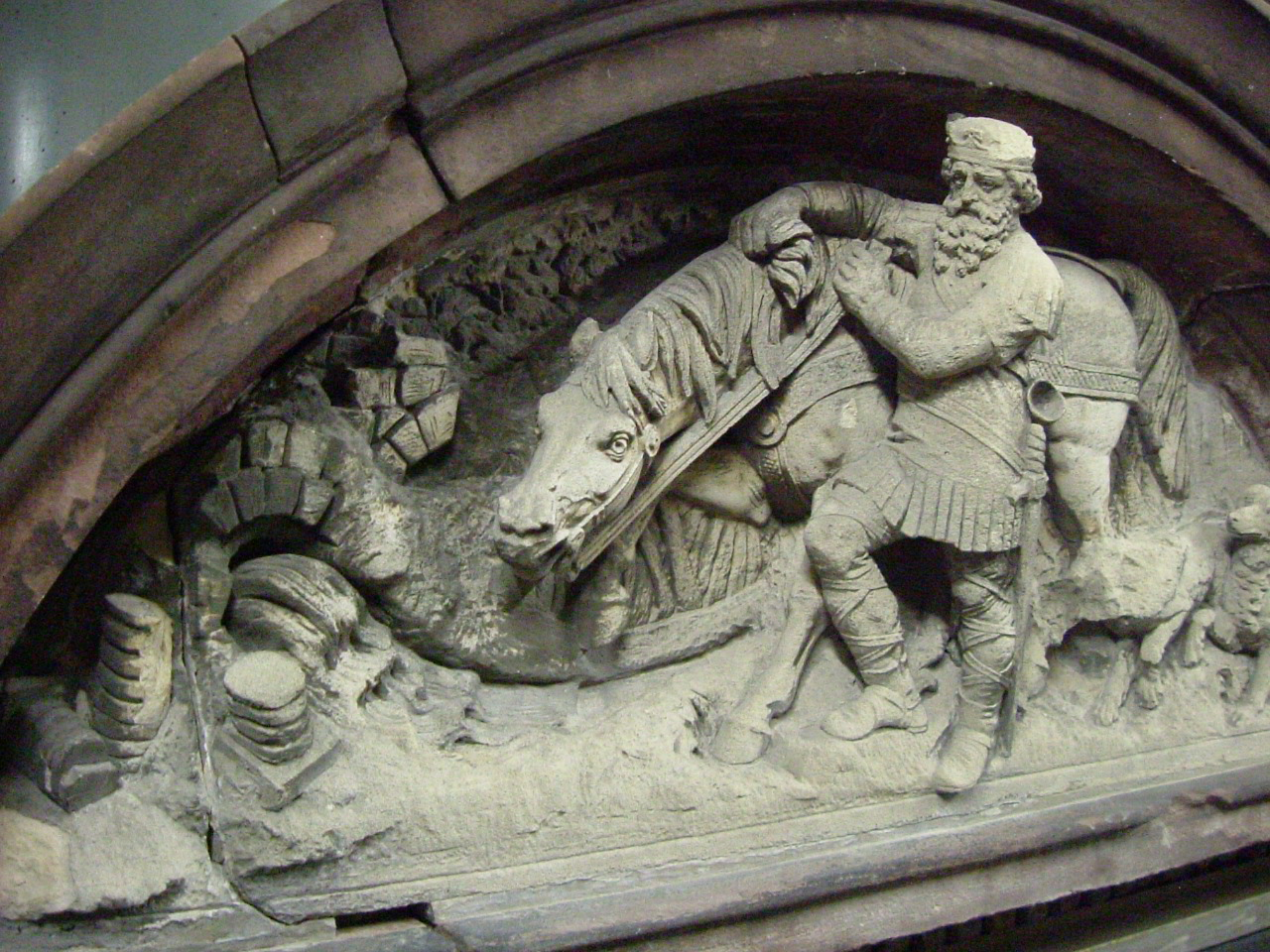
Reliefstein: Kaiser Karls Pferd entdeckt die heißen Quellen

Nach dem Abzug der Römer aus dem Rheinland in der ersten Hälfte des vierten Jahrhunderts verfielen die Thermenanlagen allmählich. Im Bereich der Münstertherme wurde vermutlich eine frühchristliche Kirche errichtet. Das Baumaterial der Ruinen des römischen Aachens wurde häufig für andere Bauten in der Stadt verwendet. In der Folgezeit wurden die heidnischen Tempel, Götterbilder und Votivsteine fast völlig zerstört. Für fast vier Jahrhunderte gibt es keine gesicherten Nachweise einer Nutzung der Thermalquellen. Im Jahr 765 verbrachte König Pippin der Jüngere erstmals Weihnachten und das folgende Osterfest in Aachen und badete in den erhaltenen Resten der römischen Thermen. In der Folgezeit besuchten Pippin und sein Sohn Karl der Große mehrfach Aachen an Weihnachten und Ostern. Über den Ruinen der Münstertherme ließ Kaiser Karl die Pfalzkapelle errichten. Spätestens zu diesem Zeitpunkt wurde die Münsterquelle endgültig verschlossen. Die ehemaligen Badebecken am Büchel wurden modernisiert. Zur Zeit Karls des Großen waren nach Berichten seines Biografen Einhard die Gemeinschaftsbadebecken für über 100 Personen einer der Mittelpunkte des gesellschaftlichen und politischen Lebens.
880/881 zerstörten die Wikinger einen Großteil der Badeanlagen. Bis Mitte des 13. Jahrhunderts waren die Quellen in königlichem Eigentum und wurden verpachtet. Neben der Pacht musste für die Benutzung der heißen Quellen eine Feuerstellenabgabe entrichtet werden, da man davon ausgegangen war, dass das heiße Wasser durch ein Feuer im Erdinneren erwärmt wurde. Die Reste der karolingischen Thermalbäder und die Quellen am Büchel gingen 1266 als Lehen in den Besitz der Stadt Aachen über. Die Feuerstellenabgabe wurde von Richard von Cornwall als eine der wenigen Steuern im Reich aufgehoben. 1295 wurde in der unmittelbaren Nachbarschaft der Quirinusquelle das Blasiusspital errichtet, das über eine primitive Bäderabteilung verfügte und das heiße Thermalwasser zur Heilung von Kranken nutzte. Die Thermalbäder wurden im gesamten Mittelalter unter anderem von zahlreichen Pilgern genutzt, nur während der Pestepidemien (u. a. 1349) wurden die Bäder geschlossen. Ab dem 14. Jahrhundert wurde das heiße Wasser auch in Wollspülen verwendet, die in der Nähe des Büchels entstanden. Bei dem Bau der Stadtmauer entdeckte man Ende des 12. Jahrhunderts ca. 250 Meter nordöstlich der Kaiserquelle mehrere Thermalquellvorbrüche, die zunächst als Wollspülen (Kompen) genutzt wurden. Im Jahr 1486 wurde in dem neuen Quellbezirk mit dem Corneliusbad das erste Badehaus errichtet, dem im Laufe der Jahre zahlreiche weitere folgten.

#### Blütezeit des Aachener Badewesens

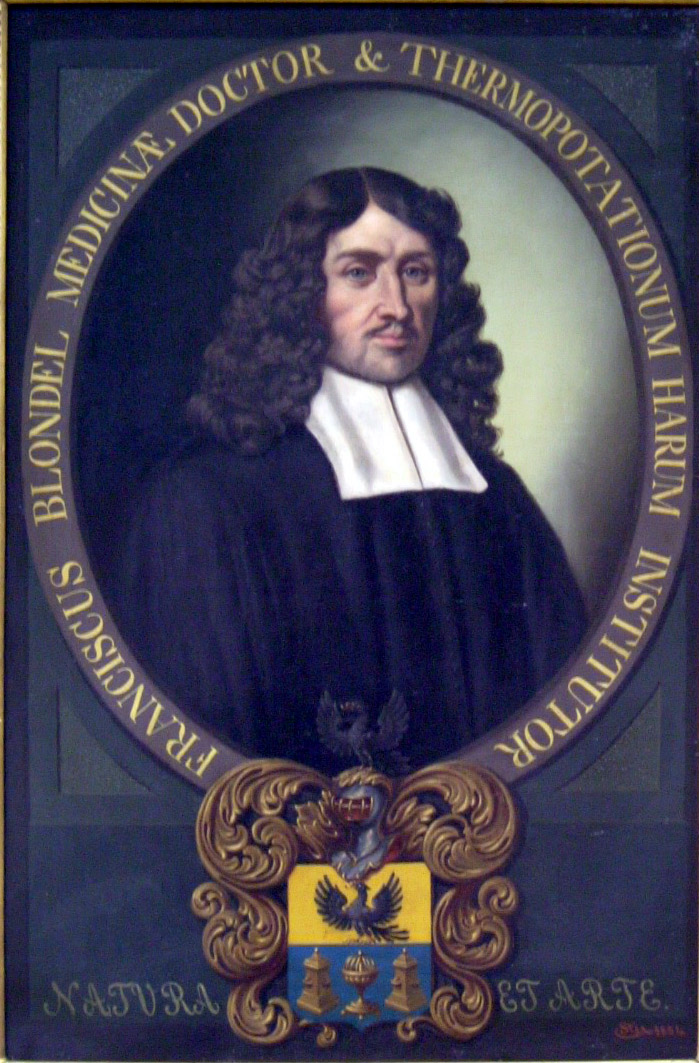
Badearzt Franciscus Blondel, 1613–1703

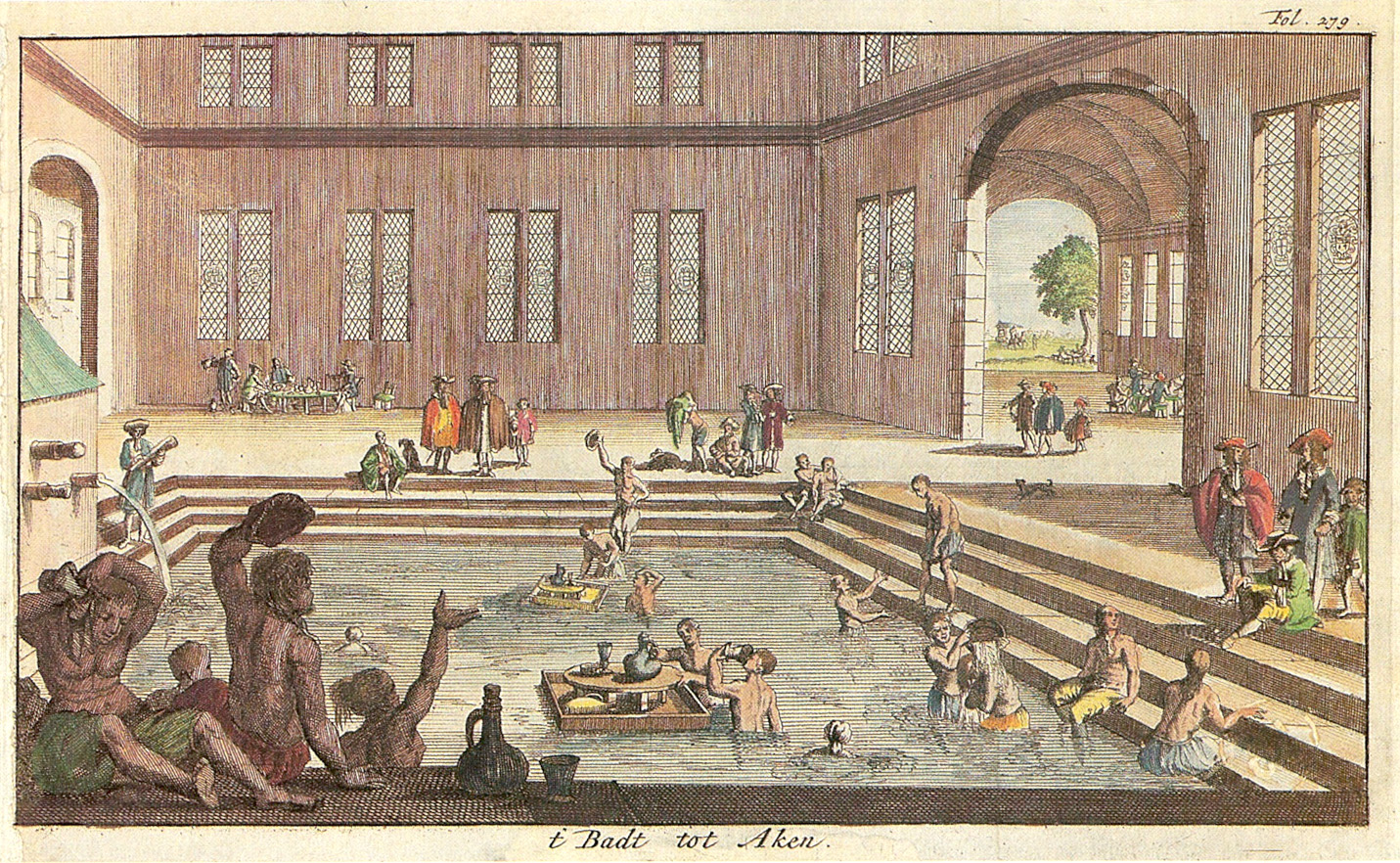
Badeszene aus dem Kaiserbad, 1682

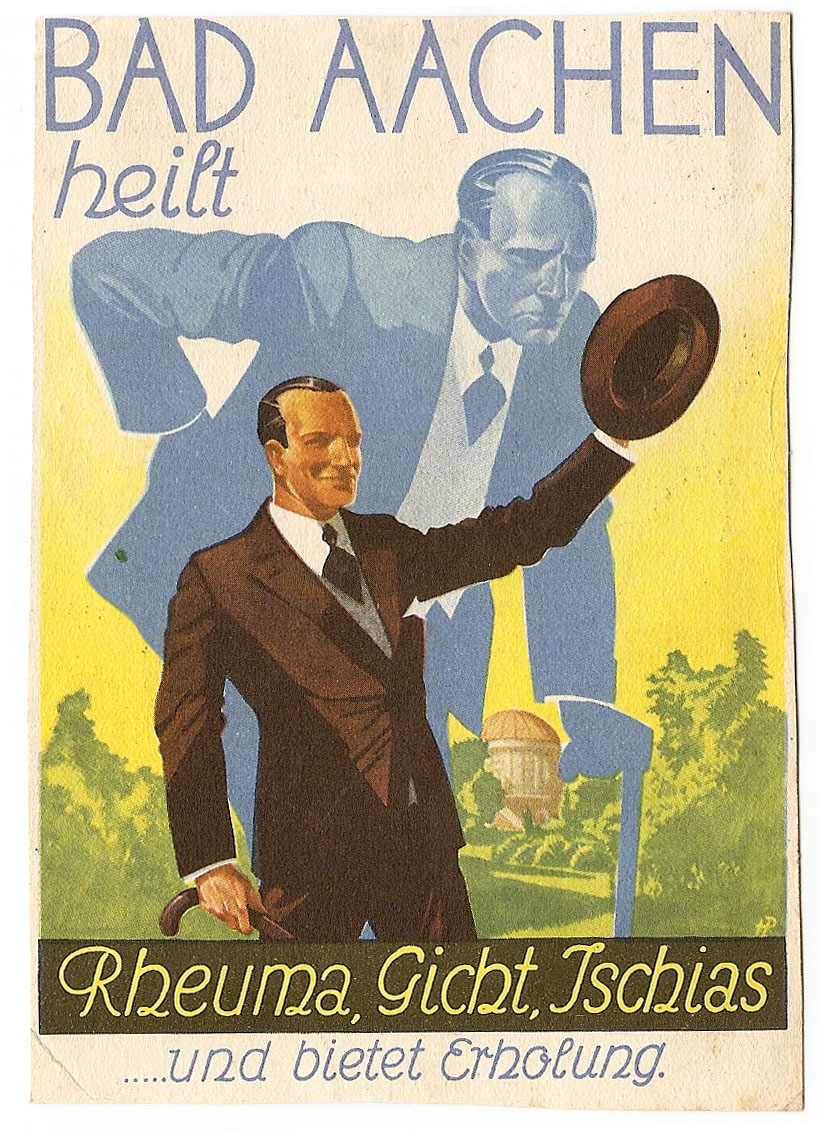
Werbekarte des Verkehrsamtes, 1931

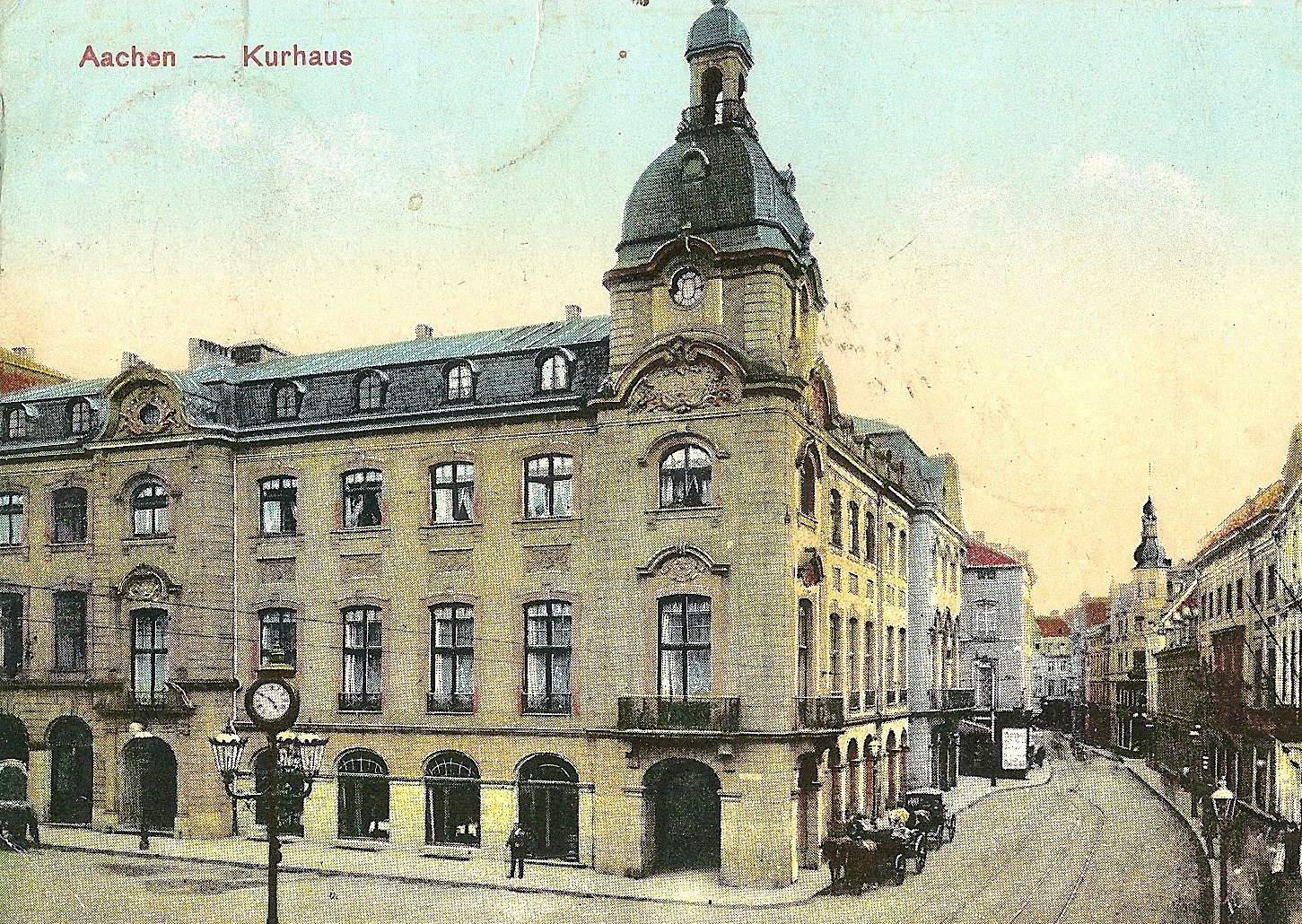
Kurhaus Komphausbadstraße, 1910

Nach der fast vollständigen Zerstörung der Innenstadt Aachens durch einen verheerenden Stadtbrand im Jahr 1656 wurde auf Initiative Franciscus Blondels begonnen, einen der modernsten Bade- und Kurorte seiner Zeit zu planen. Im Bereich der Komphausbadstraße wurde ein völlig neues Kurzentrum errichtet, mit zahlreichen öffentlichen Trinkbrunnen, Gartenanlagen, Kurhotels, Herbergen und neuen Bädern. Zu den neuen Badeanlagen zählten das Rosen- und das Corneliusbad sowie das Karlsbad, die später zum Herrenbad-Komplex zusammengelegt wurden. Gesellschaftlicher Mittelpunkt war zunächst die Alte Redoute Aachen, die 1786 durch die Neue Redoute (heute: Altes Kurhaus Aachen) mit einem prachtvollen Ballsaal ersetzt wurde.
Die Französische Revolution und nachfolgend die napoleonische Herrschaft im Rheinland führten zu einem Einbruch im Badeleben in Aachen und Burtscheid. Die Bäder wurden durch das Militär zur medizinischen Rehabilitation verwundeter und kranker Soldaten eingesetzt. Nach zahlreichen Aufenthalten Kaiserin Josephines und zahlreicher Familienangehöriger Napoléons wurde 1811 beschlossen, die Bäderbezirke zu rekonstruieren und modernisieren. Dazu wurden die Badehäuser und Thermalquellen am 22. November 1811 verstaatlicht. Im Bereich des heutigen Stadttheaters sollte ein Thermalpalast errichtet und das Kurviertel wesentlich vergrößert werden. Finanzielle Engpässe und das Ende der französischen Herrschaft in Aachen verhinderten den umfassenden Aus- und Neubau. Lediglich die Kaiserquelle und die Rosenquelle wurden neu gefasst; das Kaiserbad wurde geringfügig umgebaut.
Im Jahr 1818 wurden die von Napoléon verstaatlichten Bäder und Quellen wieder der Stadt Aachen zurückgegeben. In der Folgezeit setzte eine rege Bautätigkeit in den Bäderbezirken am Büchel und in der Komphausbadstraße ein, zahlreiche Bäder erhielten luxuriöse Gästezimmer mit Einzelthermalbädern.
Im Jahr 1827 wurde eine neue Promenade eröffnet, mit der Rotunde des Elisenbrunnens als Mittelpunkt, die nach Entwürfen von Johann Peter Cremer und Karl Friedrich Schinkel erbaut wurde. Bei der Anlage der Theaterstraße wurde 1830 ein kalter Quellvorbruch entdeckt, der eisenhaltiges Mineralwasser führte. Die Quelle wurde später entsprechend ausgebaut, als Leuchtenrathsches Heilwasser vertrieben und ein Kurhotel errichtet. Da die Wiederergänzungsrate der Quelle zu gering war, musste das einzige Hotel, das auf einer kalten Mineralquelle errichtet wurde, nach zwanzig Jahren wieder schließen.
Im 19. Jahrhundert war Aachen ein Zentrum für die Behandlung der Folgen der weit verbreiteten Syphilis. Aufgrund der schwefelhaltigen Thermalwässer, die man gleichzeitig zur quecksilberhaltigen Schmierkur anwendete, wurde diese von den Patienten besser vertragen. Der Ruf Aachens als Syphilisbad führte zu einem Rückgang bei den zahlungskräftigen Kurgästen, die zunehmend die mondänen Modebäder in Wiesbaden, Bad Ems und Karlsbad vorzogen.
Im Jahr 1854 wurde eine der wichtigsten Einnahmequellen der Stadt, die Spielbank, auf Geheiß von König Friedrich Wilhelm IV. geschlossen. Neben dem finanziellen Verlust gingen auch die Gästezahlen innerhalb eines Jahres um fast 50 % zurück.
Ende des 19. Jahrhunderts nahm die Bedeutung Aachens als Zentrum der europäischen Badekultur weiter ab. Gründe dafür waren neben der starken Konkurrenz anderer Badeorte Mitteleuropas und der Ruf als Syphilisbad vor allem die zunehmende Industrialisierung und die isolierten Kur- und Badebezirke in der Innenstadt.
Anfang des 20. Jahrhunderts versuchte man durch eine städtebauliche Neukonzeption den Kurbetrieb neu zu beleben. Das Kurhaus an der Komphausbadstraße wurde erweitert und vergrößert und durch eine Veränderung der Straßenführung ein Anschluss an großzügige, neu angelegte Parkanlagen geschaffen.
Im Jahr 1913 wurde beschlossen, ein neues Kurviertel an der Monheimsallee zu errichten. Neben einem neuen Kurhaus, in dem nach dem 1976 auch die Spielbank Aachen einzog und einem mondänen Hotel – dem Quellenhof – wurde eine Trink- und Wandelhalle sowie ein Kurmittelhaus errichtet und ein weitläufiger Park, Teil des heutigen Stadtgartens Aachen, angelegt. Das Thermalwasser wurde über eine 600 Meter lange Rohrleitung von der Rosenquelle in das neue Kurviertel geleitet. Der Erste Weltkrieg und die frühen 1920er Jahre – besonders die belgische Besatzungszeit – stellten eine wirtschaftlich und politisch schwierige Zeit für das Kur- und Badewesen dar.
Ende der 1920er Jahre wurden verstärkte Anstrengungen unternommen, die touristische Bedeutung Aachens als Rheumabad wieder zu beleben. Renommierte Aachener Künstler, unter anderen Jupp Wiertz, entwarfen Werbeplakate für den Fremdenverkehr.
Der Zweite Weltkrieg führte zum vollständigen Erliegen des Kur- und Badebetriebes; einzelne Badehäuser wurden zunächst als Lazarette genutzt. Durch zahlreiche Luftangriffe wurden in der Innenstadt Aachens 90 % der Kur- und Badeanlagen und der Kurhotels zerstört.

#### Kur- und Bäderwesen in Aachen nach dem Zweiten Weltkrieg

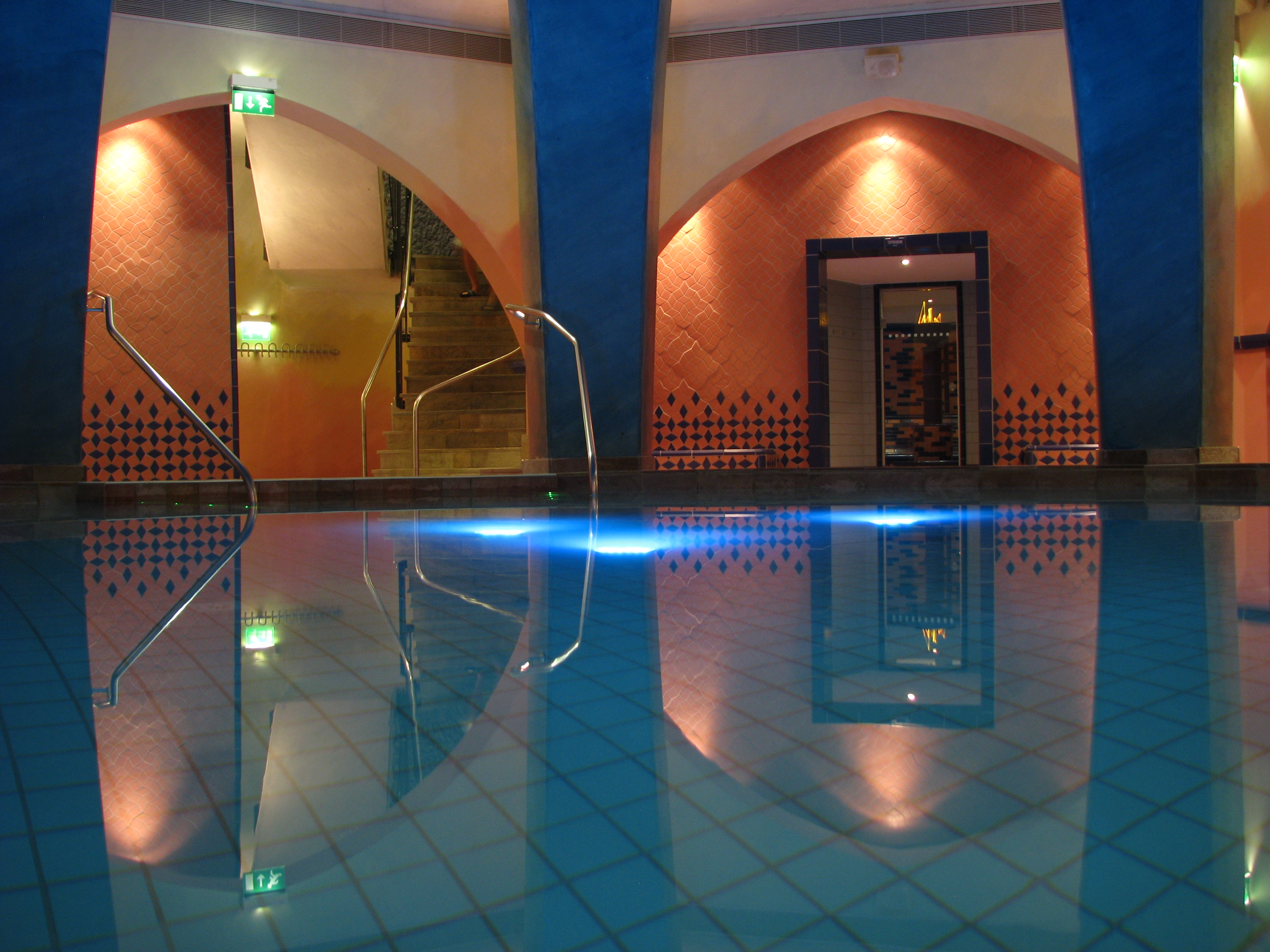
Carolus Thermen

Nach dem Zweiten Weltkrieg gab es zahlreiche Pläne zur Wiederbelebung des Kurbetriebes. Zwischen den Kurvierteln Monheimsallee und Komphausbadstraße sollte eine terrassenförmige Parkanlage entstehen, die beide Kurbezirke harmonisch verbinden sollte.
Das am wenigsten zerstörte Bad in der Innenstadt, das Badehaus Königin von Ungarn konnte Ende 1945, gespeist mit Thermalwasser aus der Kaiserquelle, wieder seinen Betrieb aufnehmen. Bedingt durch den Brennstoffmangel, entschloss man sich 1948, auch das Schwimmbad Elisabethhalle unweit des Elisengartens mit Thermalwasser aus der Kaiserquelle zu versorgen. Ab dem 20. August 1949 konnten im Badehotel Quellenhof zunächst in kleinem Maßstab wieder erste Rheumakuren durchgeführt werden. Ab Mai 1952 wurde im Corneliusbad in der Komphausbadstraße der Kurbetrieb wieder aufgenommen. Die im Krieg stark beschädigten beziehungsweise zerstörten Badeanlagen des Rosenbades, Quirinusbades, Komphausbades und Neubades wurden nicht wieder aufgebaut. Zahlreiche traditionelle Standorte für Bäder, Kurhotels und Trinkbrunnen wichen modernen Nutzungen, wie Kauf- und Parkhäusern.
Das stark zerstörte Kaiserbad wurde 15 Jahre nach dem Krieg abgerissen, die Quellfassung saniert und durch einen modernen Flachbau ersetzt.
Im Jahr 1961 wurde das Corneliusbad, das letzte Kurbad in der Komphausbadstraße, geschlossen; 1973 folgte die Schließung des Ungarnbades am Büchel und die Neuerrichtung des Römerbades (1973–1976) an gleicher Stelle. Wegen rückläufiger Besucherzahlen wurde auch das Kaiserbad am 23. Februar 1984 endgültig geschlossen. Mit der Schließung des Thermalbades Römerbad am 31. Dezember 1996 und des Thermalschwimmbades im Quellenhof am 30. Dezember 2000 ging eine Ära von fast 2000 Jahren Badetradition in der Aachener Innenstadt zu Ende.
Am 9. Februar 2001 wurde eine großzügige moderne Thermenanlage, die Carolus Thermen, am Rand des Stadtgartens eröffnet, die die lange Aachener Badetradition unter modernen Gesichtspunkten fortsetzt. Der Thermalwasserbereich der Freizeitanlage wird mit Wasser aus der Rosenquelle versorgt, das über eine unterirdische Leitung herangeführt wird.

### Geschichte des Burtscheider Bäderwesens

#### Die Anfänge des Burtscheider Bäderwesens

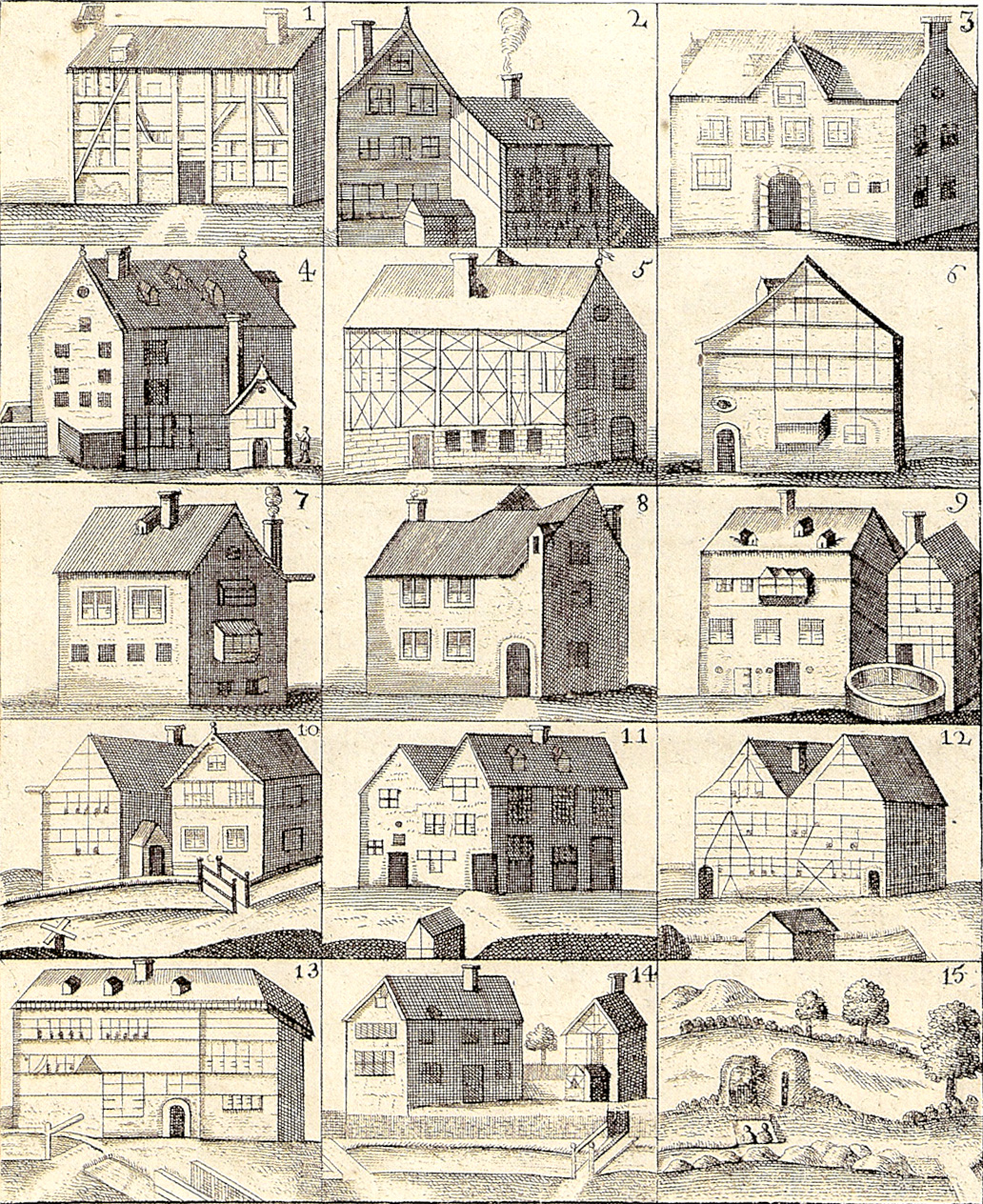
Die Badehäuser von Burtscheid aus einer Badeschrift von 1727 von Franciscus Blondel

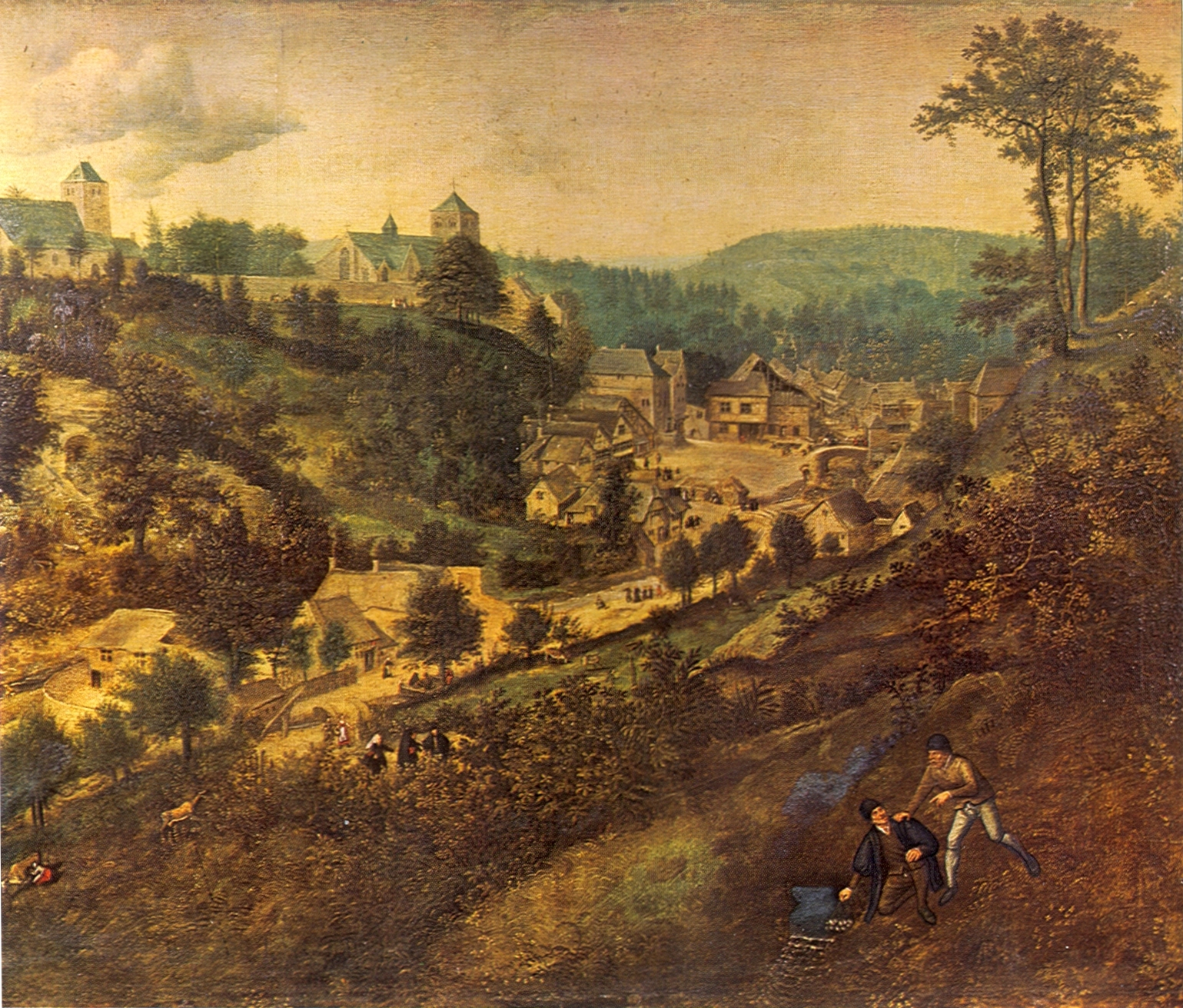
Das Burtscheider Tal mit den Bädern, um 1570

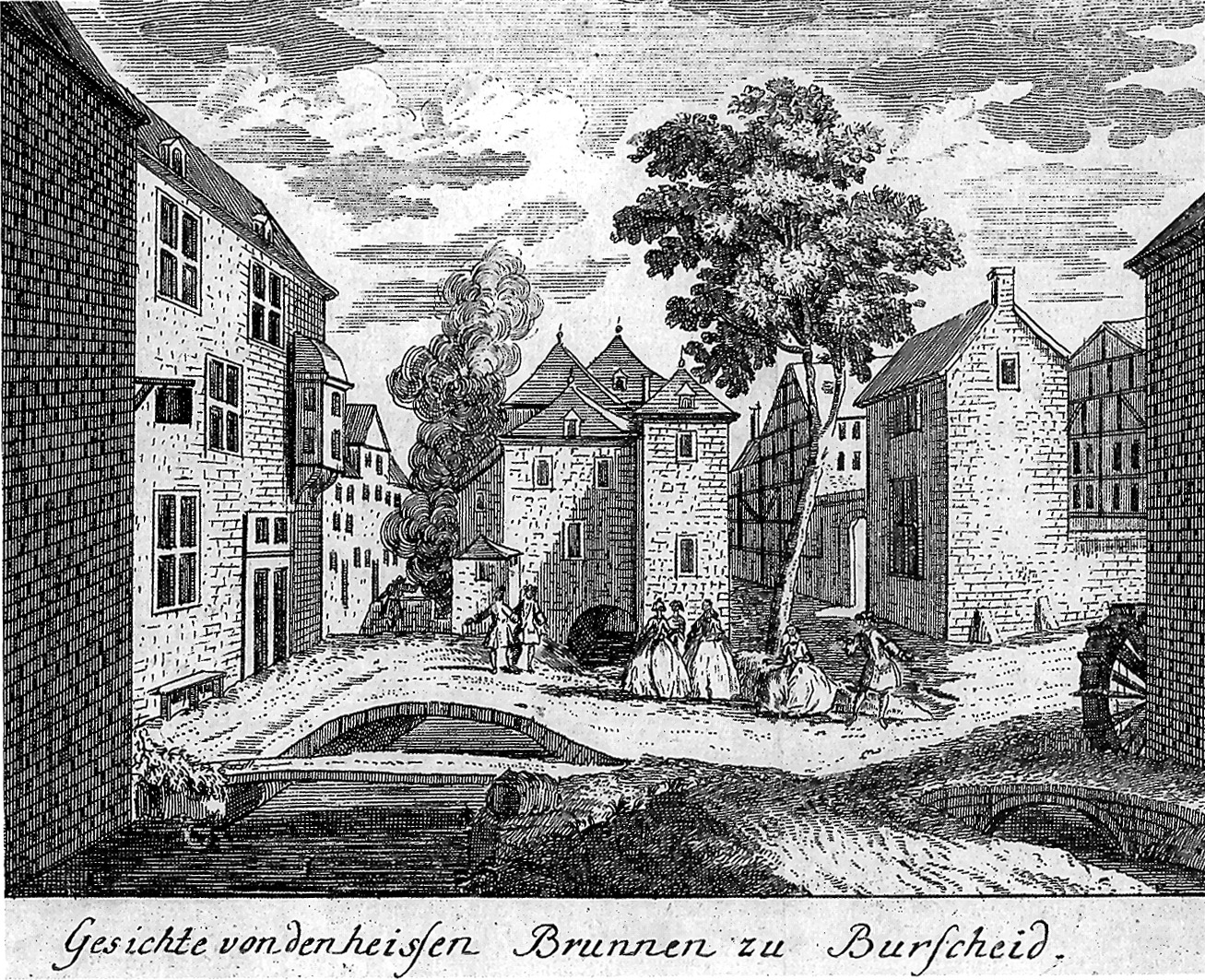
Kochbrunnen, 1737

Die Thermalquellen von Burtscheid werden – ebenso wie die heißen Quellen der Innenstadt – seit der Besetzung der Rheinlande durch die Römer genutzt. In einem bewaldeten Tal entsprangen auf einer Strecke von 300 m über 15 größere heiße Quellen. Die Thermalquellen von Burtscheid wurden bereits im 1. und 2. Jahrhundert in Kureinrichtungen auch von Privatpersonen genutzt. In der Nachbarschaft der Quellen hat man vermutlich aus Dankbarkeit für Heilung und Genesung ein Nymphäum errichtet. Im Bereich des heutigen Schwertbades wurden aus dem 1. und 2. Jahrhundert eine Frauenstatue und ein Apollo-Stein entdeckt, die vermutlich zur Ausgestaltung des Quellheiligtums gedient haben könnten.
Nach dem Abzug der Römer wurden auch diese Weihestätten zerstört. Eine Wiederbelebung der Nutzung der heißen Quellen erfolgte durch Mönche des Klosters Burtscheid, das hier 997 errichtet wurde. Berichte über zahlreiche, von Mönchen unterhaltene Badeanstalten sind aus dem 11. und 12. Jahrhundert überliefert. Im Jahr 1220 wurde die Burtscheider Abtei von Zisterzienserinnen übernommen, die teilweise auch die Thermalquellen verwalteten. Im Jahr 1222 beschreibt der Zisterziensermönch Caesarius von Heisterbach ein Badebecken, in das das Thermalwasser der Heißensteinquellen (heute: Landesbadquellen) geleitet und vorwiegend von Armen aufgesucht wurde. Im 14. Jahrhundert wurden im Burtscheider Tal zahlreiche Badehäuser errichtet (1382 Badehaus Büdde, 1388 Schwertbad), die häufig über eine eigene Thermalquelle verfügten.
Neben der Nutzung als Kurmittel wurde das Thermalwasser von Burtscheid zum Bleichen und Spülen von Wolle und Tuch in Wollspülen verwendet. Aufgrund der hohen Temperatur einiger Thermalquellen wurden in dem Wasser u. a. Hühner und Schweine überbrüht beziehungsweise Eier gekocht (Kochbrunnen). Das überschüssige Thermalwasser wurde über den Warmen Bach abgeführt und versorgte die umliegenden Weiher (Warmweiher) mit temperiertem Wasser, sodass eine kontinuierliche Fischzucht ermöglicht wurde. Gleichzeitig waren die permanent warmen, offenen Gewässer in Burtscheid der Grund für die bis zur Mitte des 19. Jahrhunderts immer wieder auftretenden Malaria-Epidemien, die in der Region als Burtscheider Fieber bekannt wurden.
Während in Aachen die Bade- und Kureinrichtungen im 17. und 18. Jahrhundert stetig modernisiert wurden, herrschten in Burtscheid eher ländliche Verhältnisse vor. Franciscus Blondel beschreibt 1688 in Burtscheid 13 Badehäuser mit Gemeinschaftsbecken. Die Badebecken der Armen befanden sich meist unter freiem Himmel.
Ebenso wie die Aachener Quellen wurden die Burtscheider Thermalquellen 1811 durch Napoléon Bonaparte verstaatlicht. Im Jahr 1818 wurden alle Quellen und Badehäuser wieder an Privatpersonen verkauft, lediglich das Johannisbad fand keinen Käufer und wurde der Armenanstalt übertragen.

#### Blütezeit des Burtscheider Kurwesens

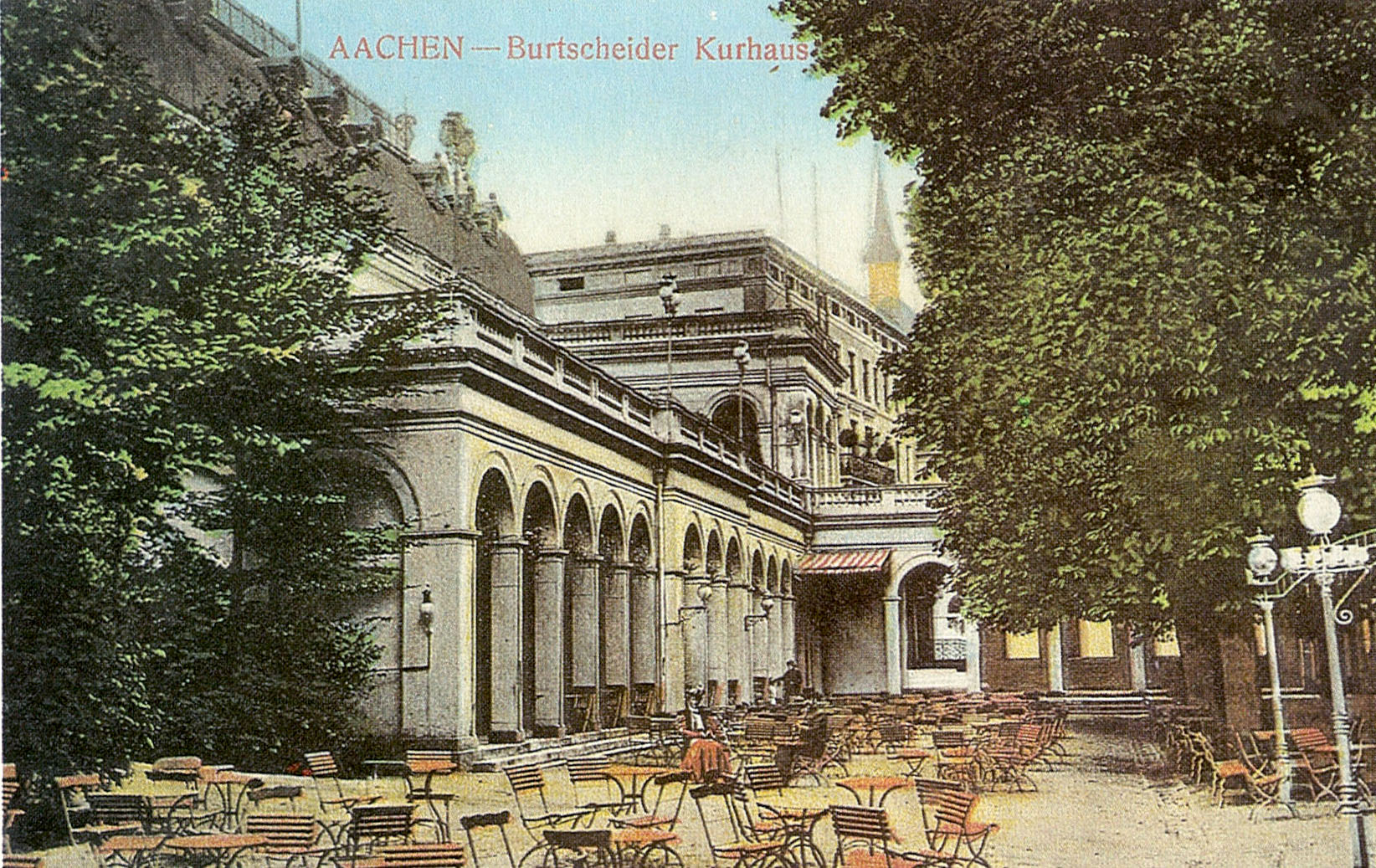
Das Burtscheider Kurhaus mit der Wandelhalle des Victoriabrunnens 1911

In der Folgezeit wurden die Bäder modernisiert, eine Kurpromenade und ein Kurpark angelegt (1858), Trinkbrunnen (1854) sowie ein mondänes Kurhaus (1889) errichtet. Ende des 19. Jahrhunderts verfügte Burtscheid über elf moderne Badehotels, größtenteils mit eigenen Thermalquellen. Im Frankenberger Viertel, im Bereich der Unteren Quellengruppe, wurden 1882 das Luisen- und Schlossbad errichtet, die das Thermalwasser der Mephistoquelle genutzt haben.
Gleichzeitig entwickelte sich Burtscheid zu einem Zentrum der Tuch- und Nadelindustrie. Das Kurwesen stand Ende des 19. Jahrhunderts in starker Konkurrenz zur fortschreitenden Industrialisierung. Seit 1840 trennte der Burtscheider Eisenbahnviadukt das Kurviertel in Burtscheid von dem aufstrebenden Frankenberger Viertel.
Burtscheid war seit Beginn des 19. Jahrhunderts auch ein Kurort für Patienten, die auf die Hilfe caritativer Vereinigungen angewiesen waren. So übernahm ab 1835 der Verein zur Unterstützung unbemittelter auswärtiger Brunnen- oder Badebedürftiger an den Mineralquellen zu Aachen und Burtscheid die Betreuung der Patienten und ermöglichte ab Mitte des 19. Jahrhunderts einen Kuraufenthalt im vereinseigenen Krebs- und Michaelsbad.
1907 bis 1912 wurde in der Nähe des Burtscheider Marktes eine Kurklinik der Landesversicherungsanstalt Rheinprovinz (Landesbad) errichtet. Um die Versorgung der bis zu 360 Patienten mit Thermalwasser zu gewährleisten, wurden alle Thermalwasservorbrüche in einem Gewölbe im Bereich des Landesbades neu gefasst. Die sogenannte Landesbadquellen versorgten seit Beginn des 20. Jahrhunderts die Kurklinik der Landesversicherungsanstalt, das Schwertbad, das Goldmühlen- und Prinzenbad sowie das Neubad und das Krebsbad mit Thermalwasser. Fast alle Burtscheider Badehotels verfügten über eigene Thermalquellen, deren Wasser zum Teil zeitweise auch als Mineralwasser versendet wurde.

#### Entwicklung des Burtscheider Kurwesens nach dem Zweiten Weltkrieg

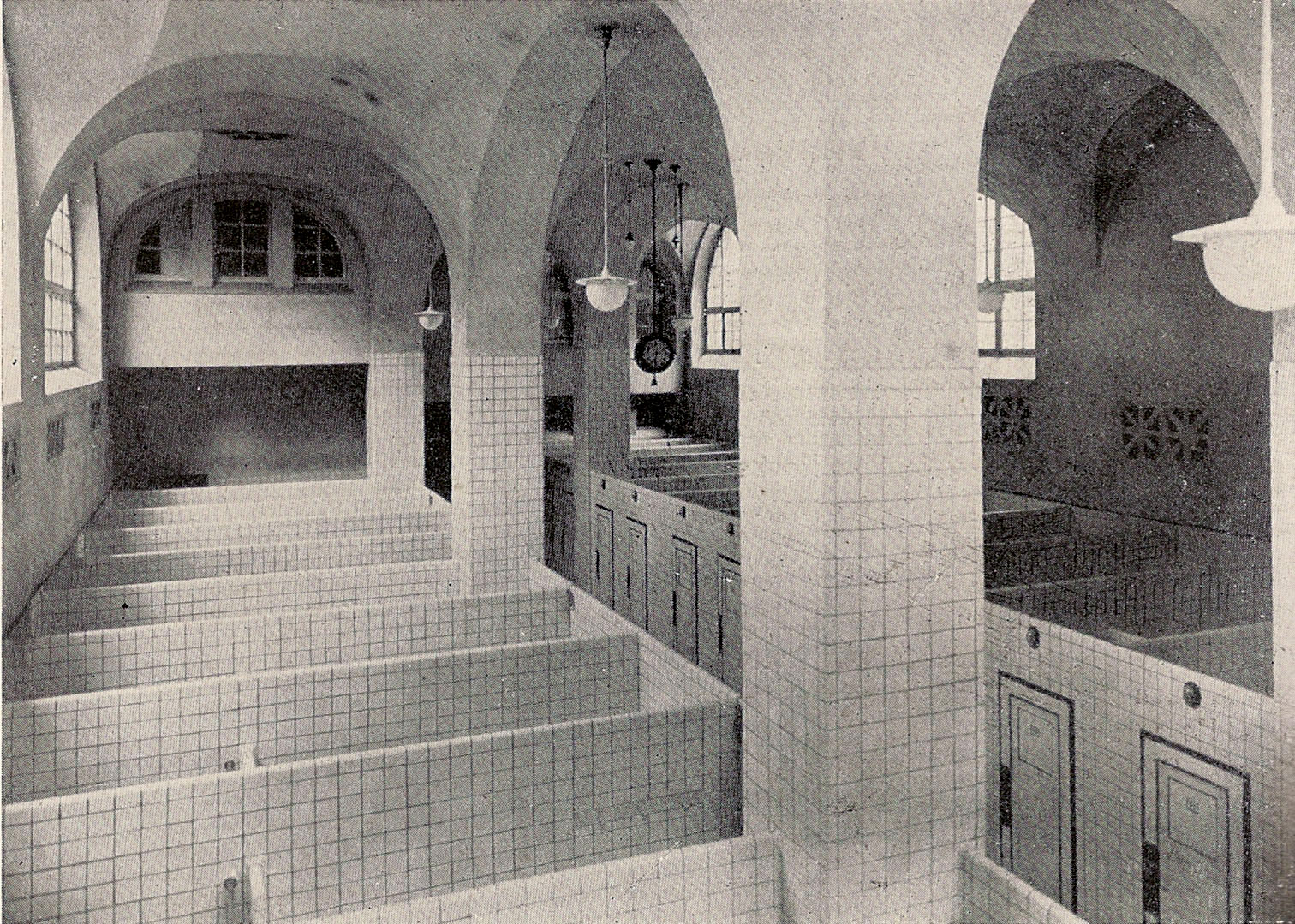
Männerbadehalle des Landesbades

Im Zweiten Weltkrieg wurden auch die Burtscheider Bäder stark beschädigt. Von den acht Bädern, die zu Beginn des Krieges noch existierten, waren alle im Bereich des Kurgartens vollständig zerstört; das Landes-, das Goldmühlen-, das Prinzen- und das Schwertbad stark beschädigt.
Im Dezember 1947 begann der Kurbetrieb in Burtscheid mit nur einem Kurgast im Schwertbad. 1948 konnten auch im Prinzenbad und im Goldmühlenbad wieder Kuren durchgeführt werden. Nach umfangreichen Rekonstruktionsarbeiten nahm 1949 auch das Landesbad wieder den Kurbetrieb auf.
In der Folgezeit wurden die Burtscheider Kurkliniken mehrfach renoviert und den therapeutischen Erfordernissen angepasst. Große Thermalbewegungsbäder wurden errichtet. Im Bereich des ehemaligen Kurgartens wurde 1963–1967 mit der Rosenklinik eine weitere Rehabilitationseinrichtung geschaffen, die das Thermalwasser der Rosenquelle als Kurmittel anwendet. Im Jahr 2000 stellte das Goldmühlen- und Prinzenbad aufgrund wirtschaftlicher Schwierigkeiten den Kurbetrieb ein.
Heute werden in Burtscheid vorrangig Erkrankungen des Bewegungsapparates behandelt und Rehabilitationen nach Operationen oder Unfällen durchgeführt.

### Heilanzeigen

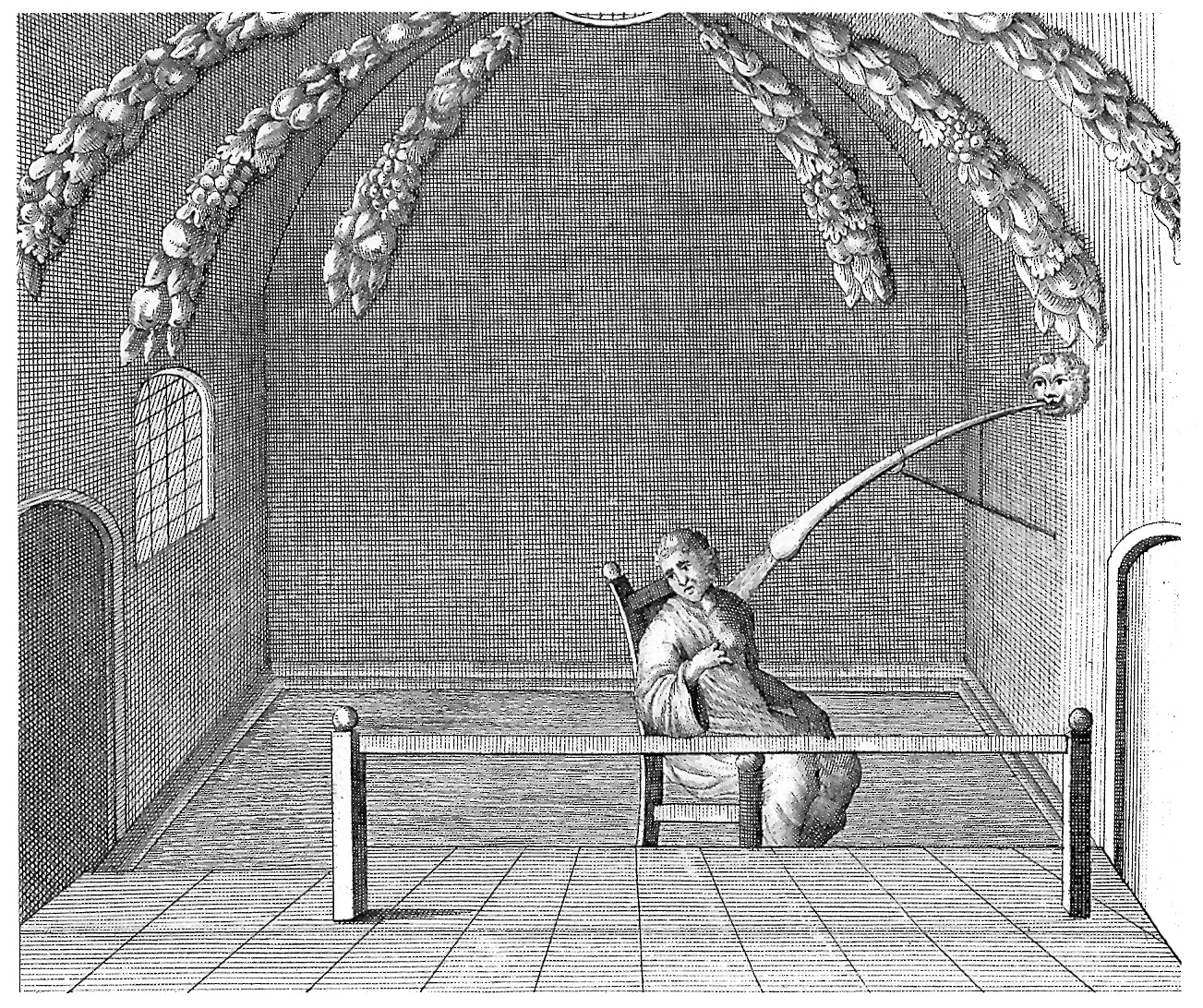
Thermaldusche in Aachen, Anfang 18. Jahrhundert

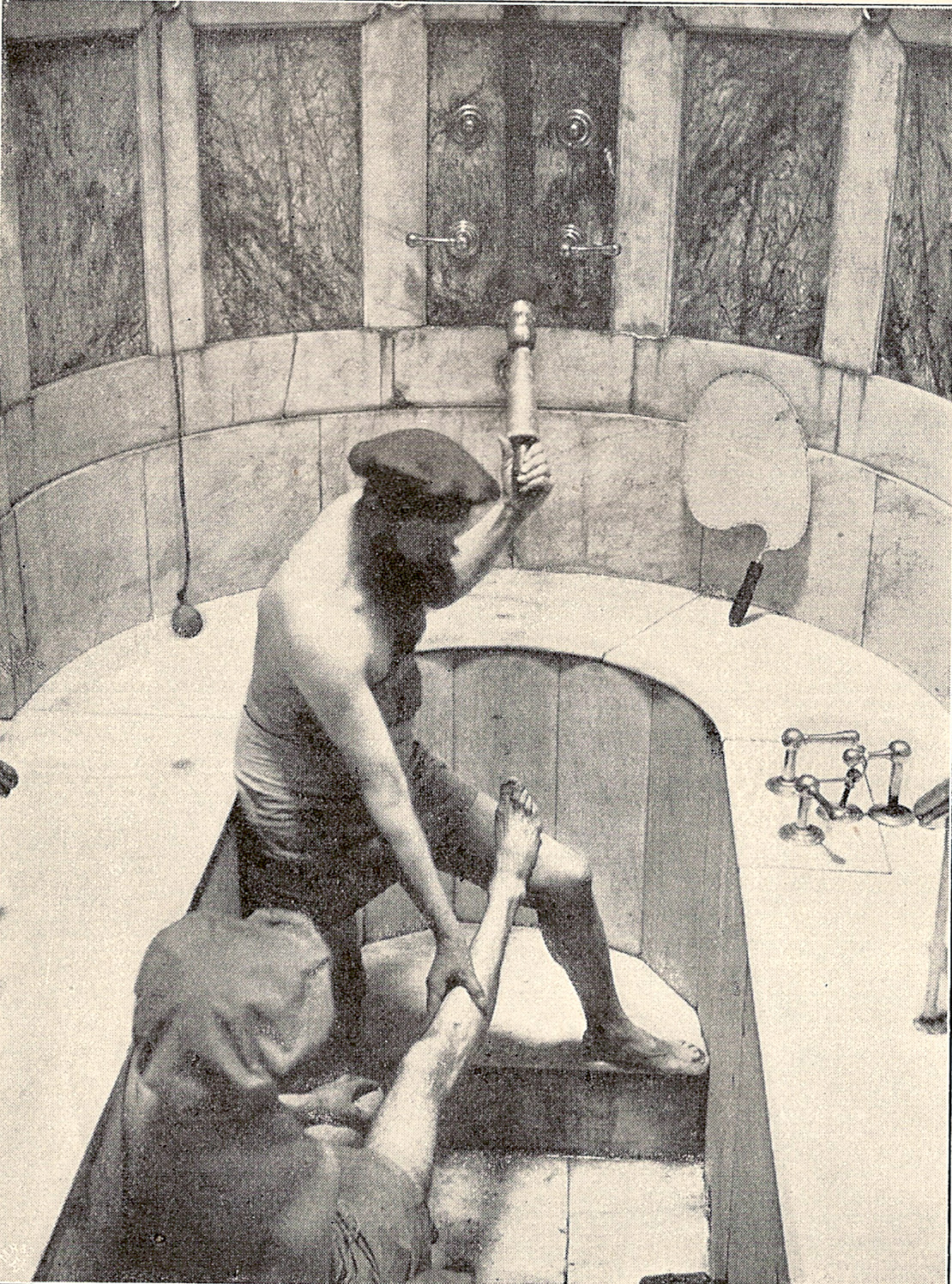
Thermalwasseranwendung im Fürstenbad (Kaiserbad) um 1900

Im Altertum wurde das Thermalwasser als Panaceum, als Allheilmittel, unsystematisch angewandt. Es wurde zur allgemeinen Stärkung und zur Rehabilitation nach Verwundungen und Verletzungen eingesetzt. Gleichzeitig war das Thermalbad bis ins frühe Mittelalter vorwiegend ein gesellschaftlicher Treffpunkt.
Im Mittelalter wurde durch die Bader eine erste medizinische, wenn auch wenig wissenschaftlich fundierte, Anwendung von Badekuren und kleineren chirurgischen Eingriffen, wie Aderlass und Schröpfen vorgenommen.
Seit der Zeit des Barocks begann man, Thermalwasser symptombezogen anzuwenden. In Aachen verfasste der Badearzt Franciscus Blondel 1688 eine umfassende medizinische Schrift zur Anwendung des Aachener und Burtscheider Thermalwassers. Blondel entwickelte für die Behandlung von rheumatischen Beschwerden die Therapieform der Thermalwasserdusche und verbesserte die technische Durchführung von Dampfbädern. Nach Blondel waren besonders Krankheiten des Bewegungsapparates, Hautkrankheiten und die Folgen von Schlaganfällen mit Thermalwasseranwendungen zu kurieren. Er beschrieb jedoch auch Kontraindikationen, wie etwa Bluthochdruck und akute Gelbsucht. Im 17. und 18. Jahrhundert wurden vor allem folgende Krankheiten behandelt:
- Rheumatische Erkrankungen, Arthrose und Gicht
- Rehabilitationen nach Schlaganfällen, Lähmungen
- Hautkrankheiten
- Magen-, Nieren-, Gallen-, Milz- und Leberleiden
- Melancholie und Nervenleiden
- Metallvergiftungen
- Syphilis
- Sterilität und Frauenleiden
- Skorbut
- Asthma
- Auszehrung, Schwindel und Ohrensausen

Neben den Dampf- und Duschbädern und der Badekur wurde das Aachener Thermalwasser seit dem Mittelalter auch als Trinkkur angewandt.
Bedeutende Badeärzte und Apotheker, wie etwa Johann Peter Joseph Monheim und Gerhard Reumont sowie sein Sohn Alexander Reumont untersuchten seit Beginn des 19. Jahrhunderts systematisch die Heilwirkung der Thermalquellen. Im Mittelpunkt stand auch zu dieser Zeit die Behandlung von Gelenkrheumatismus, Gicht, Arthrose und Hautleiden, wie Schuppenflechte und Ekzeme. Aachen erlangte im 19. Jahrhundert überregionale Bedeutung bei der Behandlung von Syphilis und Schwermetallvergiftungen, da sich durch die gleichzeitige Anwendung von Trinkkuren die Schwermetalle (zur Behandlung der Syphilis wurde bis 1910 Quecksilbersalbe eingesetzt) nicht so stark im Körper anreichern konnten.
Der Schwerpunkt der heutigen therapeutischen Anwendungen liegt im Bereich der entzündlichen und degenerativen Erkrankungen des Bewegungsapparates, Verschleißerkrankungen, Gicht und Osteoporose sowie von Rehabilitationen nach Unfällen und Operationen.

## Verwendung des Aachener Thermalwassers einst und heute

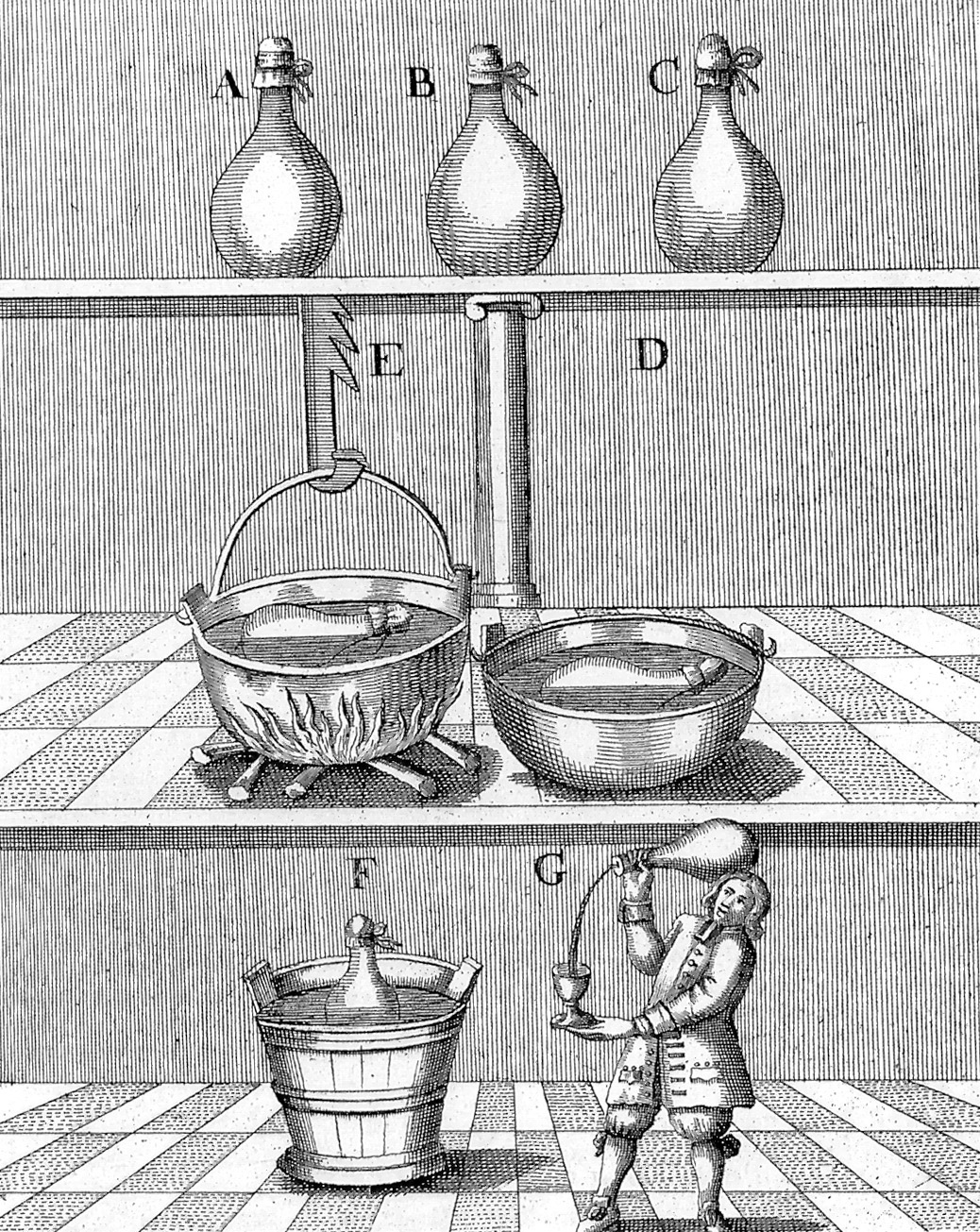
Mineralwasserversand Ende des 17. Jahrhunderts

In der Vergangenheit ist der größte Teil des Thermalwassers als Kur- und Heilmittel genutzt worden. In der Mitte des 19. Jahrhunderts war die Nachfrage durch die Errichtung zahlreicher Badehäuser und Hotels in einem solchen Maß gestiegen, dass man den Bedarf nur eingeschränkt decken konnte.
Neben der Verwendung als Trinkkur wurde das mineralisierte Thermalwasser für Badekuren, Thermalwasserduschen und Dampfbäder angewendet. Heute wird in Aachen das Thermalwasser weiterhin in drei Kurkliniken zu therapeutischen Zwecken eingesetzt. Darüber hinaus versorgt die Rosenquelle in Aachen die 2001 errichteten Carolus Thermen mit Thermalwasser.
Der Versand von Aachener Thermalwasser in Flaschen und Fässern ist mindestens seit Ende des 17. Jahrhunderts bekannt. Um die gewünschte therapeutische Wirkung zu erzielen, wurde von den Badeärzten und Apothekern empfohlen, das Mineralwasser vor Gebrauch erneut zu erwärmen. Der Transport von Fässern mit Mineralwasser der Kaiserquelle bis an die russische Grenze ist belegt. 1700 wurde von der Stadt Aachen ein Ausfuhrverbot für Mineralwasser verhängt, das 1723 verschärft wurde, weil unhygienische Abfüllmethoden dem Ruf des Thermalwassers schadeten. Um 1830 wurde der Versand von Aachener Mineralwasser erneut eingeschränkt, weil befürchtet wurde, dass sich die Gästezahlen dadurch verringern könnten.
Im Jahr 1884 wurde die Kaiserbrunnen Aktiengesellschaft durch einen Hamburger Reeder gegründet, der das Mineralwasser der Kaiserquelle auch auf Überseedampfern des Norddeutschen Lloyd und der Hamburg-Amerikanischen Packetfahrt-Actien Gesellschaft (HAPAG) ausschenken ließ. Am 31. Dezember 2009 stellte die Kaiserbrunnen Aktiengesellschaft den Betrieb als letzte Abfülleinrichtung von Aachener Mineralwasser ein.
Zu Beginn des 20. Jahrhunderts gab es darüber hinaus mehrere kleinere Betriebe, die Mineralwasser aus Aachen und Burtscheid abfüllten. Außer dem Mineralwasser der Kaiserquelle wurde bis Ende 2009 auch noch das aus Burtscheid stammende Mineralwasser der Mephistoquelle abgefüllt.
Darüber hinaus wurde in der Vergangenheit Thermalsalz und Quellschwefel vertrieben, welches zur Herstellung von künstlichem Mineralwasser verwendet wurde.
An öffentlichen Laufbrunnen am Burtscheider Markt, am Friedrich-Wilhelm-Platz („Faulbrunnen“) und im Elisengarten wurde zum Teil kostenlos Thermalwasser aus der Kaiserquelle an die Bevölkerung abgegeben. Die Nutzung des Elisen- und Victoriabrunnens sowie der Wandelhalle an der Monheimsallee war hingegen kostenpflichtig. Einige Kurhotels, wie z. B. das Rosenbad in Burtscheid, haben die hauseigenen Quellen (Rethel- und Fastradaquelle) für Gäste zur „Nachkur“ abgefüllt und versandt.
Zwei öffentliche Brunnenanlagen – der Elisenbrunnen und der Thermalbrunnen Burtscheid – werden auch heute noch als Trinkbrunnen mit Thermalwasser betrieben, andere Brunnen nutzen des heiße Wasser zur Aufrechterhaltung des Betriebes während der Frostperioden.
Ein kleiner Anteil Aachener Thermalwassers wird heute als Zusatzstoff für Kosmetik verwendet.

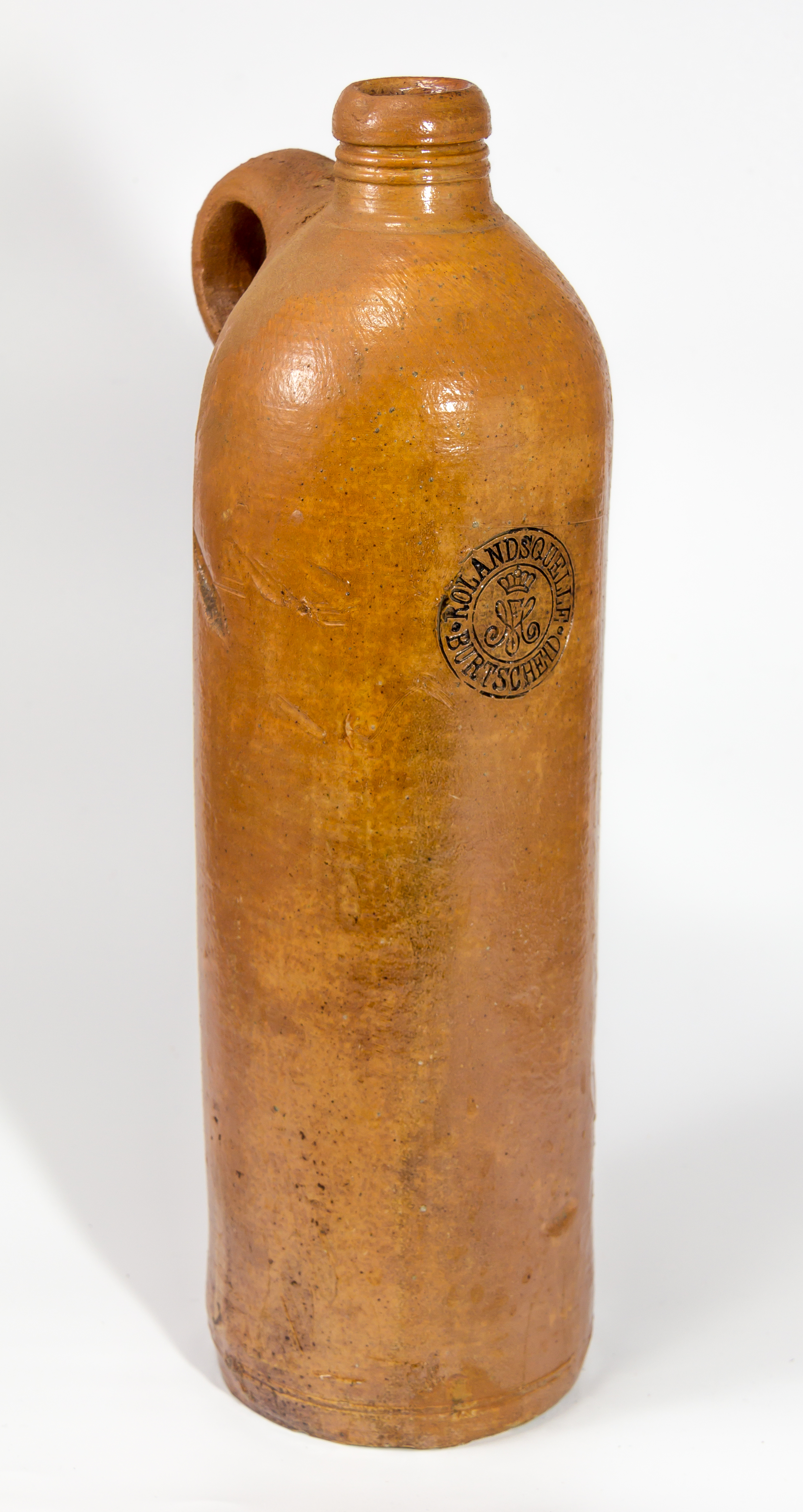
Mineralwasserkrug Rolandsquelle, vor 1900
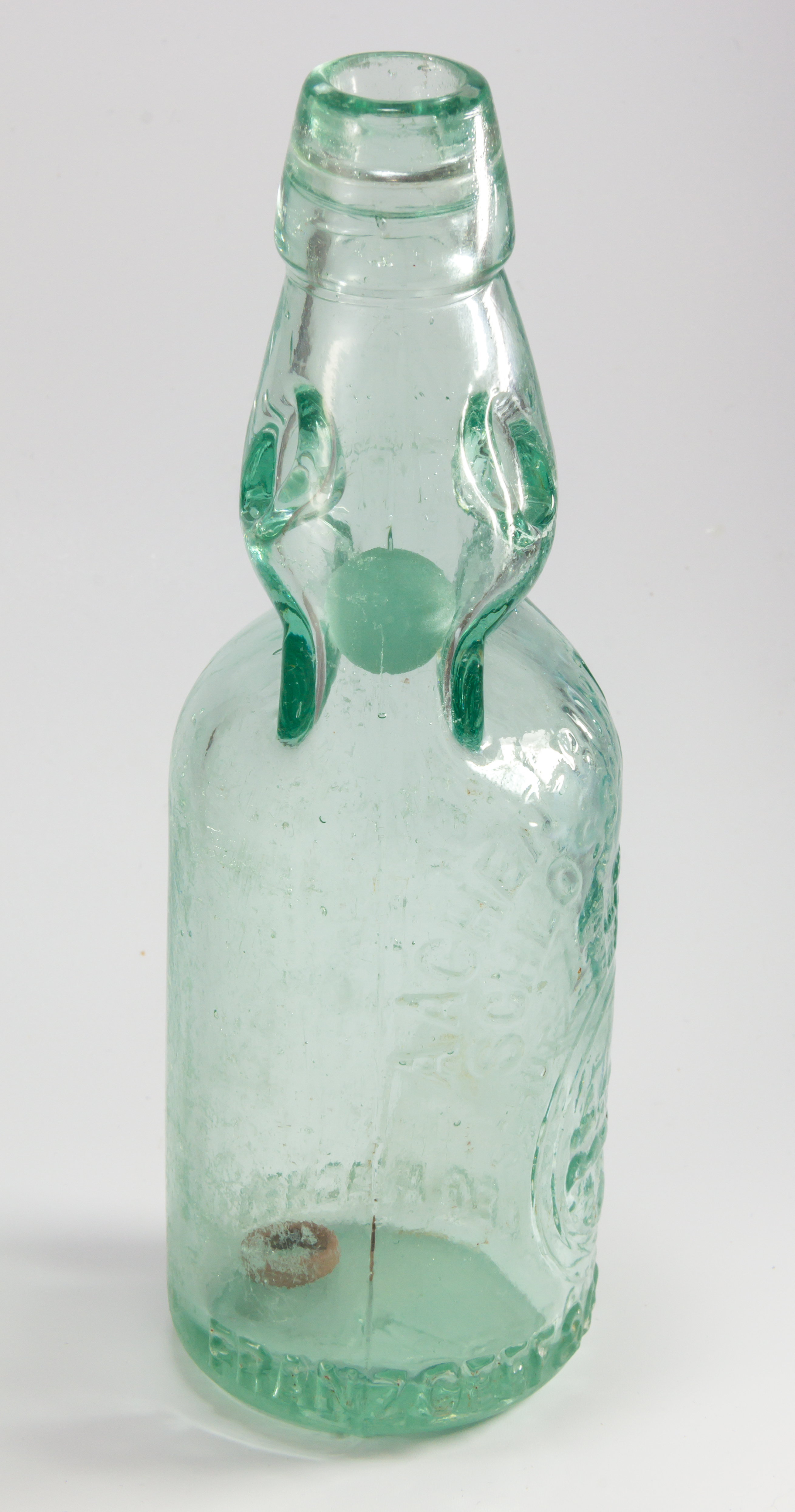
Kugelverschlussflasche des Schlossbrunnens, um 1900
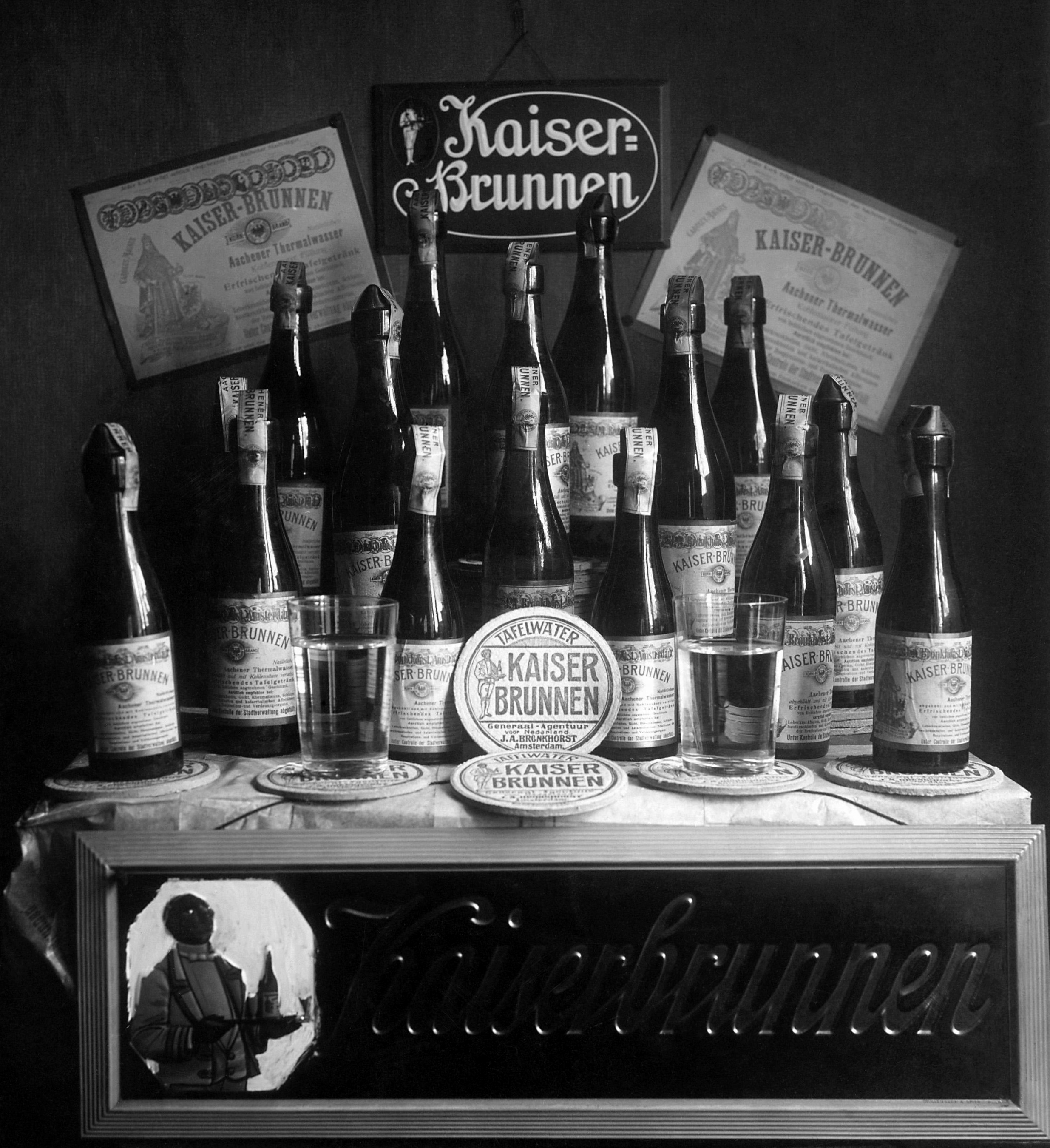
Kaiserbrunnen, 1918
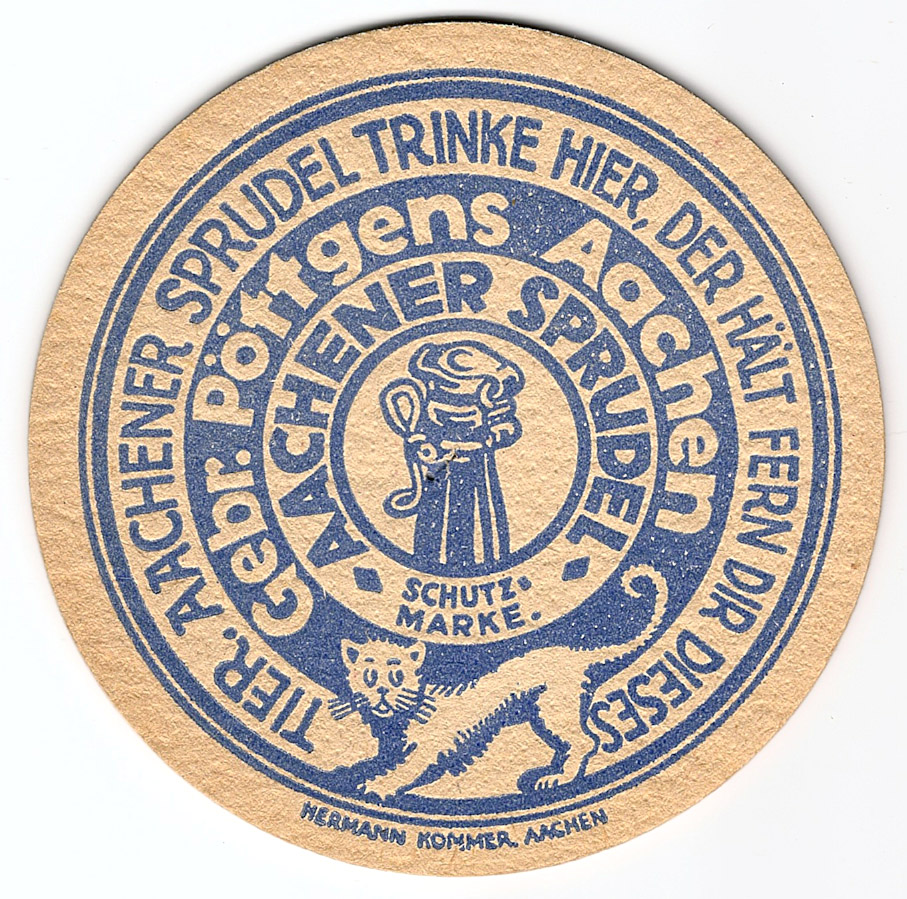
Aachener Mineralwasser-Werbung um 1920
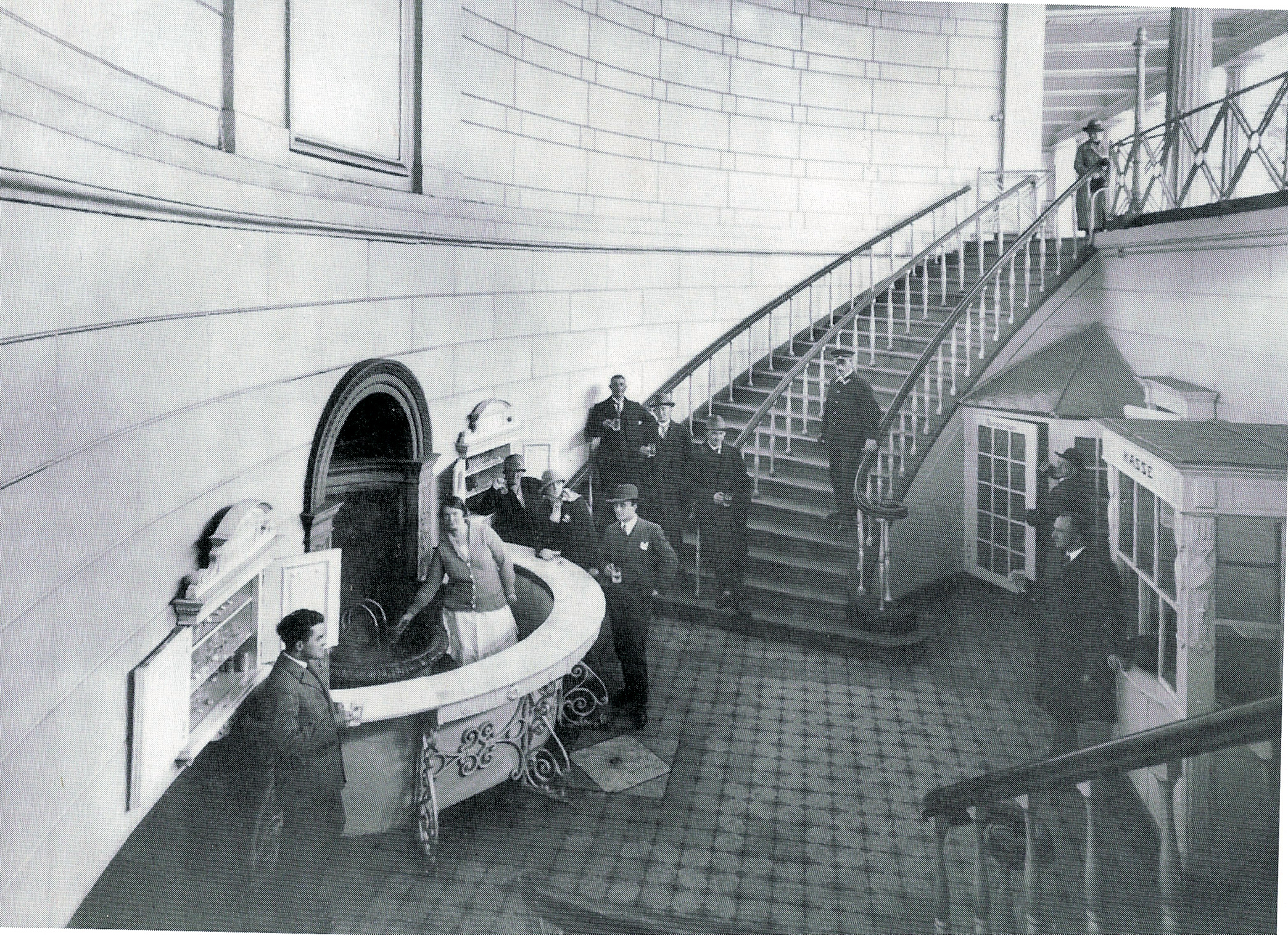
Wasserausgabe am Elisenbrunnen ca. 1925
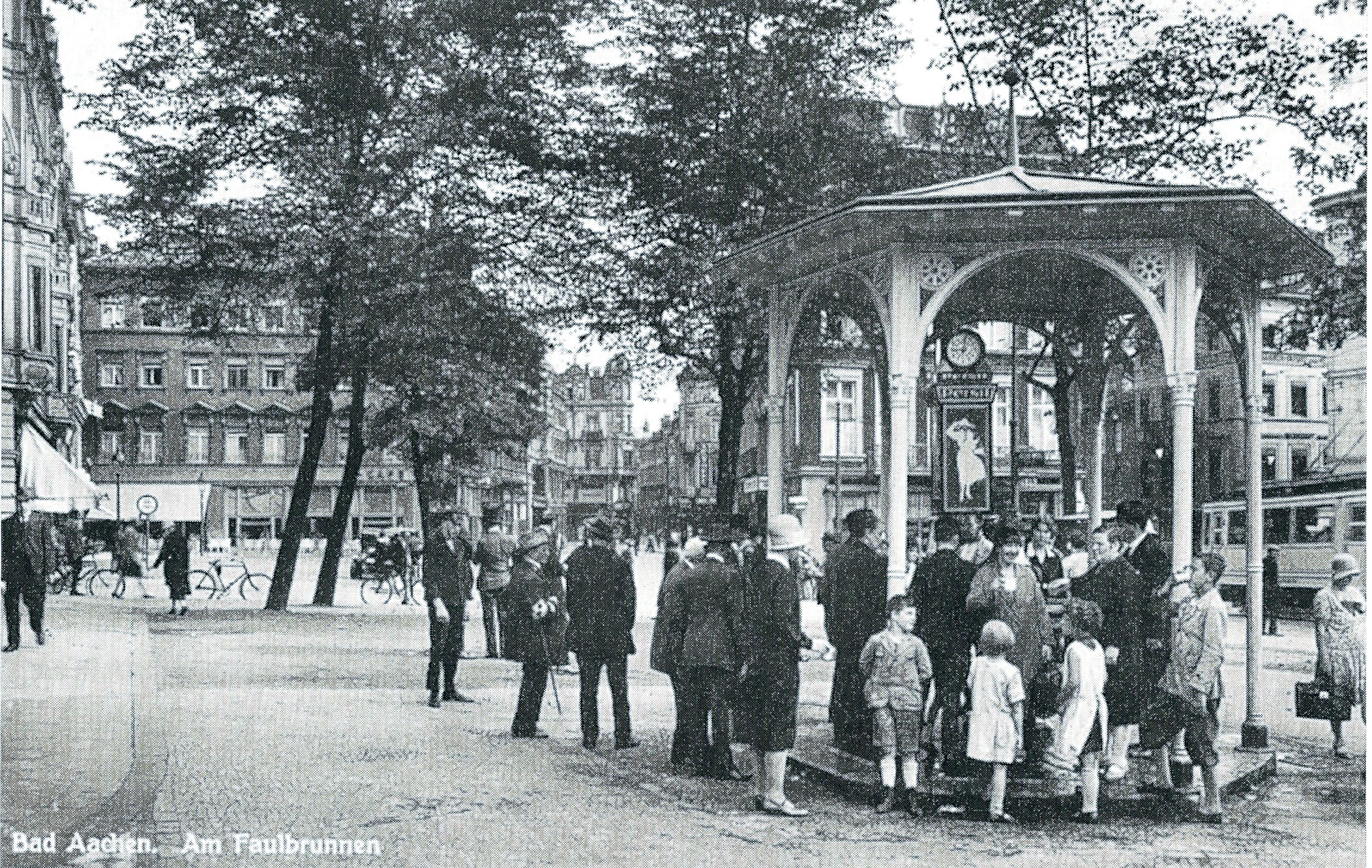
Öffentlicher Trinkbrunnen am Friedrich-Wilhelm-Platz

## Die Quellen des Aachener Thermalwasserzuges

### Obere Aachener Quellengruppe
Zur Oberen Quellengruppe zählen alle Thermalwasservorbrüche in der Aachener Innenstadt, die sich zwischen dem Dom und dem Büchel konzentrieren. Das letzte Thermalwasserbad in der Innenstadt wurde 1996 aufgegeben. Bis Ende 2009 wurde lediglich noch das Wasser der Kaiserquelle zur Mineralwasserherstellung verwendet.

#### Quellvorbrüche unter dem Aachener Dom
Die genaue Lage der Thermalquellvorbrüche unterhalb des Aachener Domes ist heute unbekannt. Sie werden aufgrund der archäologischen Funde im Bereich zwischen der Annakapelle und der Ungarnkapelle vermutet. Bei Ausgrabungsarbeiten im Bereich des Oktogons wurde in der Vergangenheit über 20 °C warmes Grundwasser im Bereich des Fundamentes angetroffen. Bei den jüngsten Ausgrabungen konnte ein bereits zu römischer Zeit versiegelter Thermalquellvorbruch aufgefunden werden. Ob die Quellvorbrüche zur Versorgung der Münsterthermen herangezogen wurden, ist nicht bekannt. Nach der Auswertung neuerer archäologischer Untersuchungen wird davon ausgegangen, dass die römischen Büchelthermen vom Thermalwasser der Quirinusquelle versorgt wurden. Entsprechende Wasserleitungen mit Thermalsinterablagerungen untermauern diese These.
Nach dem Abzug der Römer verfiel die Münstertherme mit den Quellvorbrüchen.

#### Quirinusquellen

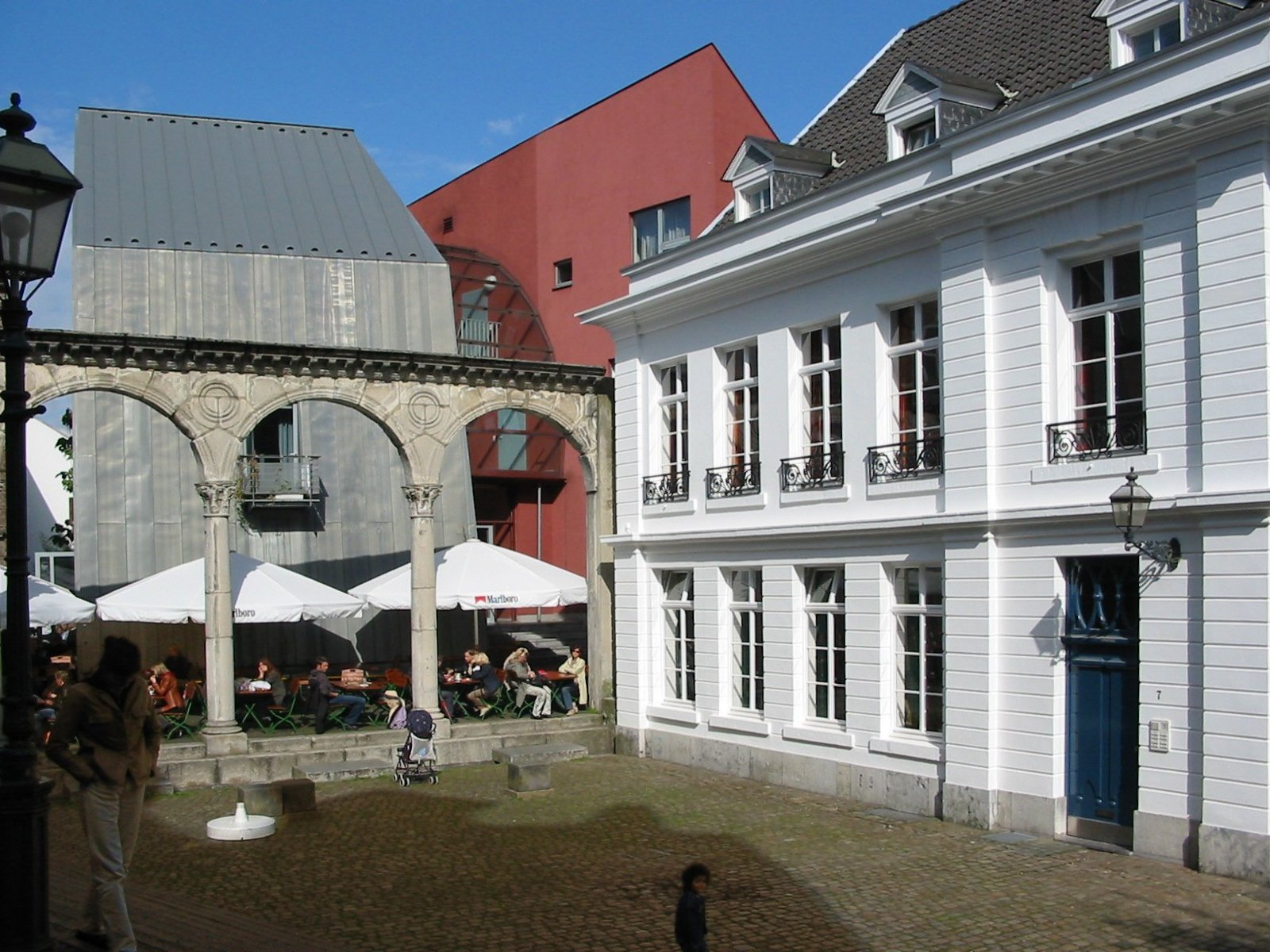
Fassade des ehemaligen Quirinusbades mit dem römischen Portikus

Die heute überbauten Quirinusquellen am Hof befinden sich in unmittelbarer Nachbarschaft zur Kaiserquelle. Aus der Vergangenheit sind seit römischer Zeit bis zu fünf Quellvorbrüche bekannt, die ein großes und vermutlich mehrere kleinere Badebecken speisten. In karolingischer Zeit wurden vermutlich die Quirinusquellen – zusammen mit der Kaiserquelle – für das Badebecken Karls des Großen verwendet. 1295 wurde über den Quellvorbrüchen das erste Spital mit therapeutischen Badeabteilungen, das Blasiusspital errichtet, das vor allem zur medizinischen Versorgung der zahlreichen Pilger eingerichtet wurde. Darüber hinaus wurden mit dem Thermalwasser dieser Quellen zahlreiche Dampf- und Duschbäder der Badehotels am Hof, wie das Quirinusbad, das Kleinbad beziehungsweise das Bad der Königin von Ungarn versorgt.
Die Quelltemperatur der heute überbauten Thermalquellen betrug Mitte des 19. Jahrhunderts 45 bis 50 °C. Die Quirinusquellen waren mit einem Mineralgehalt von 4 g/l ähnlich hoch mineralisiert wie die Kaiserquelle. 1962 wurde die 5,0 × 3,1 m große Quellkammer, die bereits zur römischen Zeit angelegt wurde, mit Beton verfüllt, um die Leistung der benachbarten Kaiserquelle zu erhöhen.

#### Kaiserquelle

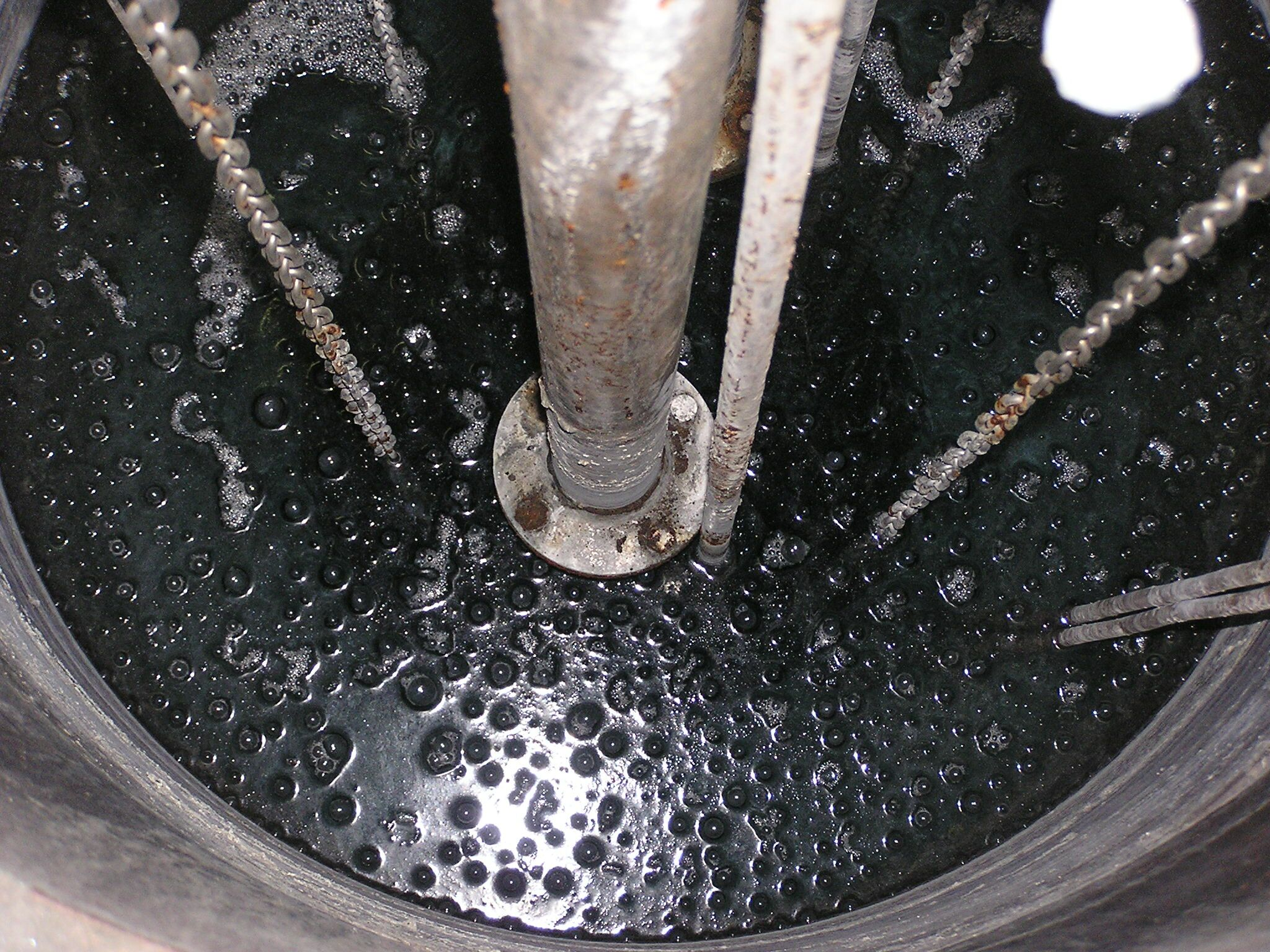
Kaiserquelle mit eingesenkter Pumpe

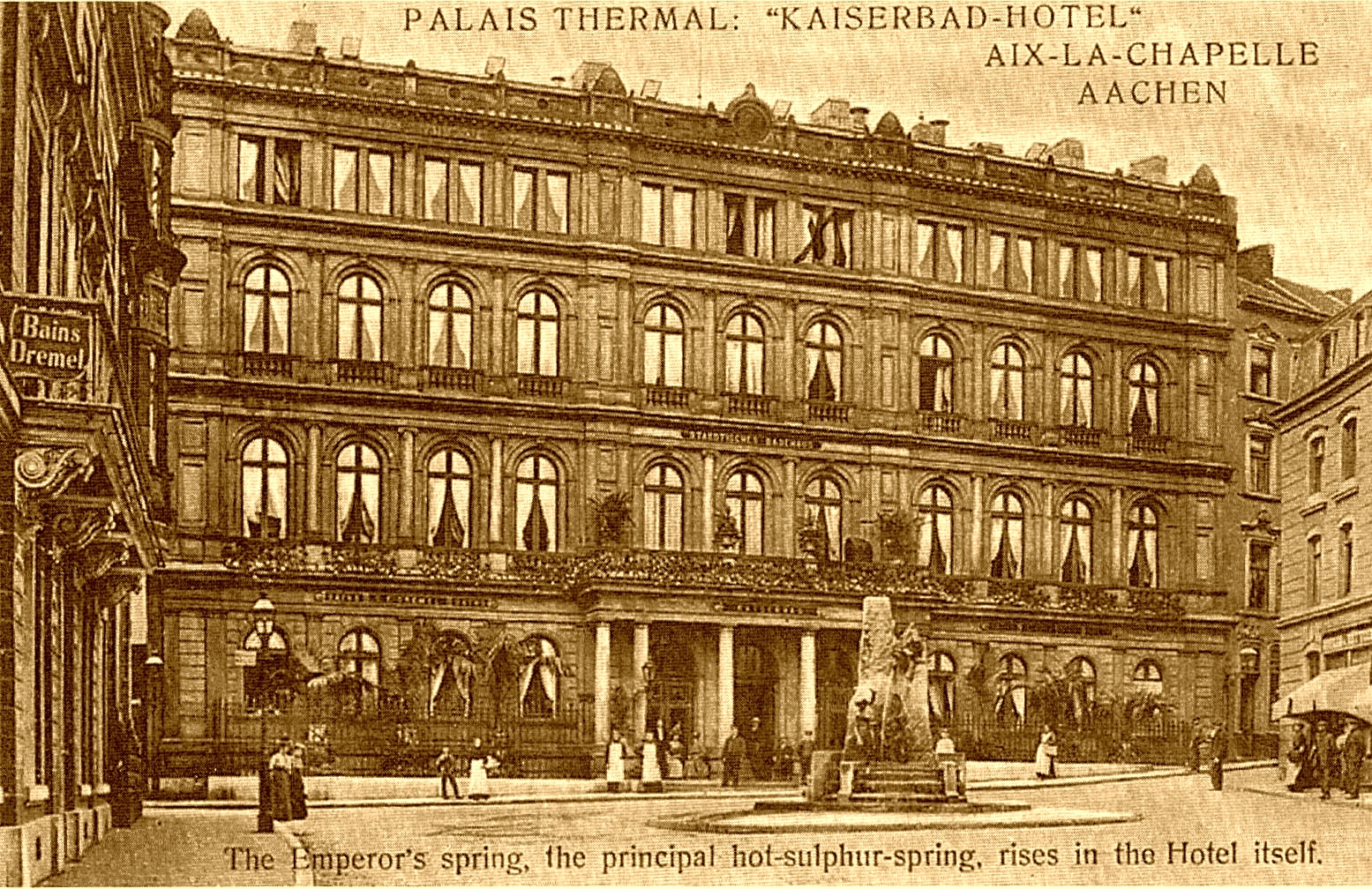
Kaiserbad, um 1910

Die Kaiserquelle gehört mit einer heutigen Quellschüttung von ca. 12 m³/h zu den stärksten Quellen in der Aachener Innenstadt und wurde nachweislich seit der römischen Zeit für die Büchelthermen genutzt.
Das Thermalwasser der Kaiserquelle ist 52 °C warm und besitzt einen Mineralgehalt von 4,3 g/l. Das Quellwasser wurde bis Ende 2009 noch zur Mineralwasserherstellung der Kaiserbrunnen AG genutzt.
Die Kaiserquelle hat in der Vergangenheit zahlreiche Badebecken, Badehäuser und Hotels mit Thermalwasser versorgt. Neben der römischen Bücheltherme speiste diese Quelle vermutlich auch das Badehaus Karls des Großen mit einem 14 × 9 m großen Becken. Im Mittelalter wurde über der Kaiserquelle das Königsbad errichtet. Darüber hinaus versorgte die Quelle die umliegenden Badehäuser Neubad, Badhaus zur Königin von Ungarn und das später mehrfach umgebaute Kaiserbad, das bereits 1829 über Dampfbäder und prunkvolle Einzelbäder verfügte. Ende des 19. Jahrhunderts wurden das Wasser und die warme Abluft der Kaiserquelle zur Beheizung der Korridore und Badezellen des Kaiserbades verwendet.
Ein geringer Anteil des Thermalwassers der Kaiserquelle wird konstant über eine Leitung zum Elisenbrunnen geführt und speist die dortigen Trinkbrunnen.
Seit dem Jahr 2012 wurde das Thermalwasser der Kaiserquelle unter den Schutz des Arzneimittelgesetzes gestellt. Neben einigen baulichen Veränderungen im Kellerraum der Kaiserquelle und der Ausweisung von drei Schutzzonen hat dies zu Konsequenz, dass die eigentliche Quellkammer nicht mehr betreten werden kann.

#### Nikolausquelle

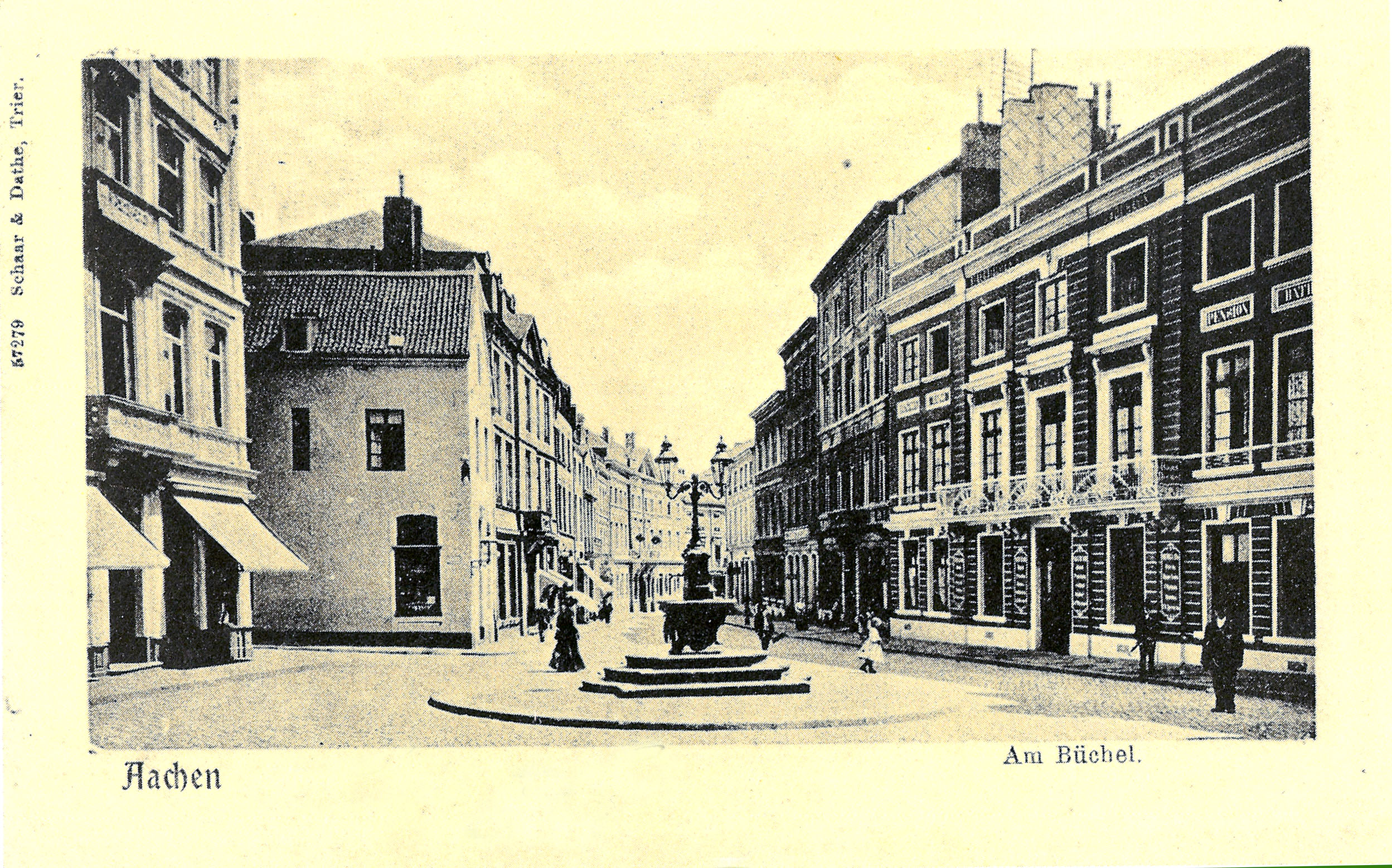
Thermalwasserbrunnen und Neubad (rechts), um 1900

Die Fassung der Nikolausquelle befindet sich auf dem Büchel und wird heute nicht mehr genutzt. Aus alten Aufzeichnungen ist bekannt, dass die Nikolausquelle Mitte des 19. Jahrhunderts 50 bis 52 °C warm und ähnlich wie die Kaiserquelle mineralisiert war. Das Thermalwasser der Nikolausquelle wurde in der Vergangenheit als Brunnen auf dem Büchel, für Thermalwasserduschen im Dreikönigsbad (ab 1823/24 Neubad) und für kurze Zeit als Zuleitung für das Kaiserbad verwendet. Durch die Förderung des Thermalwassers aus der unmittelbar benachbarten Kaiserquelle hat sich die Temperatur der Quelle auf 31 °C verringert. Der Mineralgehalt der heute ungenutzten Quelle liegt bei 3,9 g/l.

#### Großer Monarch
Die Fassung der Quelle des ehemaligen Hotels Großer Monarch befindet sich im Bereich eines Parkplatzes am Büchel und wird heute nicht mehr genutzt. Früher versorgte die Quelle teilweise die Bäder des Hotels. Durch die Förderung der benachbarten Rosen- und Kaiserquelle ist der Große Monarch stark beeinträchtigt. Anfang des 20. Jahrhunderts führte die Quelle noch stark mineralisiertes Thermalwasser mit 41 °C, heute ist sie nur noch rund 20 °C bis 26 °C warm und das Thermalwasser stark mit oberflächennahem Grundwasser verdünnt.

### Untere Aachener Quellengruppe

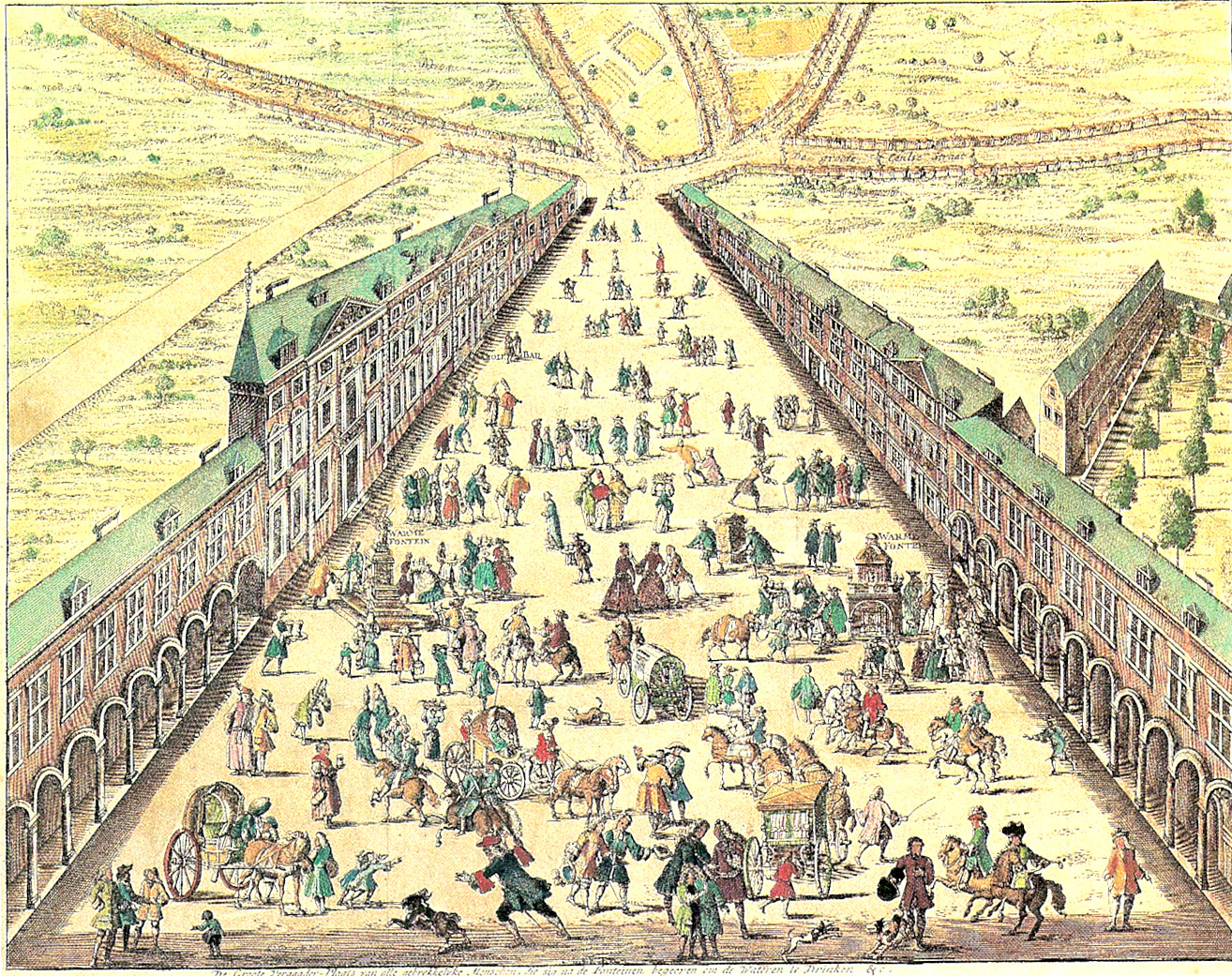
Kurleben auf der Komphausbadstraße 1727 mit dem Rosen-, Cornelius- und Karlsbad auf der linken Seite und der Marienquelle als Trinkbrunnen

Die Thermalwasserquellen der unteren Quellengruppe wurden beim Bau der inneren Stadtmauer 1171–1178 entdeckt und zunächst als Wollspüle, Waschgelegenheit und Armenbad genutzt. 1486 wurde das erste privat betriebene Badehaus, das Corneliusbad errichtet. Nach dem Stadtbrand 1656 wurde seitens der Stadt beschlossen, einen städtischen Badebezirk im Bereich der Komphausbadstraße mit einer Kurpromenade zu errichten. Das Tuchmachergewerbe verlor 1680 die Rechte zur Nutzung der Thermalquellen, weil verhindert werden sollte, dass die Kurgäste durch beißende Gerüche belästigt wurden. Aus dem Überlauf aller Thermalquellen der unteren Quellengruppe wurden das Komphausbad beziehungsweise das sogenannte Armenbad gespeist, das als Gemeinschaftsbad noch bis ins Jahr 1912 existierte.

#### Rosenquelle in Aachen

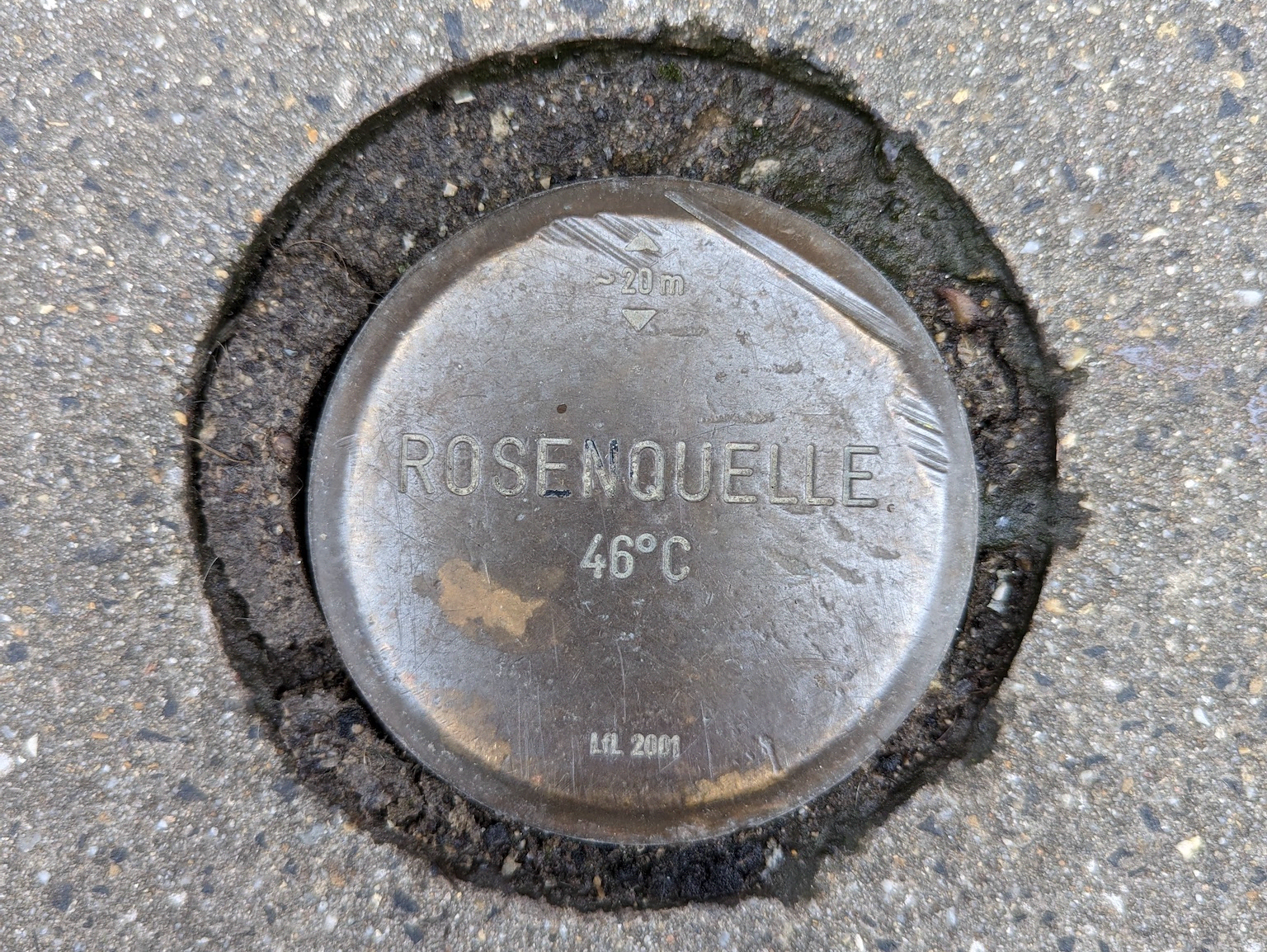
Messingplakette der Rosenquelle

Das Thermalwasser der Rosenquelle in der Komphausbadstraße wurde nachweislich seit 1632 im Rosenbad genutzt. Nach dem Stadtbrand von 1656 neu errichtet, wurden zur Zeit der französischen Besetzung Aachens auf Anweisung Napoléons die zahlreichen Quellvorbrüche in einer großen Quellkammer gefasst. Zahlreiche Nebenquellen wurden von Napoléons Bauingenieur Bélu 1808 bis 1811 unterdrückt. Im Bereich des Rosenbades sind bei diesen umfangreichen Bauarbeiten insgesamt 14 Quellvorbrüche entdeckt worden. Seit Beginn des 19. Jahrhunderts hat sich der Mineralgehalt von 4,0 bis 4,2 g/l und die Temperatur des Quellwassers von 45–48 °C kaum verändert. Das Thermalwasser der Rosenquelle versorgte neben den Badeeinrichtungen im Rosenbad auch noch einen öffentlichen Trinkbrunnen in der unmittelbaren Umgebung.
Die Quelle hat heute eine Schüttung von etwa 43 m³/h. Ein großer Teil des Thermalwassers der Rosenquelle wird über eine Leitung in die Carolus Thermen geleitet, nur ein geringer Anteil des Thermalwassers findet bei der Kosmetikherstellung Verwendung.

#### Marienquelle

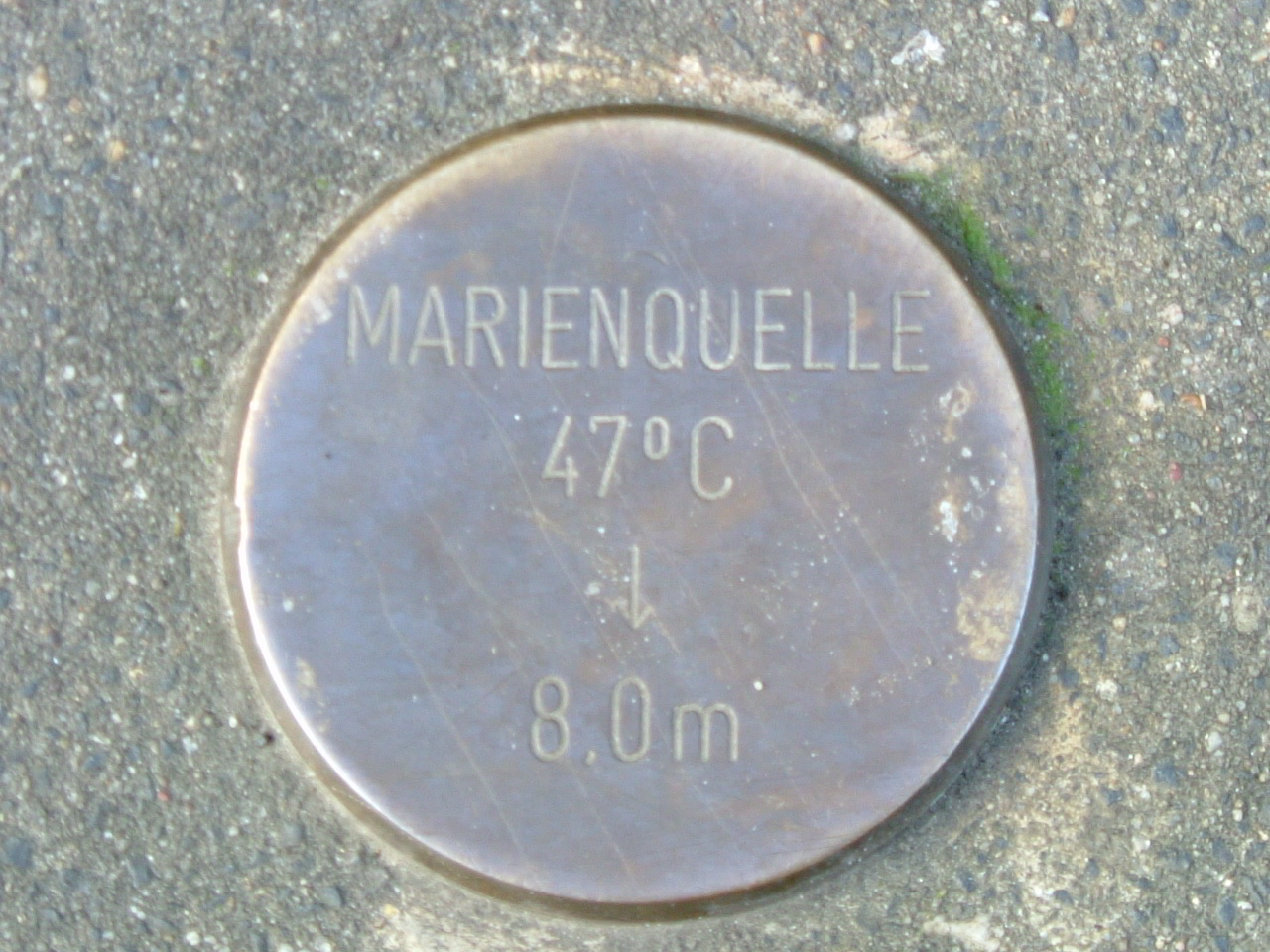
Messingplakette der Marienquelle

Die Marienquelle – gelegentlich als Trinkquelle bezeichnet – befindet sich in unmittelbarer Nachbarschaft zu den Quellvorbrüchen der Rosenquelle und wurde zeitweise für die Versorgung der Trinkbrunnen der Promenade genutzt. Mineralgehalt und Temperatur werden stark durch die Förderung der benachbarten Rosenquelle beeinflusst. Die Temperatur der Marienquelle wird in historischen Aufzeichnungen mit 46 bis 47 °C angegeben. Heute wird die Quelle nicht mehr genutzt.

#### Corneliusquelle

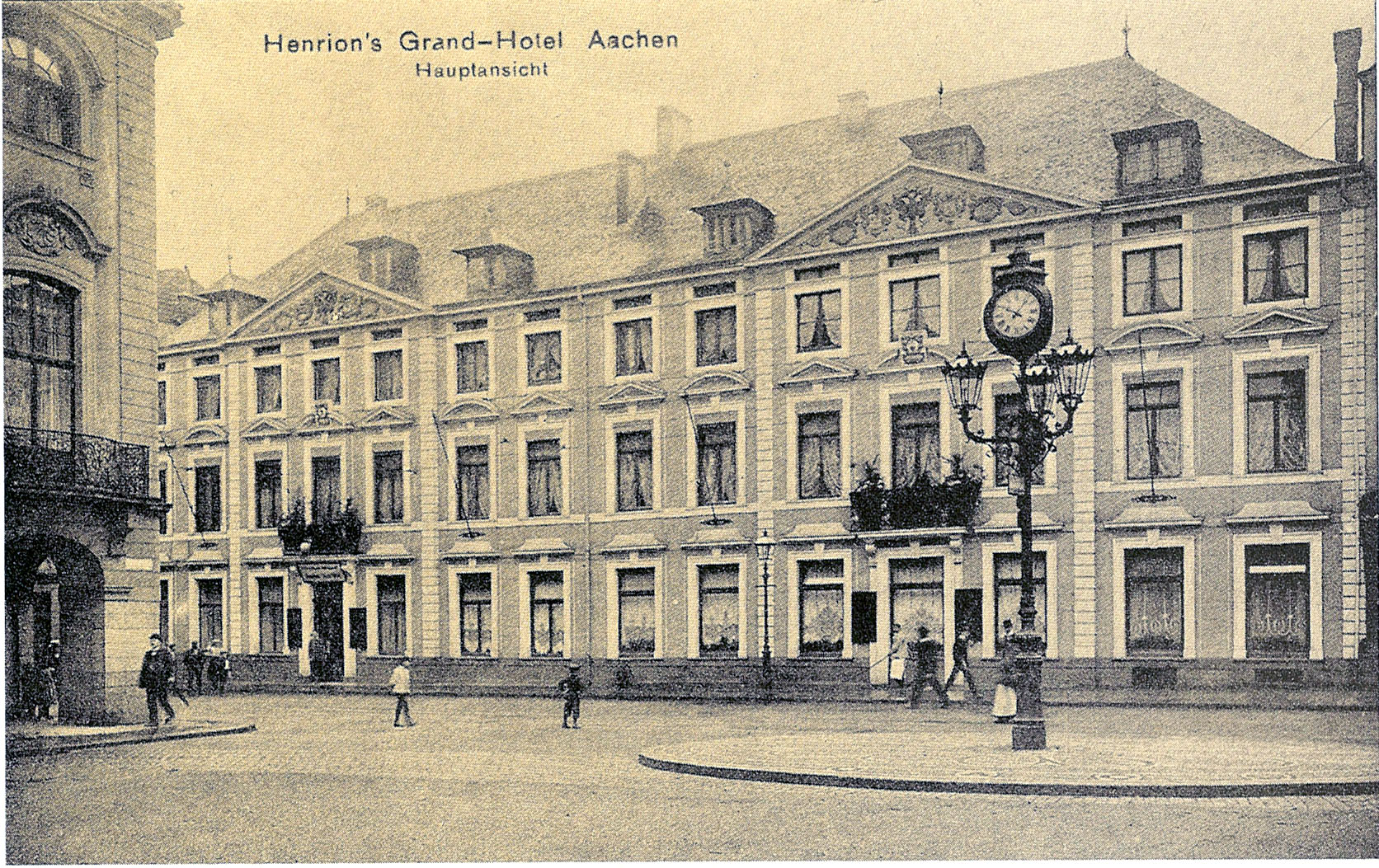
Grandhotel Corneliusbad, Anfang des 20. Jahrhunderts

Die Corneliusquelle besteht aus einer Vielzahl von Quellvorbrüchen, die einen durchschnittlichen Mineralgehalt von 3,7 g/l aufwiesen und 45–46 °C warm waren. 1486 wurde über dieser Thermalquelle das erste Badehaus im Bereich der unteren Quellengruppe errichtet. Die Quellvorbrüche speisten im 18. Jahrhundert drei Badebecken, die entsprechend ihrer Temperatur Paradies, Fegefeuer und Hölle genannt wurden.
Im Jahr 1762 weilte Casanova als Gast im Corneliusbad. Im 18. und 19. Jahrhundert wurde zu den Brunnenzeiten das Thermalwasser der Corneliusquelle zum Trinkbrunnen auf der Promenade gepumpt. In der Vergangenheit wurde das Corneliusbad mehrfach umgebaut und mit dem Karlsbad als Herrenbad zusammengefasst. Im Zweiten Weltkrieg wurde das Gebäude zerstört und später abgerissen, die Thermalquelle ist heute überbaut und ungenutzt.
Die heutige Mefferdatisstraße benannt nach dem Baumeister Laurenz Mefferdatis trug bis 1972 den Namen Corneliusstraße nach der Corneliusquelle.

#### Karlsquelle
Unweit der Rosen- und Marienquelle befindet sich die Karlsquelle, die heute ebenfalls überbaut und ungenutzt ist. Sie versorgte seit dem 17. Jahrhundert die Bade- und Thermalduscheinrichtungen des Karls- beziehungsweise Herrenbades. 1870 hatte die Karlsquelle eine Temperatur von 44,5 °C. Zusätzlich erhielten die Hotels noch Thermalwasser der Corneliusquelle als Kurmittel, um den Bedarf der Gäste zu decken.

## Die Quellen des Burtscheider Thermalwasserzuges

### Die Obere Burtscheider Quellengruppe
Ähnlich wie die Thermalwasserquellen der Aachener Innenstadt werden die Burtscheider Thermalquellen in eine Obere und Untere Quellgruppe unterteilt. Die Obere Quellgruppe konzentriert sich auf den Ortskern von Burtscheid und ist durch heiße, schwefelärmere Thermalquellen gekennzeichnet. Die Thermalquellen der Unteren Quellengruppe befinden sich im Frankenberger Viertel und sind 25–30 °C kühler.

#### Johannisbadquelle

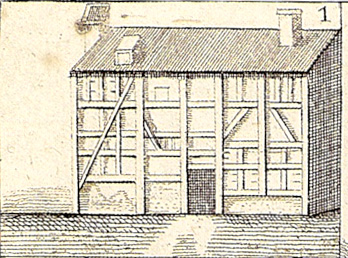
Das Frauenbad, später Johannisbad nach Franciscus Blondel, 1688

Die 62 °C warme Johannisquelle entspringt in der Nähe des Warmen Baches im Mühlenbend. Im 17. Jahrhundert speiste die Quelle das Frauenbad, in dem die Nonnen der nahegelegenen Abtei Burtscheid badeten. Nach dem Niedergang der Abtei bis zur Verstaatlichung der Burtscheider Bäder durch Napoléon 1811 versorgte der Quellvorbruch das Johannisbad. Im Jahr 1818, als alle Burtscheider Bäder wieder in private Hand gegeben werden sollten, fand sich kein Käufer, sodass das Johannisbad der Armenanstalt überlassen wurde. Im Jahr 1832 wurde auf dem Grundstück ein Badehotel errichtet, das über fünf Baderäume und ein Dampfbad verfügte und das Thermalwasser aus der Johannis- und Steinbadquelle bezogen hat. Im Jahr 1900 wurde das Hotel abgerissen und die Quelle überbaut.

#### Wollbrüh- oder Steinbadquelle
Die über 70 °C heiße Thermalquelle gehört zu einer Reihe von Quellvorbrüchen im ehemaligen Flurstück Mühlenbend. Heute ist sie überbaut und befindet sich unmittelbar vor der Rheumaklinik. Im Mittelalter versorgte die Quelle das Steinbad und wurde nach Aufgabe des Badebetriebs zur Wollspüle umgebaut. Über Eisenrohre sollte ab Mitte des 19. Jahrhunderts das Wasser der Quelle zum Victoriabrunnen im Burtscheider Kurpark geleitet werden. Dieses Vorhaben musste jedoch nach kurzer Betriebszeit wegen der Korrosion der Rohre wieder eingestellt werden.

#### Landesbadquellen

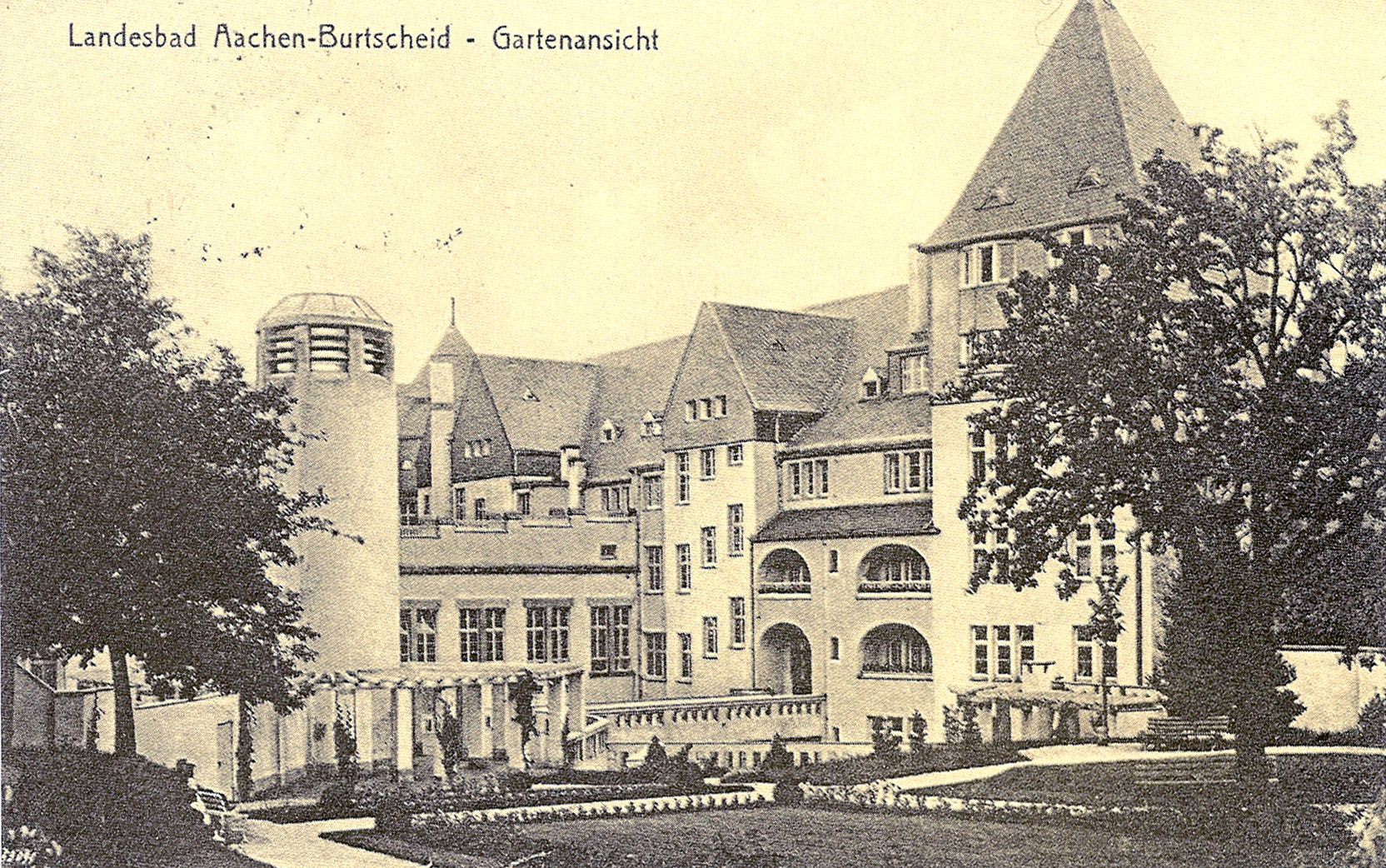
Gartenansicht des Landesbades mit Abkühlturm für das Thermalwasser

In den Jahren 1907 bis 1912 wurde an Stelle einer Tuchfabrik im Mühlenbend das Landesbad errichtet. Dabei wurde im Bereich der Fundamente die Wurm kanalisiert. Das Landesbad nutzt Thermalwasser, das aus elf Quellvorbrüchen des Mühlenbends, unter anderem der so genannten „heißesten Quelle“ in einem Sammelbecken von 13 m Durchmesser gefasst wird. Einzelne Quellvorbrüche zählen mit 74 °C zu den heißesten Thermalquellen Mitteleuropas. Die Gesamtmineralisation des Thermalwassers der Landesbadquellen beträgt 4,3 bis 4,4 g/l. Das Thermalwasserreservoir hat aufgrund der hohen Ergiebigkeit zahlreiche Burtscheider Bäder, u. a. das Schwert-, Goldmühlen-, Prinzen-, Krebs- und Neubad mit Quellwasser versorgt. Vor der therapeutischen Anwendung musste das Thermalwasser teilweise in Kühltürmen und offenen Becken auf eine verträgliche Temperatur abgekühlt werden.
Nach Bombenschäden musste das Gebäude renoviert werden und konnte 1949 wiedereröffnet werden. Die im Gebäude untergebrachte Rheumaklinik verfügte über moderne therapeutische Einrichtungen, besonders für die Rehabilitation von Gelenksbeschwerden. Im Jahr 2013 wurde die Klinik an eine Investorengruppe verkauft, die in Teilen des Gebäudes moderne Wohnungen errichten wollte. Im August 2017 gab die Leitung der Schwertbad-Klinik und der Aachener Energieversorger STAWAG bekannt, die Wärmeversorgung der bis 2022 zu errichtende Neubauten mit Hilfe des Thermalwassers des Landesbadquelle realisieren zu wollen. Schließlich übernahm 2021 VIALIFE das Schwertbad und betreibt dort seitdem eine Rehaklinik für Orthopädie, Rheumatologie und Neurologie. Im Erdgeschoss des VIALIFE Schwertbads befindet sich immer noch ein Schwimmbecken, das aus dem Thermalwasser der Landesbadquellen gespeist wird. Darin finden sowohl therapeutische Anwendungen für die Rehabilitanden, als auch für jedermann buchbare Kurse statt.
Heute haben die Vorbrüche der Landesbadquelle eine Gesamtschüttung von ca. 60 m³/h. Neben der balneologischen Nutzung vor Ort wird auch der öffentliche Trinkbrunnen (Marktbrunnen) aus den Landesbadquellen versorgt.

#### Schlangenbadquellen

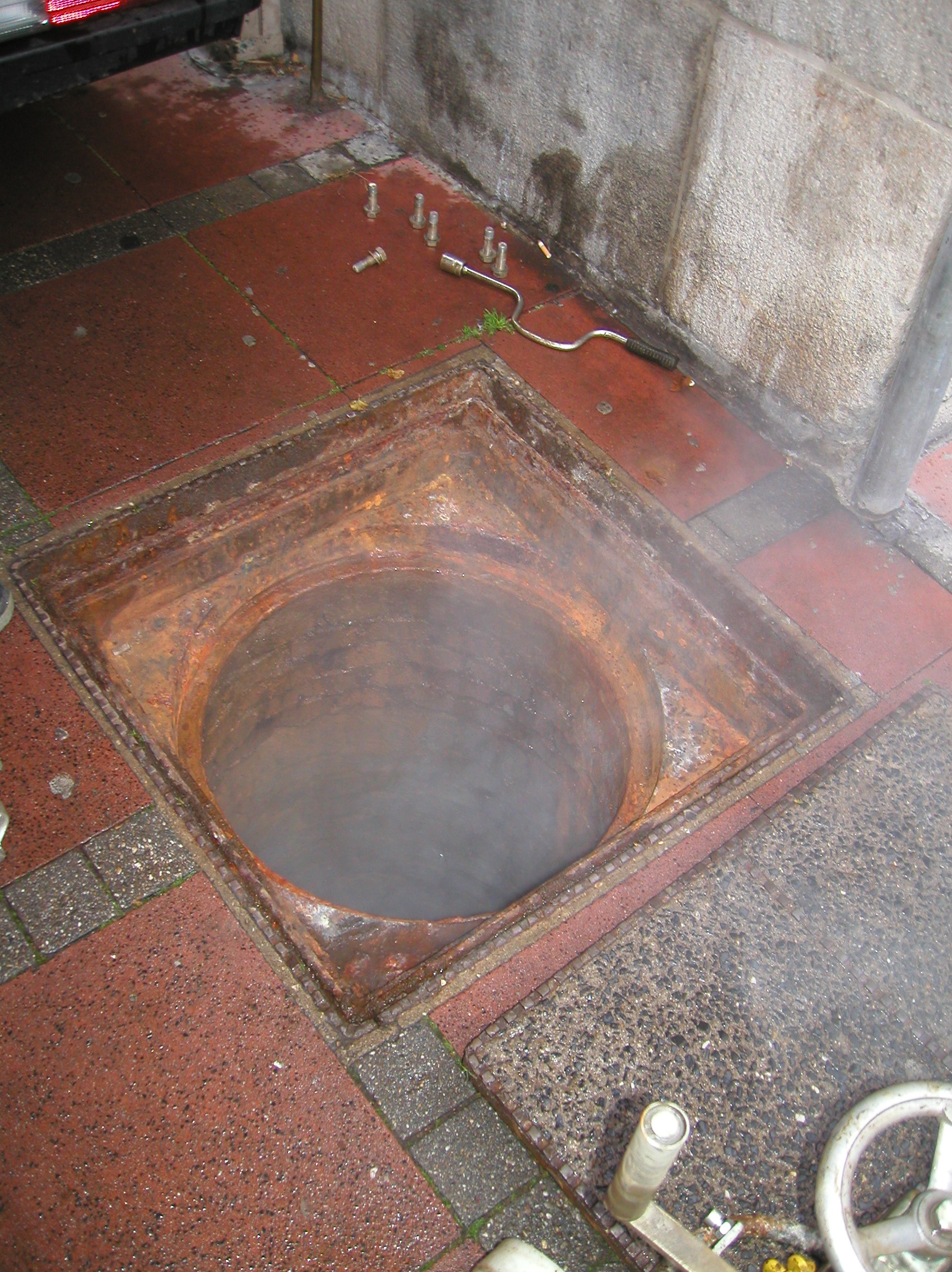
Fassung der Schlangenbadquelle

Das 1897 abgerissene Schlangenbad befand sich teilweise auf dem Grundstück der Rheumaklinik und verfügte bereits 1829 über Badekabinen und Dampfbäder, die durch die Schlangenbadquelle und zwei weiteren Quellen, die aus dem Mühlenbend zugeleitet wurden, mit Thermalwasser versorgt wurden. Die Schlangenbadquelle trat damals direkt unterhalb des Speisezimmers des Badehotels aus und wurde bis 1897 direkt vor Ort als Trinkbrunnen genutzt. Die Schlangenbadquelle zählte mit 65–70 °C und mit einer Gesamtmineralisation von 4,4 g/l zu den heißesten und mineralreichsten Quellen Burtscheids. Heute ist die Schlangenbadquelle ca. 15–20 °C kühler und wird nicht mehr genutzt. Sie befindet sich unter einem Betondeckel unmittelbar vor dem Eingang der ehemaligen Rheumaklinik.

#### Schwertbadquelle
Das Schwertbad ist vermutlich das älteste Badehaus Deutschlands. Funde von römischen Votivsteinen und Statuen auf dem Grundstück belegen eine fast 2000 Jahre alte Badekultur. Die Badebecken und Duscheinrichtungen des Schwertbades wurden von über 70 °C heißen Quellen gespeist, die in der Flur Mühlenbend entspringen. Das Schwertbad verfügt auch über eine eigene 67 °C heiße Thermalquelle mit einer Gesamtmineralisation von 4,3 g/l, die zwischen der Fassade des Bades und der Rheumaklinik entspringt. Die heutige Quellschüttung liegt bei etwa 1,2 m³/h. Nach der teilweisen Zerstörung des Gebäudes 1944 wurde das Schwertbad bereits 1947 wieder für den Kurbetrieb eröffnet. Gegenwärtig verfügt das Schwertbad über ein modernes Thermalschwimmbecken, das hauptsächlich mit Thermalwasser der Landesbadquellen gespeist wird.

#### Großbadquelle

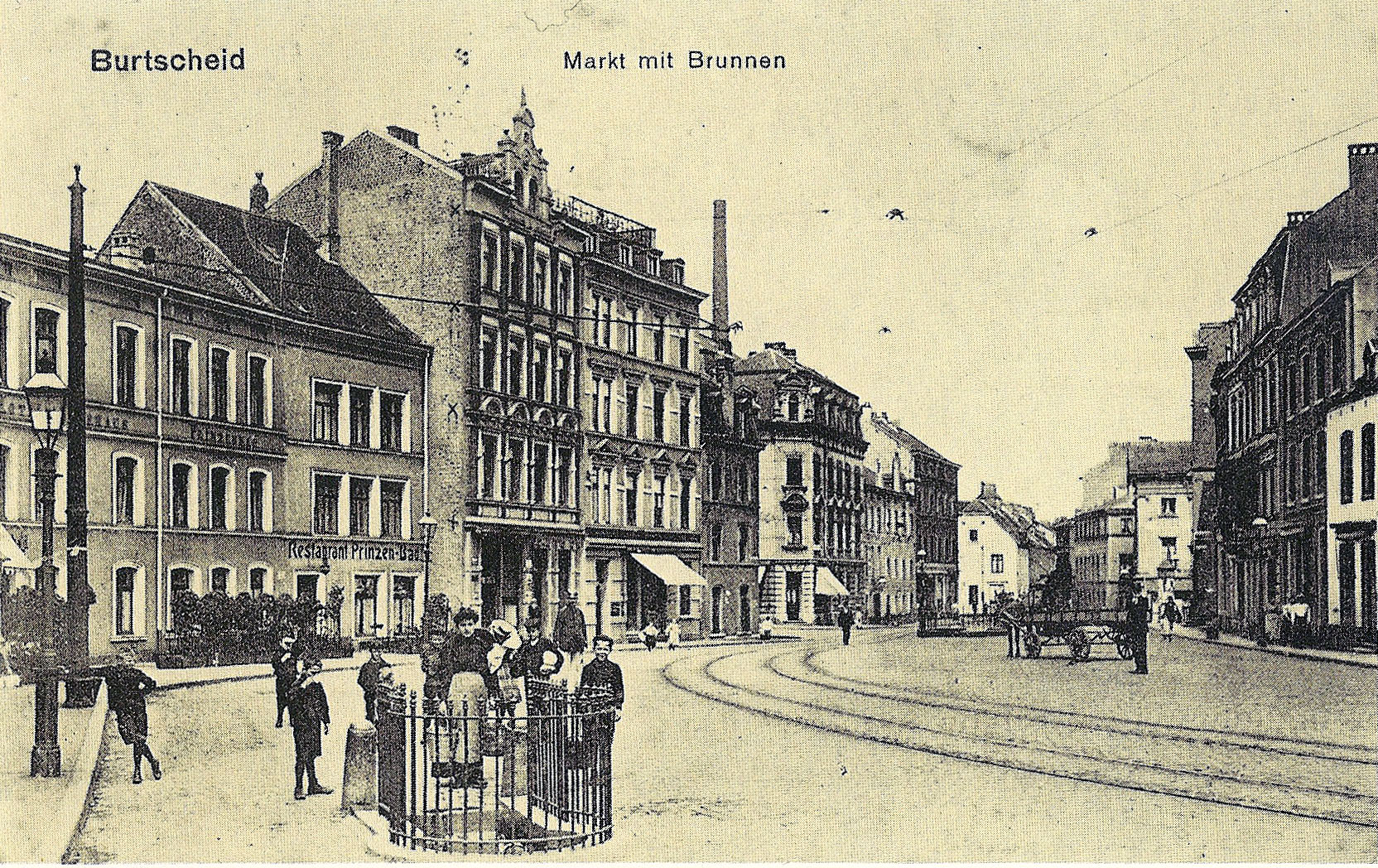
Burtscheider Markt mit der Krinoline, 1918

Die 71 °C warme Großbadquelle entspringt unmittelbar auf dem Platz vor dem Schwertbad und hat das bis ins Jahr 1832 an dem Ort befindliche Großbad mit Thermalwasser gespeist. 1851 ist das Brunnengewölbe der Großbadquelle eingestürzt. Im Zuge der Neugestaltung des Burtscheider Marktes wurde das Gebäude 1890 abgerissen. Das Thermalwasser der Großbadquelle versorgte einen öffentlichen Thermalwasserbrunnen auf dem Burtscheider Markt, die so genannte Krinoline. Seit Anfang der 1950er Jahre ist im Zuge von Straßenumlegungsarbeiten die Quelle überbaut worden.

#### Kochbrunnen

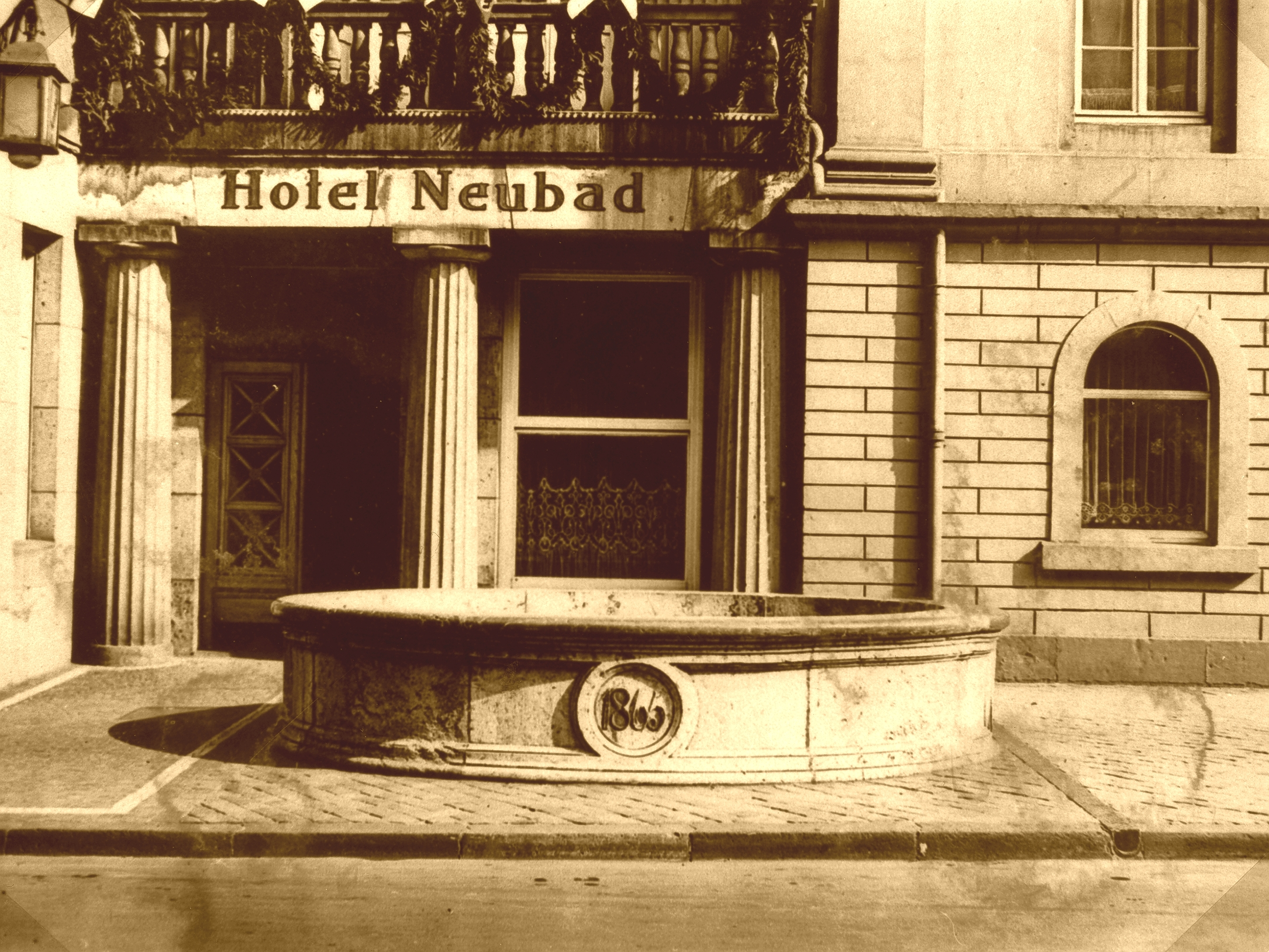
Kochbrunnen vor dem Hotel Neubad, um 1900

Der Kochbrunnen befindet sich in der Dammstraße vor dem Neubad und wurde in der Vergangenheit auch der Heiße Born buysen dem Driesch oder warme Pfütze genannt. Zu Beginn des 19. Jahrhunderts wurde die heiße, gashaltige Quelle mit einer hölzernen Einfassung versehen, die jedoch ziemlich schnell verfallen ist. Im Jahr 1865 wurde das Quellbecken des Kochbrunnens mit einer ovalen Steinfassung versehen, die unterhalb des Quellwasserspiegels einen Zulauf zum benachbarten Krebsbad und Neubad hatte. Der Name Kochbrunnen geht auf den Umstand zurück, dass in vergangenen Jahrhunderten in diesem Brunnen Federvieh und Schweine überbrüht wurden und – meist zur Unterhaltung der Kurgäste – Eier gekocht wurden.
Durch den Bau der Kanalisation Burtscheids im Jahr 1903 sank der Thermalwasserspiegel im Brunnen und auch die Temperatur von ehemals 72 °C (1886) auf ca. 44 °C (2007). Die Quelle ist heute ungenutzt. Im Rahmen eines Projektes Thermalwasserroute Aachen haben Experimente der Grundschule Am Höfling 2008 ergeben, dass die Temperatur heute nicht mehr ausreicht, um Eier zu kochen.

#### Neubad- und Drieschbadquellen
Im Zuge der Zusammenlegung des alten Rathauses mit dem veralteten Drieschbad wurden 1883 drei Quellvorbrüche erschlossen, die jedoch nur einen Teil des Bedarfs an Thermalwasser für das Neubad decken konnten. Die Neubadquellen waren 61–63 °C warm und wurden in ihrer Schüttung stark durch die 1903 durchgeführte Kanalisation beeinträchtigt. Das notwendige Thermalwasser wurde vom nahe gelegenen Kochbrunnen zugeführt. Nach schweren Kriegsschäden wurde das Neubad teilweise abgerissen und die Quellen überbaut.

#### Krebsbadquellen

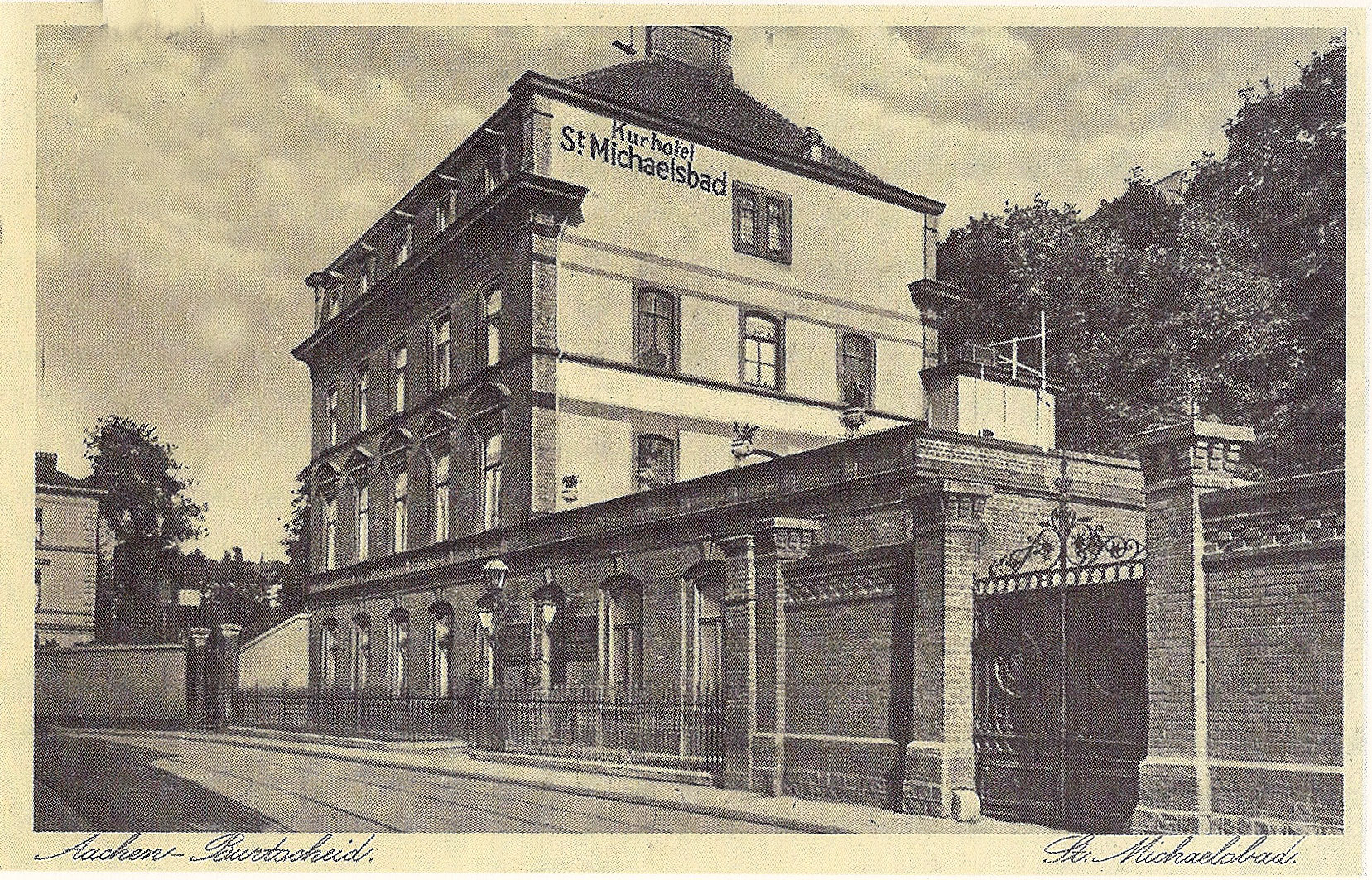
Michaelsbad, um 1900

Die Krebsbadquellen entspringen auf der rechten Seite des Warmen Baches unterhalb der Kirche St. Michael. Das Krebsbad wurde erstmals Ende des 17. Jahrhunderts in den Badebeschreibung von Franciscus Blondel erwähnt. In der ersten Hälfte des 18. Jahrhunderts wurde das Bad und das Badegewölbe durch den Stadtbaumeister Laurenz Mefferdatis umgebaut und war in der Folgezeit bei den Kurgästen sehr beliebt. Friedrich der Große weilte 1742 in diesem Badehaus. Im Jahr 1829 verfügte das Krebsbad über zwei Dampf- und acht Duschbäder. 1835 wurde das Krebsbad durch den Verein zur Unterstützung unbemittelter auswärtiger Brunnen- oder Badebedürftiger an den Mineralquellen zu Aachen und Burtscheid übernommen. 1886 wurde das Krebsbad wegen Baufälligkeit abgerissen und 1887 durch einen Neubau ersetzt. Die weniger ergiebigen 62–78 °C heißen Quellvorbrüche des Krebsbades wurden zusätzlich durch Thermalwasser ergänzt, das vom Kochbrunnen zugeführt wurde. 1903 wurde die Krebsbadquelle künstlich vertieft. Ab 1904 wurde zusätzlich zur Versorgung des Bades Thermalwasser aus der Wollbrühquelle zugeleitet. 1928 schütteten die Krebsbadquellen lediglich 3,8 m³ Thermalwasser am Tag. Heute sind die Quellen ungenutzt.

#### Michaelsquelle
Die heute 32 °C warme, ungenutzte Michaelsquelle entspringt in der Gartenanlage zwischen der Dammstraße und der Kirche St. Michael. Im Mittelalter versorgte die Quelle zahlreiche kleinere Badehäuser. Anfang des 19. Jahrhunderts wurde sie nach der Schließung der Bäder nur als Wollbrühquelle und Waschquelle verwendet. Das Michaelsbad wurde 1880 bis 1882 durch den Verein zur Unterstützung unbemittelter auswärtiger Brunnen- oder Badebedürftiger an den Mineralquellen zu Aachen und Burtscheid neu errichtet und dabei das Quellwasser für die Wannenbäder mittels einer gasbetriebenen Pumpe gehoben. Die einzelnen kleinen Quellen, die zur Michaelsquelle zusammengefasst wurden, waren 1886 zwischen 56 und 64 °C warm. Die Michaelsquelle gehörte mit einer Schüttung von 120 m³ am Tag 1928 zu den ergiebigsten Quellen in der Dammstraße.

#### Rosenquelle (Burtscheid)

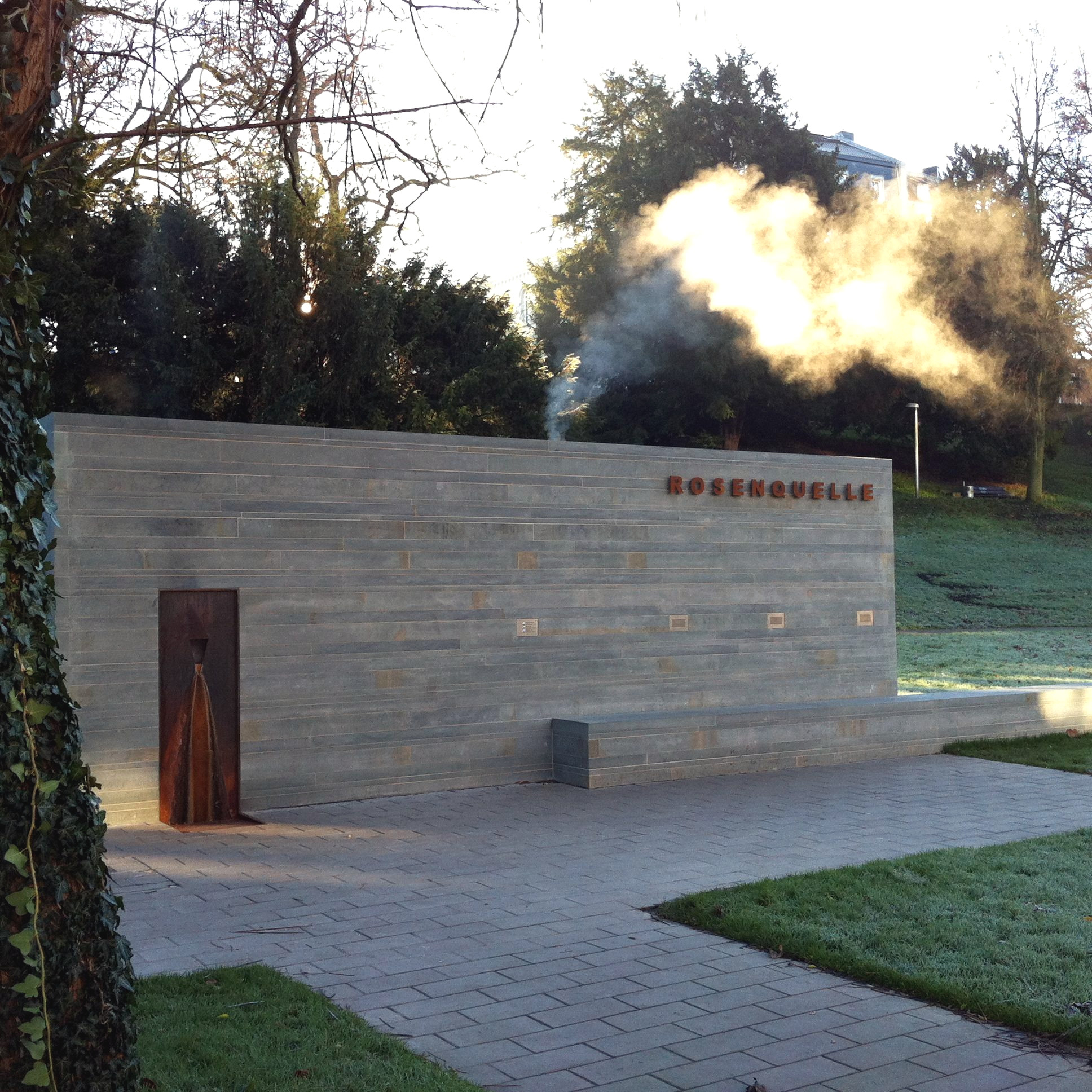
Neues Quellhaus der Rosenquelle

Die Rosenquelle zählt mit einer Quellschüttung von etwa 14 m³/h zu den ergiebigsten Quellen in Burtscheid und ist Namensgeberin der angrenzenden Rehaklinik VIALIFE Rosenquelle. Die heutige Rosenquelle fasst zwei große, 57 und 66 °C warme und mehrere kleinere Quellvorbrüche zusammen. Sie versorgte schon seit mindestens dem 17. Jahrhundert das Rosenbad, das im 19. Jahrhundert das größte Badehotel Burtscheids mit mehreren Dusch-, Gas- und Dampfbädern darstellte. Die Mehrzahl der Zimmer hatte bereits seit Mitte des 19. Jahrhunderts ein eigenes Badekabinett. Besonderheit des Rosenbades war eine Thermalwasserdusche mit 13 m Fallhöhe, die zur Behandlung von Gelenksbeschwerden eingesetzt wurde. Um den Wasserbedarf des Badehotels zu decken, wurde 1866 die Hauptquellfassung vertieft und zeitweilig Thermalwasser aus der nahe liegenden Krebsbadquelle genutzt.
Neben der Verwendung als Kurmittel wurde das Wasser der Rosenquelle in einem Trinkbrunnen ausgeschenkt und erwärmte ab 1867 den Fußboden der Promenade. Die weniger ergiebige Rosenquelle, die vor dem Zweiten Weltkrieg als Fastrada-Quelle z. T. abgefüllt und an Hotelgäste verkauft wurde, befand sich auf einem unbebauten Grundstück zwischen Michaels- und Rosenbad. Die ergiebigste Quelle des Rosenbades mit einer Schüttung von 200 m³ am Tag, die gelegentlich als Rethel-Quelle vermarktet wurde, entsprang im Hof des Rosenbades. Das Rosenbad wurde im Zweiten Weltkrieg durch zwölf Bombentreffer völlig zerstört. Im Jahr 1961 wurde die Rosenquelle 25 m nördlich der Rethel-Quelle neu gefasst.
Durch eine Schenkung der AMW Projekte Norbert Hermanns in Höhe von 70.000 € wurde 2013 ermöglicht, dass der Eingangsbereich der Rosenquelle neu gefasst und der Öffentlichkeit teilweise zugänglich gemacht werden kann.

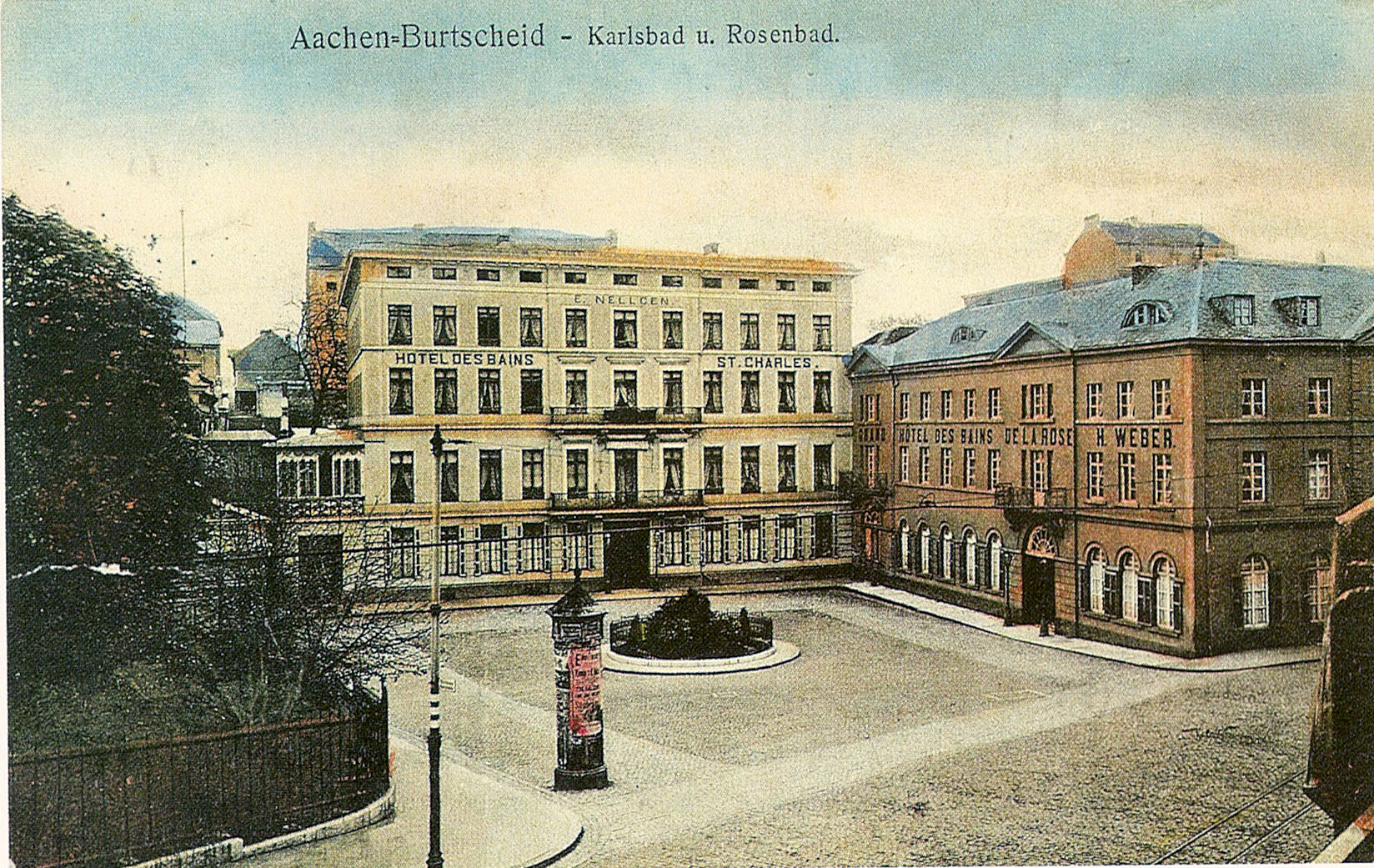
Die Bäderhotels Karlsbad und Rosenbad
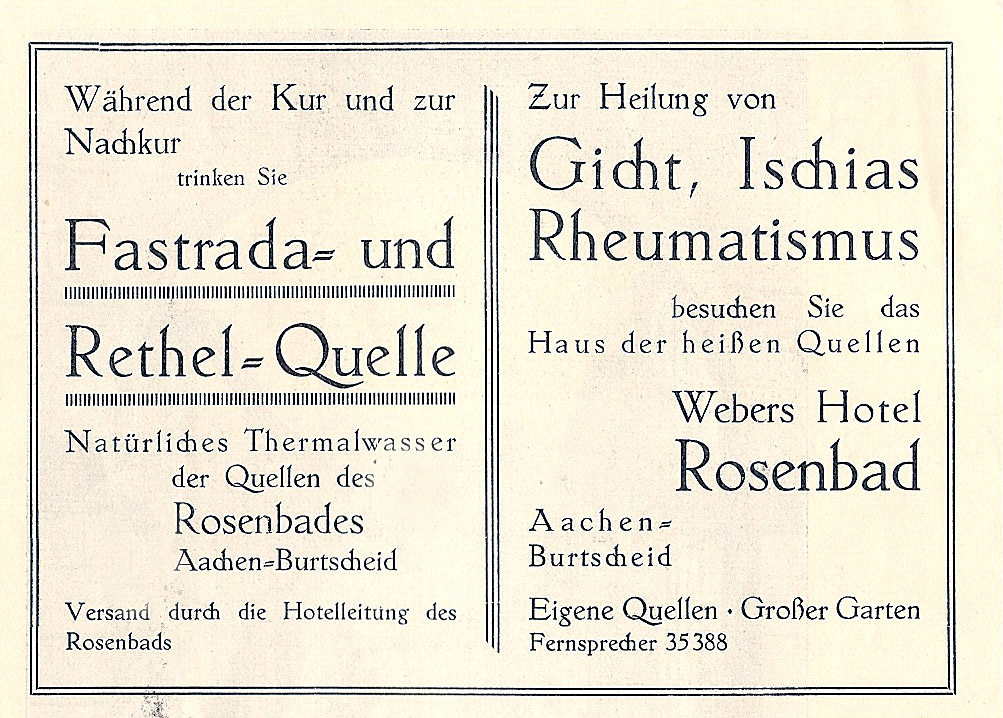
Werbung Fastrada Rethelquelle, 1931
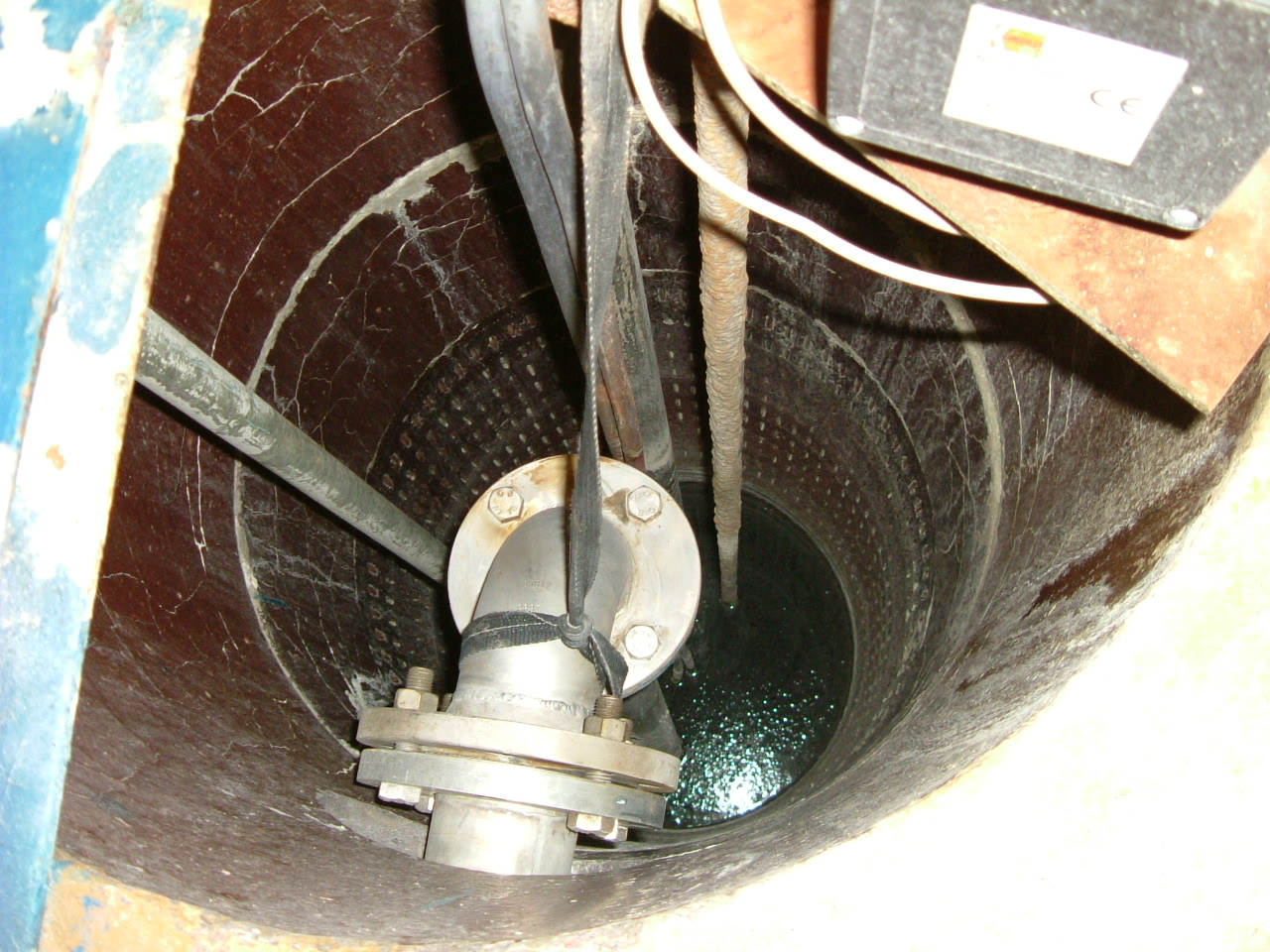
1961 neugefasste Rosenquelle mit eingesenkter Pumpe
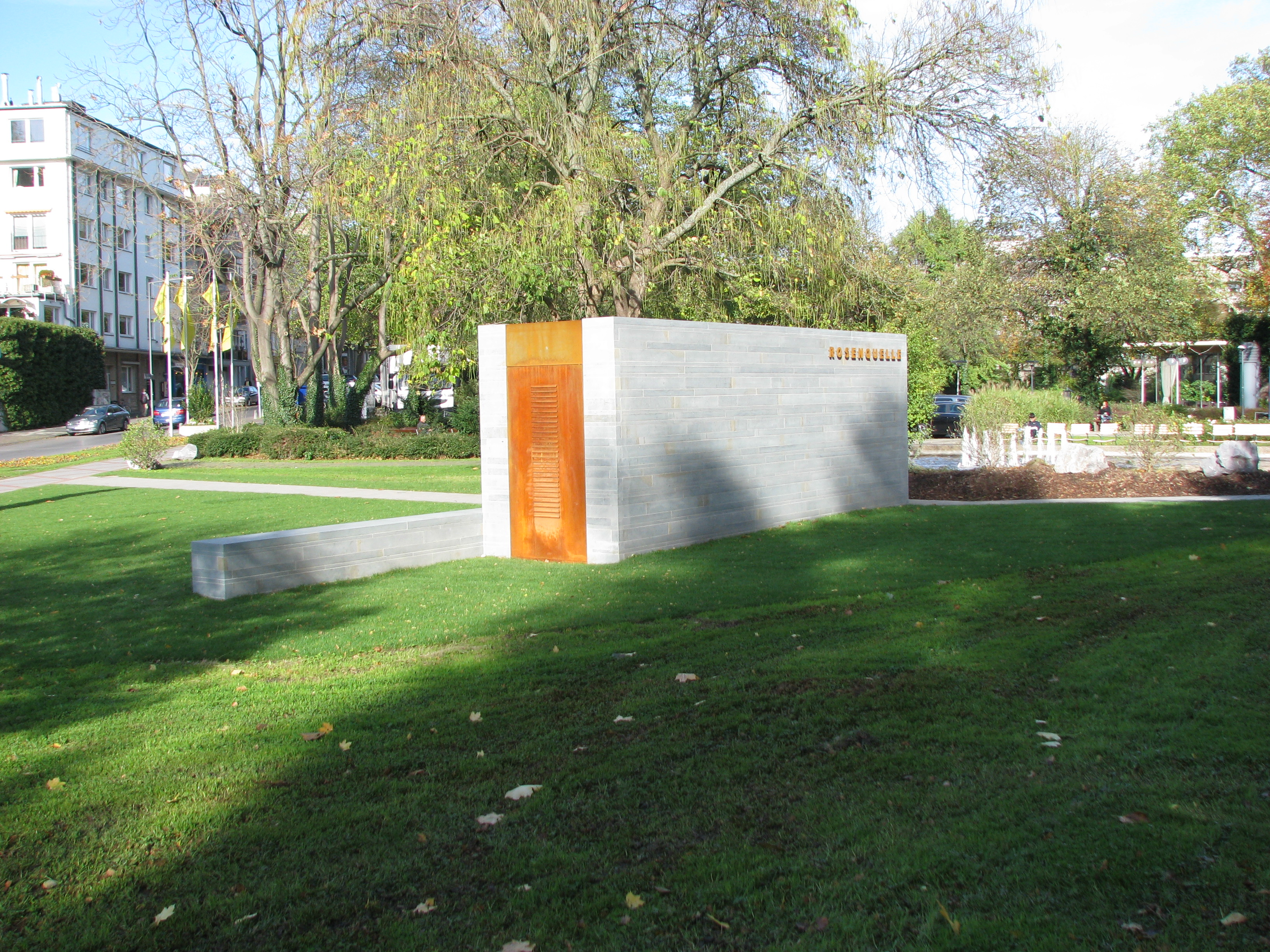
Quellgebäude der Rosenquelle, erbaut 2013
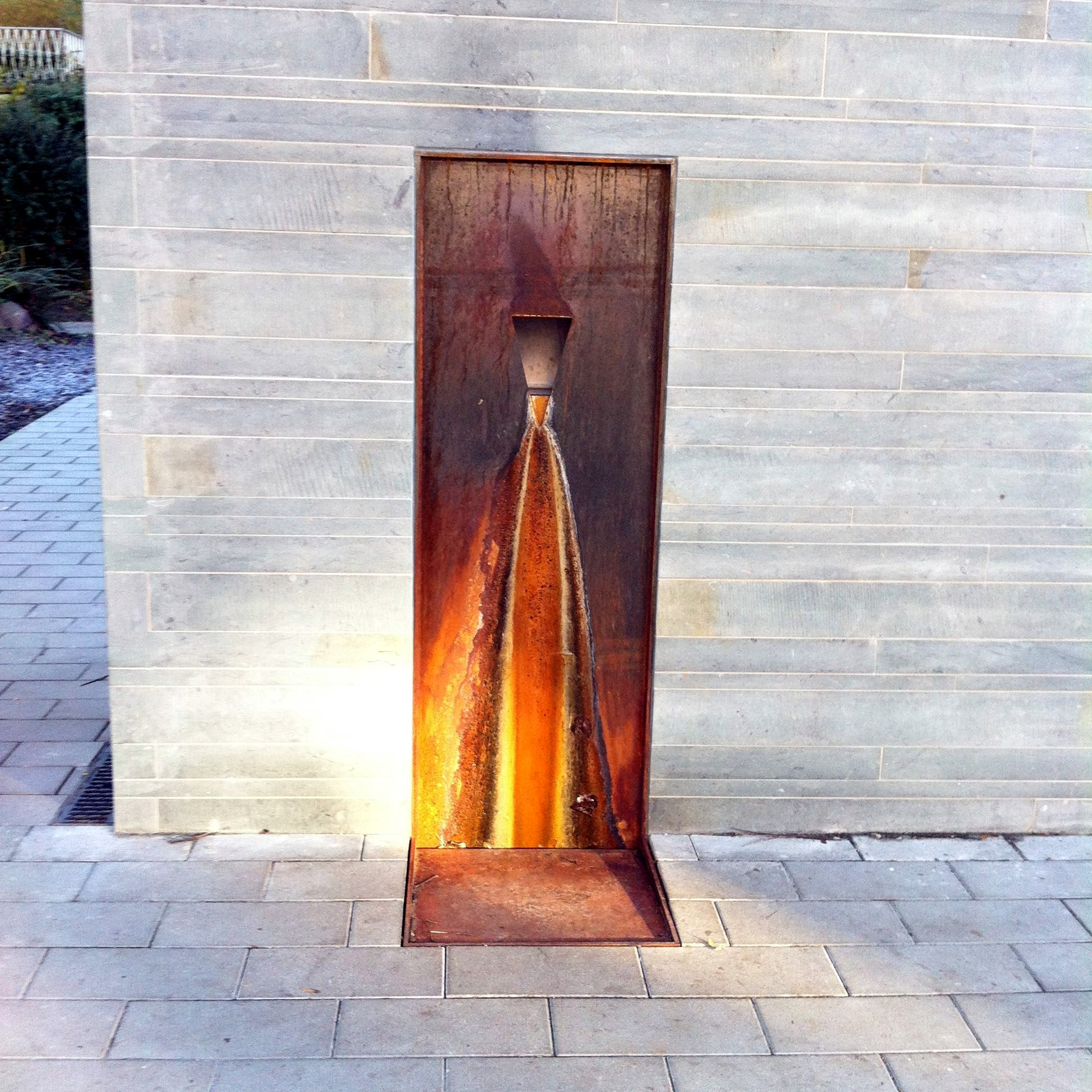
Auslauf der Rosenquelle

#### Karlsbadquellen

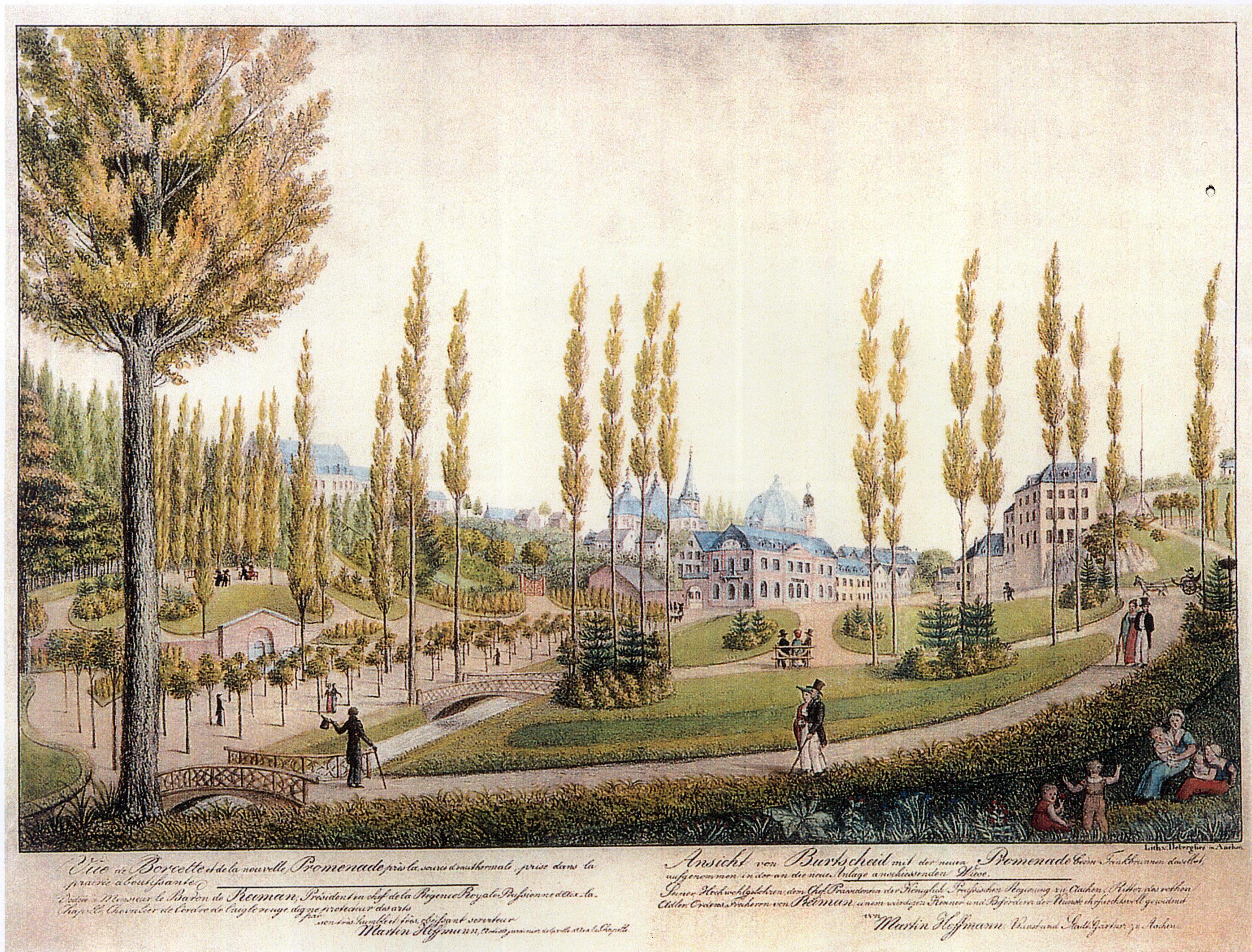
Burtscheider Kurgarten mit dem Victoriabrunnen (links), 1822

Die Karlsbadquellen wurden 1844 bei Bauarbeiten entdeckt. Sieben Quellvorbrüche mit 52–65 °C warmen Thermalwasser befinden sich auf dem Grundstück des Karlsbades – auch „Schmetzbad“ genannt, das zwischen 1844 und 1848 am Rand des Burtscheider Kurparks errichtet wurde. Die tägliche Quellschüttung der Karlsbadquellen betrug 1928 120 m³. Das mehrfach umgebaute Gebäude wurde im Krieg völlig zerstört und in der Folgezeit abgerissen. Die Quellen sind heute nicht mehr zugänglich.

#### Victoriaquelle
Die zahlreichen ungefassten Quellvorbrüche Im unteren Felde sind im ausgehenden Mittelalter außerhalb der Wohnbebauung in Gräben und Gruben geflossen. Unter freiem Himmel entwickelten sich aus diesen warmen Tümpeln das so genannte Armenbad. Blondel berichtet 1688 über katastrophale hygienische Zustände, da neben den Menschen auch Vieh in den Tümpeln anzutreffen waren. Die ergiebige Victoriaquelle wurde 1609 bei der Freilegung einer Karstspalte entdeckt. 1831 wurde über der 54–60 °C heißen Quelle der Victoriabrunnen errichtet, der den Mittelpunkt der neu angelegten Burtscheider Promenade bildete. Die Quellfassung musste bereits 1854 ausgebaut werden, da durch die Förderung von Thermalwasser aus den benachbarten Karlsbadquellen der Quellwasserspiegel abfiel. Das Wasser der Victoriaquelle speiste ab 1889 den Trinkbrunnen in der Wandelhalle des Kurhauses. Die Victoriaquelle zählte mit einer täglichen Schüttung von 170 m³ nach der Rethelquelle (Rosenquelle II) zu den ergiebigsten Thermalwasservorbrüchen in der Dammstraße. Nach Abriss des im Krieg zerstörten Kurhauses wurde die Quelle versiegelt und ist heute nicht mehr genutzt.

### Die Untere Burtscheider Quellengruppe
Im Bereich nordöstlich des Eisenbahnviadukts, im Frankenberger Viertel konzentrieren sich eine Gruppe von Quellvorbrüchen, die im Gegensatz zu den Quellen in Burtscheid ca. 30 °C kühler sind und in der Ufernähe des Warmen Baches und des Gillesbaches als Tümpelquellen ausflossen. Bereits 1829 erwähnte Monheim, dass diese Quellen durch die Vermischung mit Regenwasser starken Temperaturschwankungen und Veränderungen der Mineralisation ausgesetzt sind. Die meisten Quellen sind heute ungenutzt, lediglich die Mephistoquelle wurde bis Ende 2009 noch von der Mineralwasserindustrie abgefüllt.

#### Schlangenquellchen

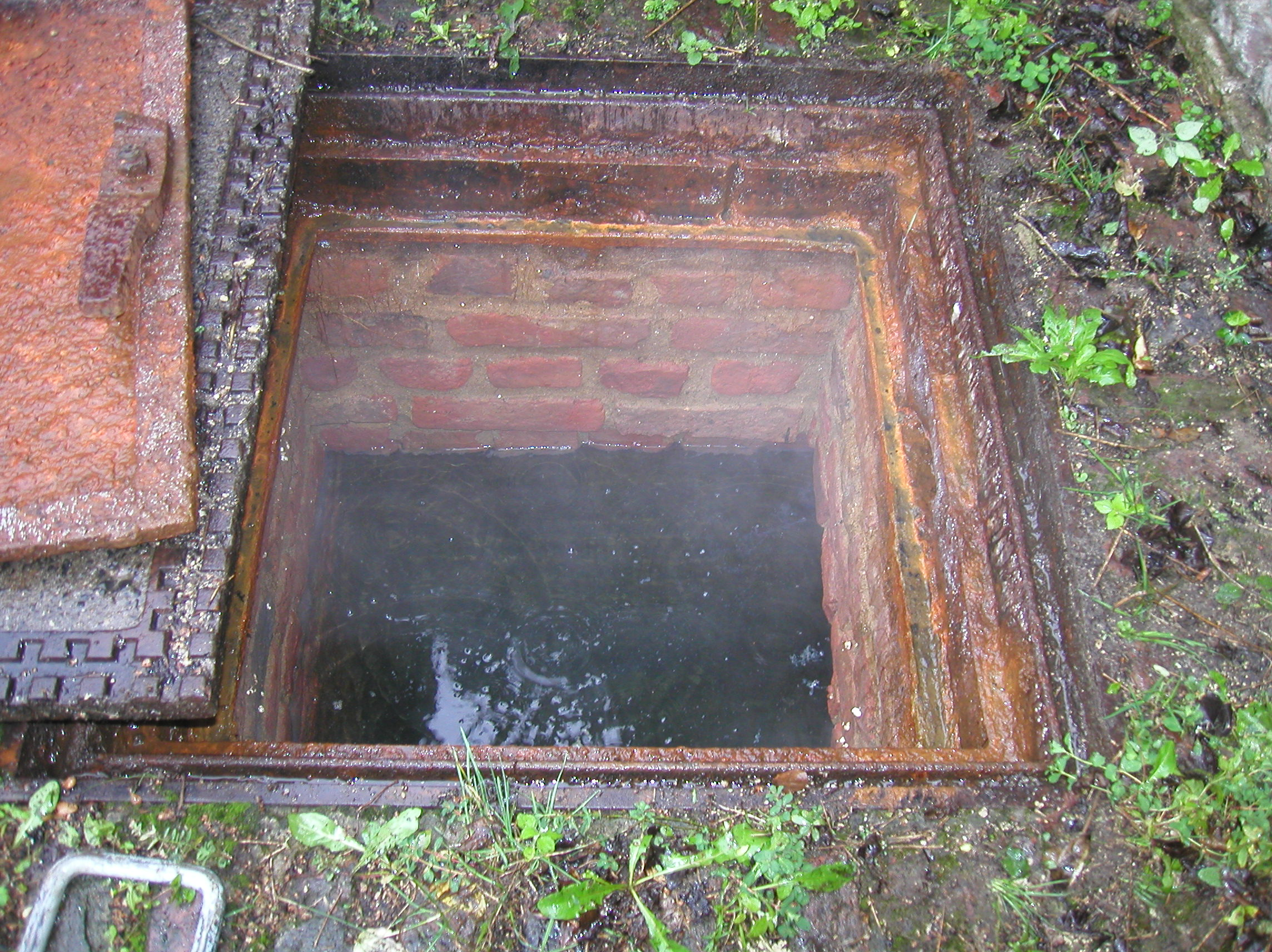
Gemauerte Quellfassung des Schlangenquellchen

Die Quelle entspringt im Uferbereich des Warmen Baches, am Ende des heutigen Römerweges. Die Quelle wurde 1874 gefasst und hatte damals eine Temperatur von 38–39 °C. Gegenwärtig schwankt die Quelltemperatur zwischen 26 und 31 °C. Die Gesamtmineralisation der Quelle beträgt 3,6 g/l und wird auch heute noch in regelmäßigen Abständen überwacht.

#### Pockenpützchen (Pockenbrünnchen)
In unmittelbarer Nachbarschaft zum Schlangenquellchen gelegen, weist die Quelle über eine ähnliche Gesamtmineralisation auf. Die Quelle wurde ebenfalls 1874 gefasst. Der Name der Quelle ist von einer Anwendung des Thermalwassers in der Vergangenheit zur Behandlung von Hautausschlägen abzuleiten. Auch in dieser Quelle ist über die letzten 200 Jahre eine Abnahme der Temperatur von 45 °C (1810), über 37 °C (1822) bis gegenwärtig 27–32 °C zu beobachten.

#### Quelle unterhalb Pockenpützchen
Einige Meter nordöstlich von Pockenpützchen gelegen, wurde auch diese Quelle erst 1874 gefasst und besaß zu diesem Zeitpunkt eine Quelltemperatur von 38–39 °C. Heute ist auch diese Quelle ca. 10 °C kühler und weist eine Gesamtmineralisation von 3,5–3,6 g/l auf.

#### Mephistoquelle (Konzentrationsschacht)

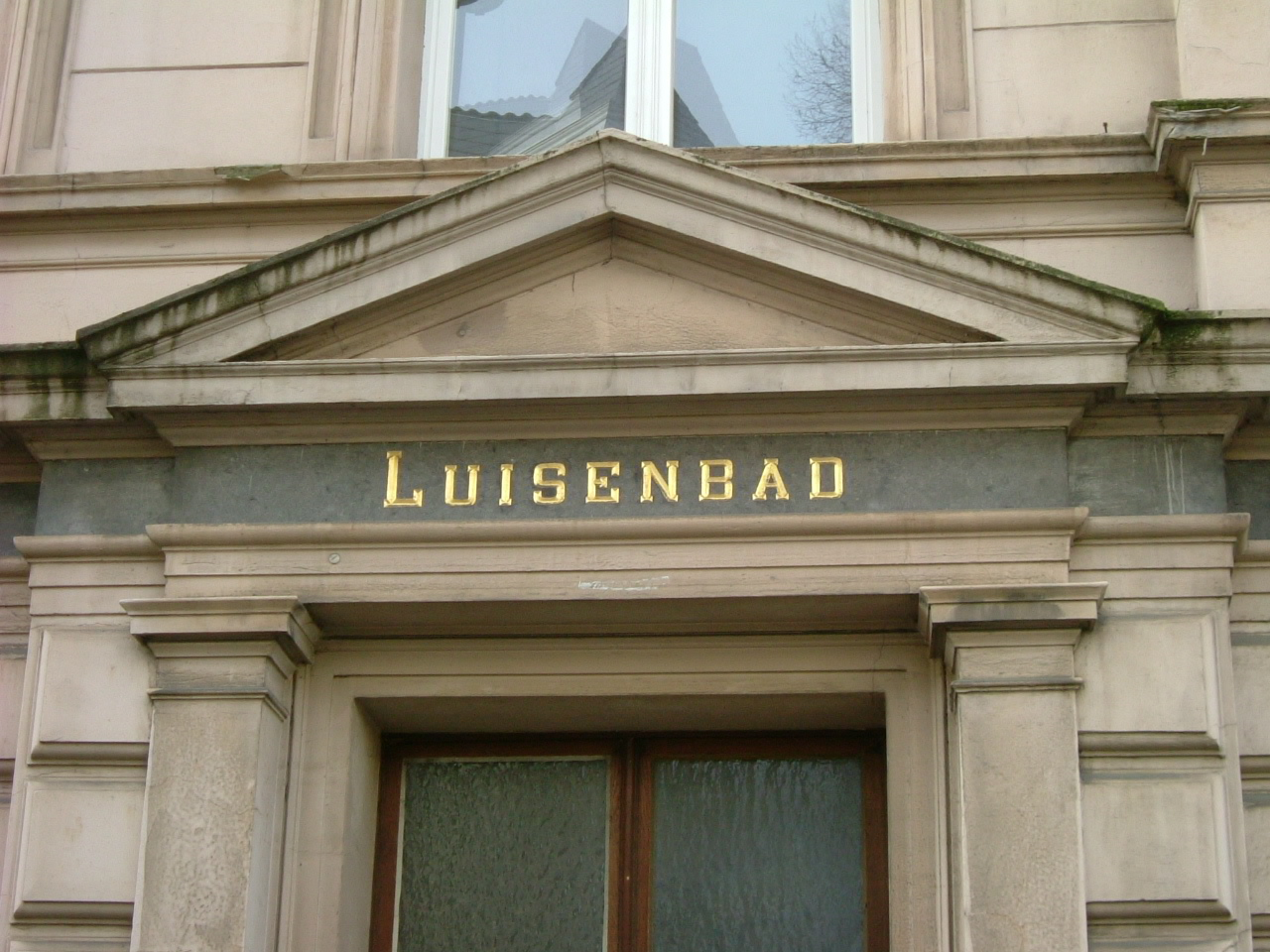
Fassade des ehemaligen Frauenbades Luisenbad in der Schlossstraße

Der Quellschacht der Mephistoquelle wurde im Vorfeld der Errichtung des Schloss- und Luisenbades 1872 bis 1874 errichtet. Er versorgte damals die Badehalle des Schlossbades und die Baderäume des Luisenbades mit 38–40 °C warmen Thermalwasser, welches bei Bedarf mittels Pumpwerke aus dem Schacht gehoben werden konnte. Heute weist die Mephistoquelle bei einer Quellschüttung von etwa 5 m³/h eine Temperatur von 38 °C und eine Gesamtmineralisation von 3,9 g/l auf und wurde bis Ende 2009 als Mineralwasser von der Mephisto Getränke GmbH abgefüllt.

#### Gartenquelle
Die Gartenquelle entspringt im unmittelbaren südöstlichen Uferbereich des Gillesbaches in der heutigen Schlossstraße. Durch die Baumaßnahmen zum Zuge der Bebauung des Frankenberger Viertels und die Anlage des Konzentrationsschachtes hat sich die Quellschüttung stark verändert. Die 38–40 °C warme Gartenquelle weist heute eine Gesamtmineralisation von 4 g/l auf und wird nicht mehr genutzt.

#### Wiesenquelle
Die Wiesenquelle entspringt am Nordostufer des heute kanalisierten Gillesbaches und ist die nordöstlichste Quelle des Burtscheider Thermalwasserzuges. Sie wurde in Vergangenheit lediglich als Hausbrunnen für die umliegenden Häuser genutzt. Die Quelle hatte Anfang des 19. Jahrhunderts eine Temperatur von 28–29 °C. Heute wird sie nicht mehr genutzt.

### Kleinere, zeitweilig genutzte Quellen
In Burtscheid gibt es zahlreiche kleinere, weniger ergiebige Thermalwasserquellen, die in der Vergangenheit nur temporär genutzt wurden. Dazu zählen in der Nähe des Burtscheider Marktes, die Kleinheiß-, St. Sebastianusquelle und die Großheißquelle. Sie versorgten in der Vergangenheit unter anderem zahlreiche Laufbrunnen auf dem Markt, die heute überbaut sind. In der Nähe des Abteitores befand sich im 17. Jahrhundert das Frauenbad, das von den Äbtissinnen des Burtscheider Klosters genutzt und von einem eigenen Quellvorbruch gespeist wurde.
Beim Bau des Burtscheider Eisenbahnviadukts wurde im Bereich des Fundaments eines Pfeilers ein Thermalwasservorbruch mit einer Temperatur von 40 °C freigelegt, der aufwendig verschlossen werden musste, um das Bauwerk nicht zu gefährden. Südöstlich der Quellen der heutigen Rheumaklinik wurde zu Beginn des 20. Jahrhunderts eine kleinere Thermalquelle für die Badesalz- und Trinksalzherstellung der Aachener natürlichen Quellproduktion genutzt.
Des Weiteren sind zahlreiche kleinere, 30–35 °C warme Quellen im Uferbereich des ehemaligen Warmen Baches im Frankenberger Viertel bekannt, von denen heute keine mehr zugänglich ist.

## Thermalwasserroute Aachen

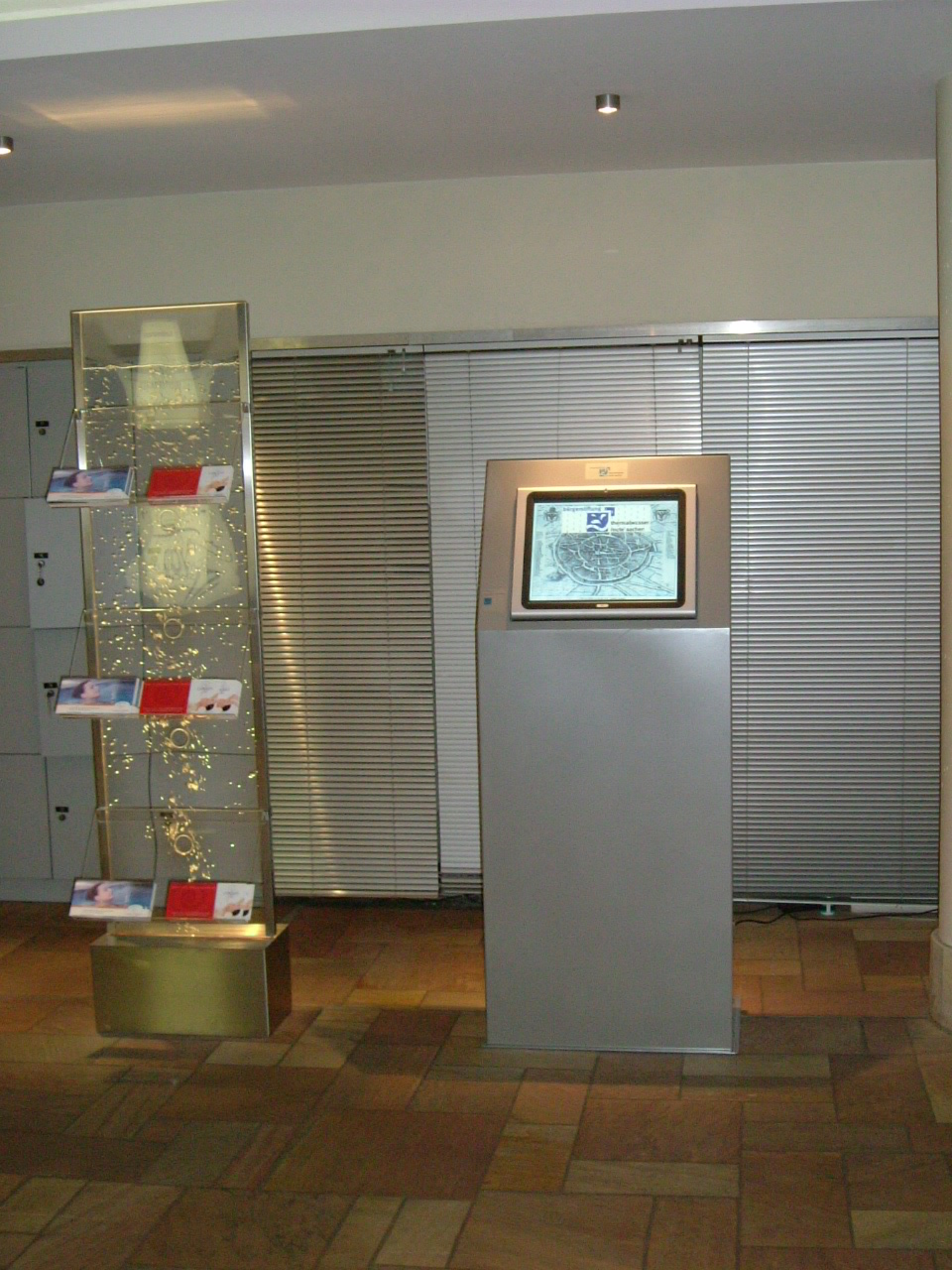
Interaktive Informationssäule über die Thermalquellen

In Zusammenarbeit mit der Bürgerstiftung Lebensraum Aachen hat sich Ende 2007 eine Initiative gegründet, die auf die Existenz und Bedeutung der Aachener und Burtscheider Thermalquellen aufmerksam macht.
Neben der Kennzeichnung heute unsichtbarer, meist überbauter Quellen wird u. a. das ehemalige Prunkbad Fürstenbad aus dem Kaiserbad Aachen, das beim Abriss des Kaiserbades erhalten wurde und 1964 in die Burtscheider Kurparkterrassen übertragen wurde, der Öffentlichkeit für Kleinkunstveranstaltungen wieder zugänglich gemacht. Pädagogische Projekte begleiten verschiedene Aktionen, eine interaktive Informationsäule, die wechselnd an verschiedenen, vorwiegend touristischen Standorten aufgestellt wird, informiert über die Aachener Thermalquellen und die Bäderkultur. Patenschaften für einzelne Quellen und Straßenzusatzschilder werden vergeben.
Ziel der Initiative ist es, die einzelnen Standorte ehemaliger Badehäuser und Quellen zu einer Thermalwasserroute zusammenzuführen. Die Öffentlichkeit wird in verschiedenen Aktionen, wie am Tag des offenen Denkmals sowie am Geotops  über die einst für die Stadtentwicklung bedeutsamen Quellen und Kureinrichtungen informiert.
In den nächsten Jahren ist geplant, an verschiedenen Orten die Thermalquellen wieder erlebbar zu machen und an die fast 2000-jährige Nutzung der Quellen zu erinnern. Bis zur Schließung der stadtgeschichtlichen Sammlung  der Stadt Aachen, der Burg  Frankenberg im Jahr 2010, konnten dort zahlreiche Exponate zur Bädergeschichte Aachens besichtigt werden.
Geocaching-Routen führen heute schon entlang der Thermalwasserroute in Aachen und in Burtscheid.
Im Jahr 2013 wurde durch eine Spende der Neubau des Quellgebäudes der Rosenquelle Burtscheid im Kurpark ermöglicht. Das Gebäude wurde nach einem Entwurf das Architekturbüros frey architekten realisiert. In einer Medienstation informiert die Thermalwasserroute Aachen über die Thermalquellen Burtscheids und die Badekultur der vergangenen Jahrhunderte.

## Berühmte Kurgäste
- 765 ff. König Pippin der Jüngere
- 768 ff. Kaiser Karl der Große
- 1065 König Heinrich IV.

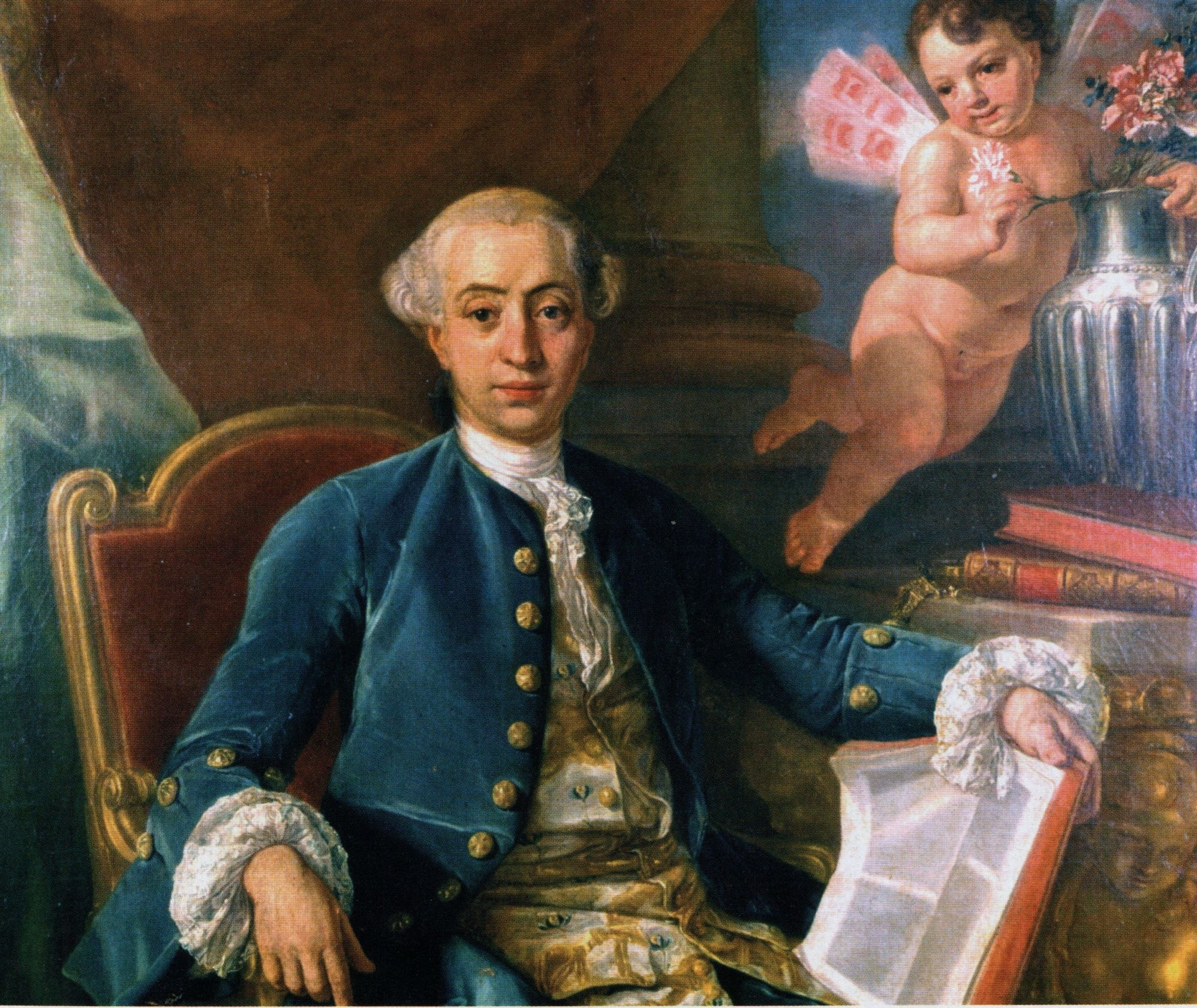
Giacomo Casanova

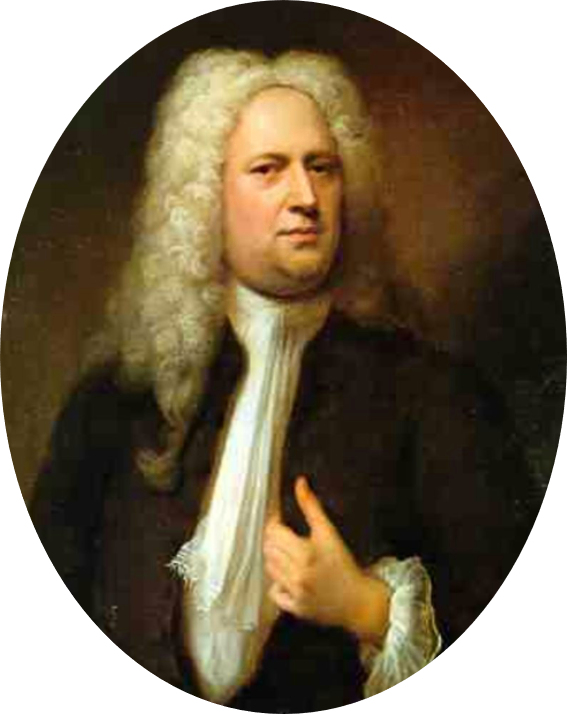
Georg Friedrich Händel

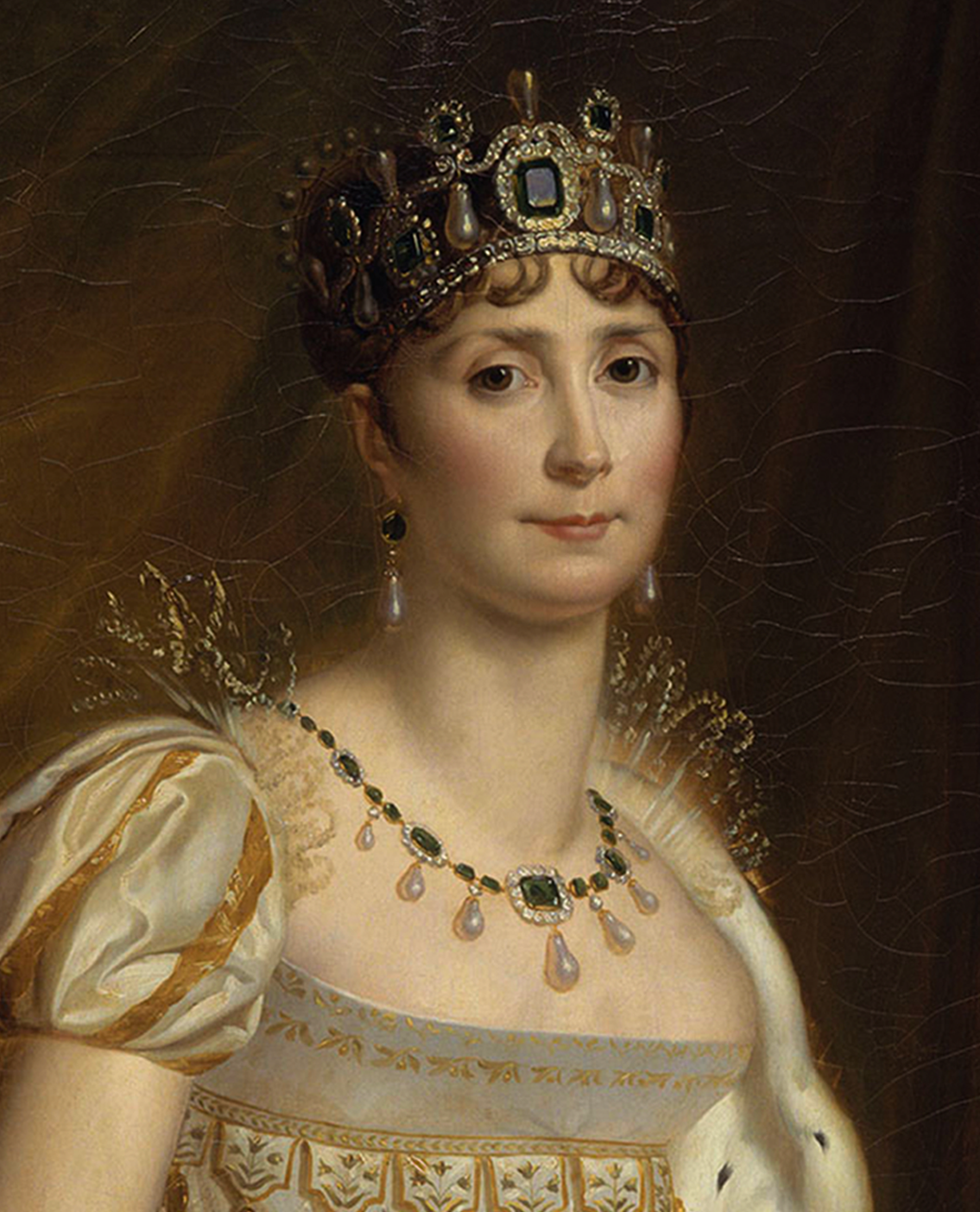
Kaiserin Joséphine

- 1190 Gottfried von Viterbo (um 1125–1191/92), kaiserlicher Kaplan Friedrich Barbarossas
- 1333 Francesco Petrarca (1304–1374), Schriftsteller, Geschichtsschreiber
- 1431 Ludwig I. (Hessen), Landgraf von Hessen
- 1435 Pius II., Papst Nikolaus V., Papst
- 1520 Albrecht Dürer, Maler
- 1585 Nuntius Johannes Franz Bonomi
- 1680 Johann Wilhelm von der Pfalz, genannt Jan Wellem, Kurfürst und Gemahlin Maria Anna Josepha, Erzherzogin von Österreich
- 1698 Anna Maria Luisa de’ Medici, Großherzogin der Toscana, zweite Frau von Johann Wilhelm von der Pfalz
- 1717 Zar Peter der Große
- 1736 Karl Ludwig von Pöllnitz (1692–1775), Schriftsteller und Abenteuerreisender
- 1737 Georg Friedrich Händel, Komponist
- 1742 Friedrich II. (Preußen), Monarch
- 1746 Karl Josef Batthyány, Generalfeldmarschall
- 1747 Karl Theodor (Pfalz und Bayern), Kurfürst
- 1762, 1767, 1783 Giacomo Casanova (1725–1798), Schriftsteller und Abenteurer
- 1780 Gustav III. (Schweden), Monarch (inkognito)
- 1789, 1790 George Augustus Eliott, 1. Baron Heathfield, britischer General, Gibraltar; Tod während der Kur auf Gut Kalkofen
- 1791 August Ferdinand von Preußen mit Gemahlin Luise, (inkognito)
- 1792, 1802 Gottfried Herder, Dichter
- 1799, 1815, 1818 Ernst Moritz Arndt, Dichter
- 1804 Joséphine de Beauharnais, Kaiserin, Ehefrau Napoleons
- 1804, 1811 Napoleon Bonaparte
- 1809, 1810, 1811 Laetitia Ramolino, Mutter Napoleons, Pauline Bonaparte, Schwester Napoleons
- 1812 Hortense de Beauharnais, Stieftochter Napoleons
- 1814 Generalfeldmarschall August Neidhardt von Gneisenau
- 1814 General Carl von Clausewitz
- 1814–1815 Max von Schenkendorf, Schriftsteller
- 1815 Generalfeldmarschall Gebhard Leberecht von Blücher
- 1815 Friedrich Carl von Savigny, Kronsyndikus, Begründer der Historischen Rechtsschule
- 1817 König Friedrich Wilhelm III. (Preußen)
- 1818 Zar Alexander I. von Russland
- 1821 König Wilhelm I.
- 1823, 1828 Johanna Schopenhauer, Schriftstellerin
- 1827 Achim von Arnim, Schriftsteller
- 1850 Maximilian II. (Bayern)
- 1855 Fürst Konstantin (Hohenzollern-Hechingen)
- 1856 Giacomo Meyerbeer, Komponist
- 1857 Franz Liszt, Komponist
- 1870, 1896 Friedrich von Esmarch, Begründer des Samariterwesens
- 1872 König Karl XV. (Schweden)
- 1880 Königin Marie Henriette von Belgien, Erzherzogin von Oesterreich
- 1894 Lord Frederick Roberts, 1. Earl Roberts, Lord of Kandahar, Pretoria und Waterford, Feldmarschall
- 1907 Sultan Ali Ben Hammud Ben Muhammed von Sansibar

## Bedeutende Wissenschaftler und Badeärzte

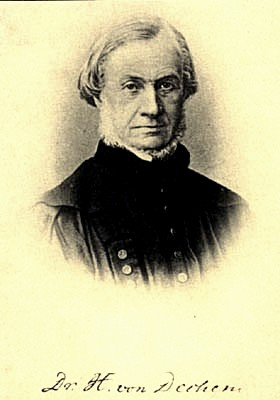
Heinrich von Dechen, erster Ehrenbürger Aachens

Erst durch die systematische Erforschung und Beschreibung der Aachener und Burtscheider Thermalquellen erlangte die Stadt den Ruf eines der bedeutendsten Zentren der europäischen Badekultur im 19. Jahrhundert. Neben Medizinern und Badeärzten erforschten in der Vergangenheit zahlreiche Geologen die Entstehung und Zusammensetzung der Aachener Thermalquellen.
Die erste Ehrenbürgerschaft wurde 1870 u. a. aufgrund seiner Verdienste zur Optimierung der Förderleistung der Kaiserquelle dem Geologen Ernst Heinrich von Dechen von der Stadt Aachen verliehen.
Zu den wichtigsten Wegbereitern der Erforschung der Aachener Thermalquellen zählen:
- Franciscus Blondel, Badearzt (1613–1703)
- Gerhard Reumont, Badeinspector (1765–1829)
- Carl Georg Theodor Kortum, Arzt (1765–1847)
- Friedrich von Hövel, Politiker und Naturwissenschaftler (1766–1826)
- Johann Peter Joseph Monheim, Apotheker und Chemiker (1786–1855)
- Ernst Heinrich von Dechen, Geologe und Professor für Bergbaukunde (1800–1889)
- Justus von Liebig, Chemiker, (1803–1873)
- Alexander Reumont, Badearzt (1817–1887)
- Bernhard Maximilian Lersch, Badearzt (1817–1902)
- Ignaz Beissel, Geologe (1820–1887)

## Legenden und Trivia

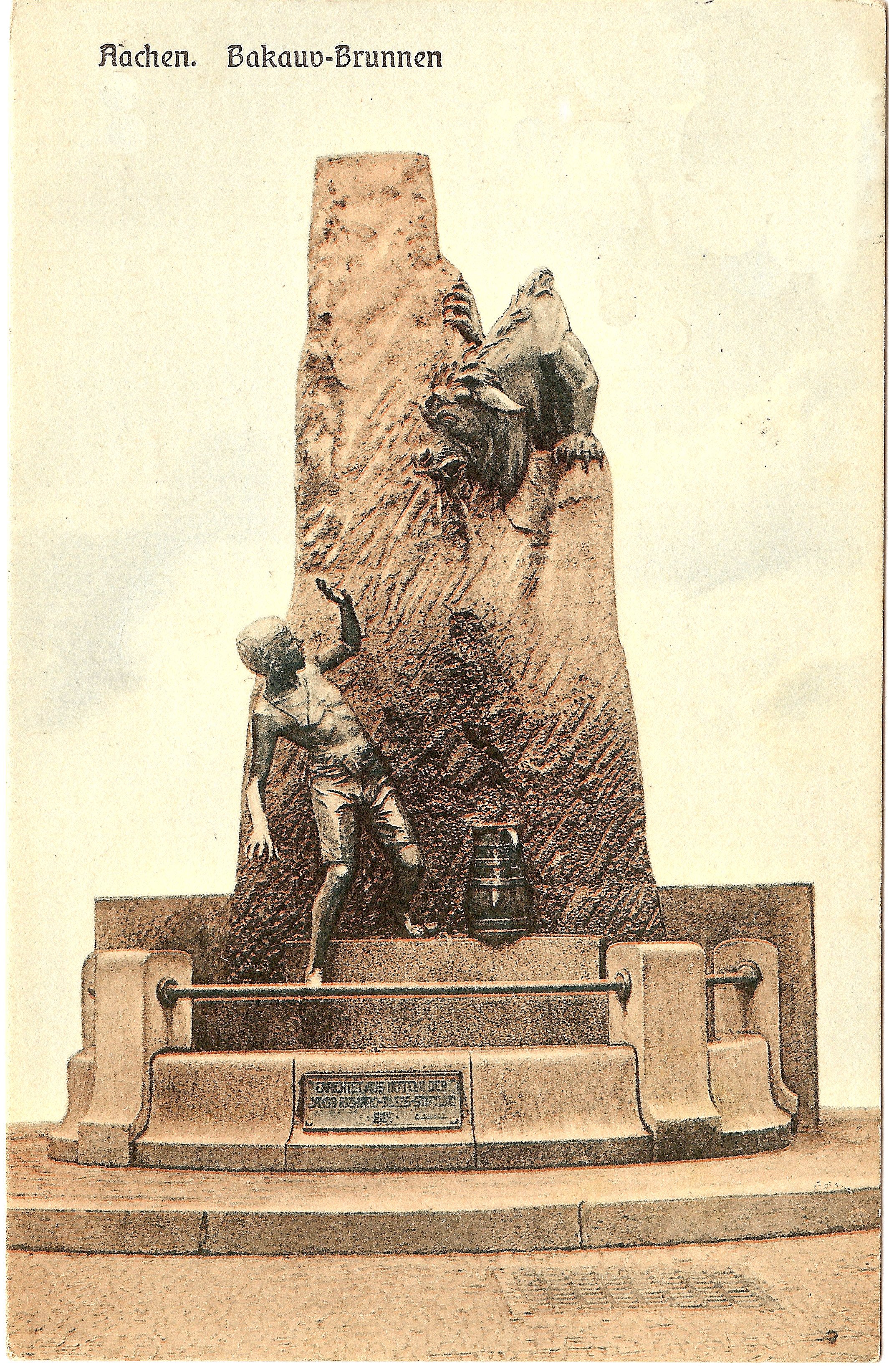
Der 1904 nach einem Entwurf von Karl Krauß errichtete Alte Bahkauvbrunnen vor dem Kaiserbad am Büchel

Um die heißen Quellen ranken sich zahlreiche Legenden. Dem berühmten Fabelwesen Bahkauv (Bachkalb) ist in der Aachener Innenstadt ein Denkmal gesetzt. Das Bahkauv soll in den Abwässerkanälen (Kolbert) der Thermalbecken gehaust haben und nachts heimkehrende Zecher erschreckt und bestohlen haben.
Zu Zeiten von König Pippin soll in der Kaiserquelle ein Untier gehaust haben. Bei seinem morgendlichen Bad soll Pippin eines Tages das Ungeheuer überrascht und nach einem Kampf durch einen Schwerthieb getötet haben. Darauf soll das ganze Bad von dessen Blut besudelt gewesen sein. Man bringt diese Legende heute mit einer rot gefärbten Mikrobe in Zusammenhang, die vor allem in warmem Wasser auftritt.
Laut einer anderen Legende scheute Kaiser Karls Pferd bei einem Ausritt in ein sumpfiges Gelände und Karl entdeckte dort die heißen Quellen.
Neben Legenden sind zahlreiche Tragödien und Geschichten mit den Thermalquellen und den Bädern verbunden. Am 6. Juli 1790 starb George Augustus Eliott, 1. Baron Heathfield, der frühere Gouverneur und Verteidiger Gibraltars, auf seiner Kurresidenz Gut Kalkofen. nach der übermäßigen innerlichen Anwendung von Thermalwasser. Zahlreiche Badeärzte warnten bereits damals, das damals verbreitete Trinken von sechs bis maximal 18 Litern Brunnenwasser könne gesundheitliche Schäden zur Folgen haben.
Am 7. Mai 1836 ertrank der Komponist Norbert Burgmüller im Alter von 26 Jahren im Quirinusbad, wahrscheinlich infolge eines epileptischen Anfalls.
Im gleichen Jahr begann der 21-jährige Otto von Bismarck seine Referendariatsausbildung in Aachen. 1837 verliebte sich der junge Bismarck in die damals 17-jährige Engländerin Isabella Loraine-Smith, die in Aachen zur Kur weilte. Bismarck begleitete von Juli bis September 1837 Isabella und ihre Familie auf einer Reise durch Deutschland, überschritt den ihm erteilten Urlaub und suchte nicht um Verlängerung nach. Er verspielte in der Spielbank Wiesbaden hohe Summen, wurde in Aachen von Gläubigern verfolgt und beantragte die Versetzung an das Regierungspräsidium Potsdam (die auch gewährt wurde).
Im Oktober 1922 versuchte der spätere Schachweltmeister Alexander Aljechin im Foyer des Corneliusbades einen Suizid. Badeärzte griffen schnell ein und retteten sein Leben.